# Art roman en Angleterre

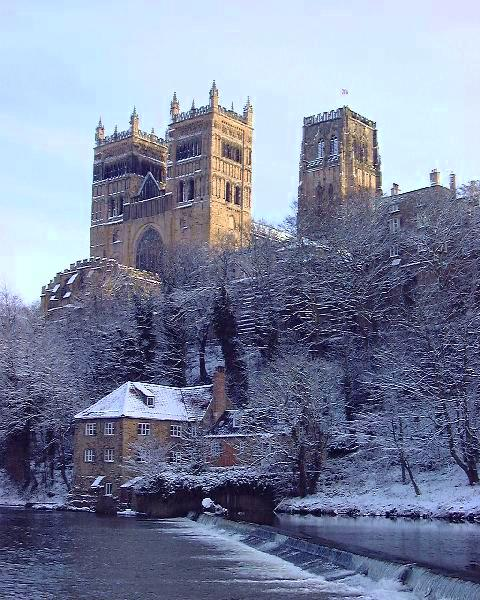
Cathédrale de Durham

L'art roman en Angleterre est introduit par le roi Édouard le Confesseur à l'abbaye de Westminster consacrée en 1065. La conquête normande de l'Angleterre de 1066 et l'invasion entraînent la naissance d'un art roman anglais qu'il ne faut pas confondre avec celui s'épanouissant en Normandie continentale. Guillaume le Conquérant devenu roi d'Angleterre organise ce pays et en retire de grandes richesses qui financent de nombreux chantiers en Normandie et en Angleterre où de nombreux religieux normands sont mis à la tête d'importants diocèses. L'influence normande, forte après l'invasion, intègre progressivement la culture anglo-saxonne. 

## Architecture

### Architecture religieuse
Avant la conquête de 1066 par Guillaume le Conquérant, les normands installés en Angleterre depuis 911 ont construit de grandes églises, symboles de leur puissance. Après les invasions danoises de 1013 et les problèmes économiques, une vague de construction s'amorce entre 1042 et 1066 avec Édouard le Confesseur dont la mère est normande : il introduit l'art roman en Angleterre et les modestes églises en appareil réticulé sont remplacées par des édifices plus importants orientés vers l'est. Le plus ancien monastère d'Angleterre, Canterbury, est érigé en 1049 et demeure encore inachevé en 1059. C'est un bâtiment octogonal à déambulatoire.
Dans le litige entre le roi Harold et Guillaume le Bâtard, le pape donne raison à Guillaume, car il s'engage à réformer l'Église d'Angleterre.
Après 1066, la reconstruction complète des cathédrales saxonnes d'Angleterre par les Normands représente le plus important programme de constructions ecclésiastiques de l'Europe médiévale et les plus grandes structures érigées dans l'Europe chrétienne depuis la fin de l'Empire romain. Toutes les cathédrales médiévales d'Angleterre sauf Salisbury, Lichfield et Wells ont des traces d'architecture normande. La cathédrale de Peterborough, la Cathédrale de Durham, et la cathédrale de Norwich sont presque entièrement normandes et dans les autres, il reste des parties importantes : les nefs de la cathédrale d'Ely, de la cathédrale de Gloucester et de Southwell Minster, le transept de la cathédrale de Winchester.

#### Chronologie

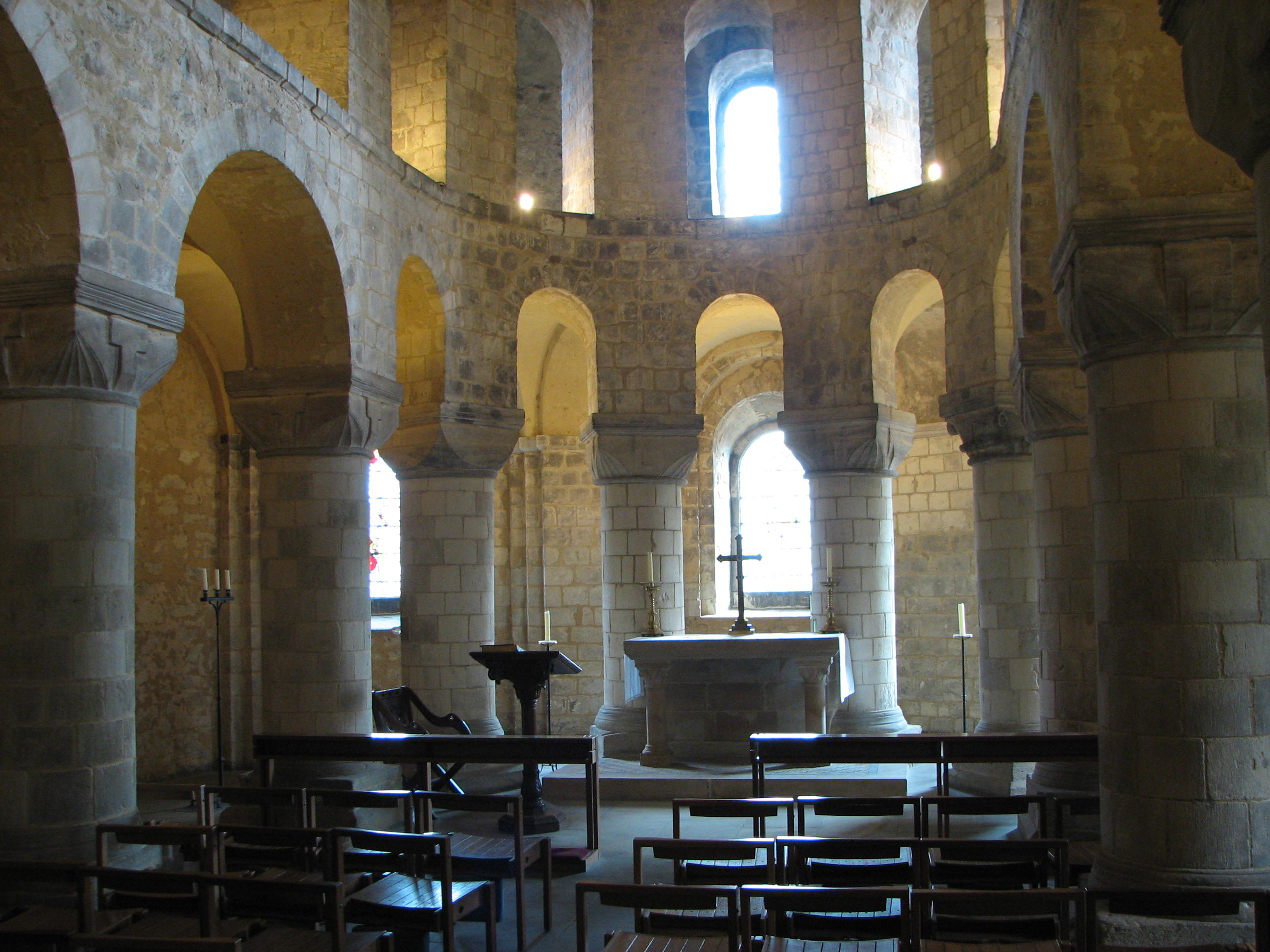
Chapelle Saint-Jean de Londres dans la Tour Blanche avec des chapiteaux à godrons

Première période 1080-1090

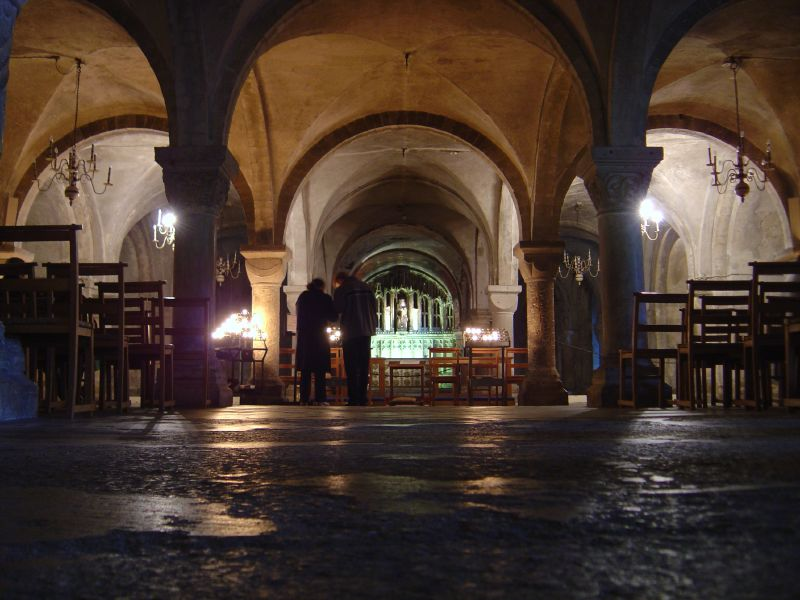
La crypte de la cathédrale de Canterbury avec les chapiteaux anglo-normands

Dans les premières années après la conquête normande de l'Angleterre, tout est normand : l'esthétique d'ensemble, les plans, les décors, tout est importé massivement, même la pierre de Caen envahit les chantiers. Les constructions normandes sont limitées à un petit nombre de sites stratégiques, tandis que l'art saxon poursuit sa carrière dans les campagnes. Les œuvres de cette première phase sont la cathédrale de Canterbury, construite par Lanfranc mais aujourd'hui détruite, la chapelle de la Tour de Londres et l'église du prieuré de Blyte en Nottinghamshire.
Seconde période
Les données normandes sont progressivement remodelées sous l'influence du milieu anglais qui fournit la main-d'œuvre, le style reste commun au duché et au royaume. Les Anglais commencent à préférer certaines formes de plans. Sous le roi Henri Ier, de 1100 à 1135, les Normands se sentent clairement normands, mais prennent conscience des possibilités de l'Angleterre. Sa richesse autorise des expériences, la main-d'œuvre anglaise s'adapte aux goûts et besoins des Normands et même interprète leurs désirs avec une certaine autonomie. Le mariage du roi Henri Ier avec Édith, fille du roi d'Écosse, favorise la fusion des deux races.
Roger de Salisbury établit la cathédrale de Winchester, dont la tour s'effondre en 1107, la cathédrale d'Old Sarum, entreprise en 1125, dont il ne reste que les fondations, l'abbaye de Malmesbury, les châteaux de Sherborne, Newark, Barum et Devizes. Cette époque se caractérise par le mépris des coûts, les dimensions impressionnantes des édifices, la splendeur du décor, la qualité technique et la diffusion en Angleterre du chevet plat qui remplace l'abside.
Troisième période
Après le règne d'Henri Ier, les facultés créatives du roman anglais s'épuisent. Les cadres religieux n'apportent guère de contributions importantes à l'architecture avant l'avènement du gothique. La collaboration entre l'Angleterre et la Normandie prend fin. Les Anglais assimilent les apports extérieurs de l'Empire Plantagenêt et les références à l'Aunis, la Saintonge et le Poitou sont notables, en particulier dans les régions du Herefordshire et de Gloucester vers 1140-1160.
Dans le troisième quart du XIIe siècle, l'Angleterre s'intéresse aux nouveaux apports d'Île-de-France et accepte le style gothique sans passer par l'intermédiaire du vieux duché de Normandie. L'influence des croisades et les contacts avec l'Orient est grande en Angleterre comme en Europe, qui prennent conscience de la nature originale et des résistances de l'esprit occidental.
Bien avant la rupture des liens politiques en 1204, l'Angleterre cesse de se placer dans le sillage tracé par Guillaume le Conquérant et, dans les dernières années de l'État normand, ce sont les Anglais, descendants en grande partie de Normands, qui tiennent les commandes de la Normandie.

#### L'évolution technique
Des traits majeurs séparent  bientôt l'art d'Angleterre de celui de Normandie. Les élévations qui restent fidèles aux trois niveaux sont plus élevées. Les plans des églises anglaises sont plus allongés dans toutes leurs parties : la nef de l'église Saint-Étienne de Caen a huit travées, celles de la cathédrale d'Ely douze travées et la cathédrale de Norwich quatorze travées. Le chœur roman de l'église Saint-Étienne de Caen a deux travées et huit pour le chœur de la cathédrale d'Ely. Cette esthétique a eu pour conséquence, au bout d'une ou deux générations la disparition du chœur roman normand.
Avant 1130, l'abside du plan bénédictin est remplacée par un chevet plat.
La façade harmonique de l'église Saint-Étienne de Caen est vite abandonnée : il ne reste que celle de la cathédrale de Southwell Minster. Elle est remplacée par des façades avec tours étirées comme aux prieurés de Castle Acre, Leominster, Colchester, l'abbaye de Malmesbury ou la formule saxonne à tour ouest unique à la cathédrale d'Ely ou l'abbaye de Bury St Edmunds, puis des façades sans tour comme à l'abbaye de Romsey.  Enfin on creuse la façade de la nef de hautes niches à la cathédrale de Lincoln, puis à l'abbaye de Tewkesbury et à la cathédrale de Peterborough.

#### Les hommes

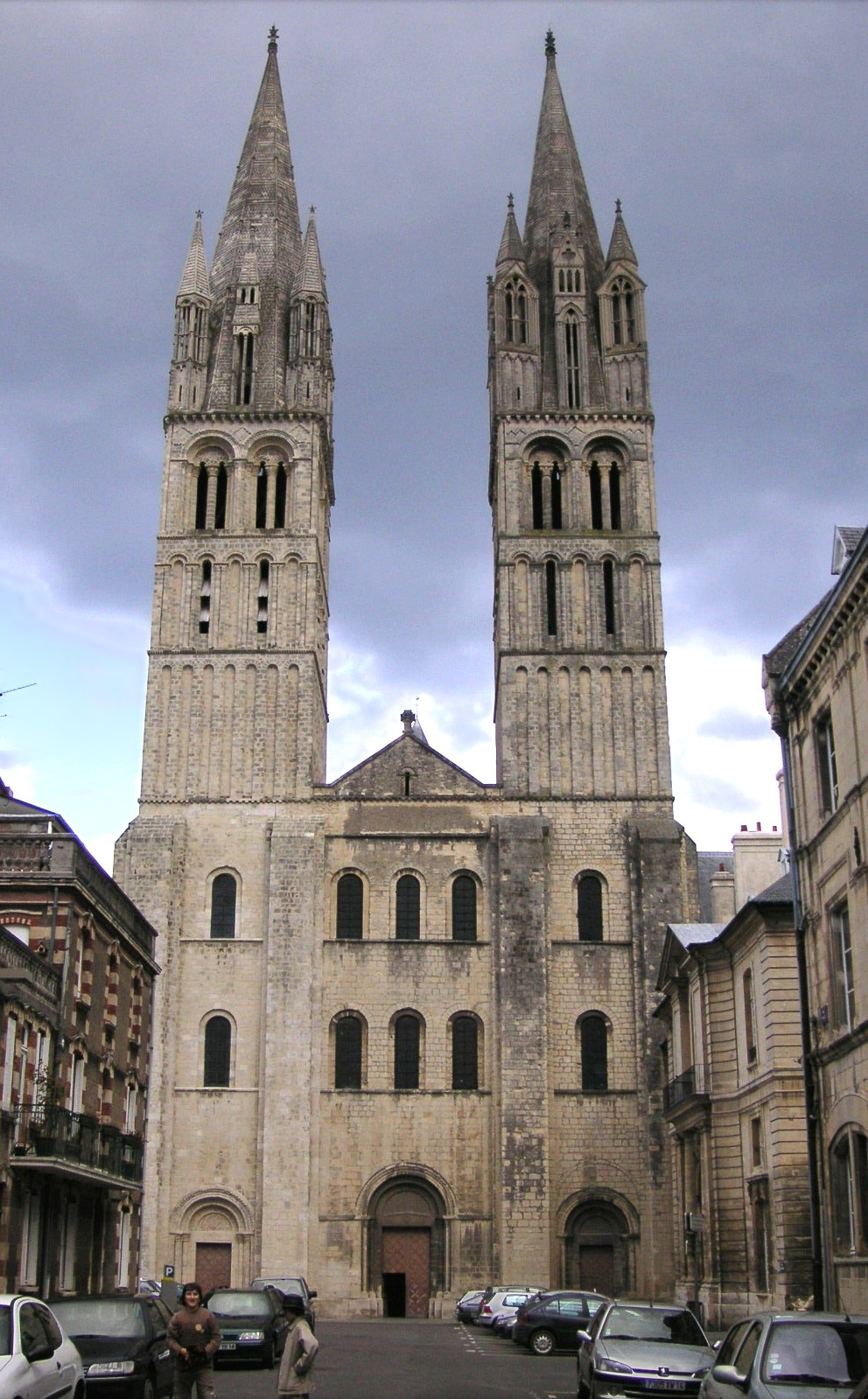
Façade harmonique de l'église Saint-Étienne de Caen comme référence

Vingt ans après la conquête, il ne reste que deux abbés saxons dans les grandes abbayes. Du vivant du roi, quatre viennent de l'abbaye Saint-Étienne de Caen, quatre de l'abbaye de Fécamp, trois de l'abbaye de Jumièges, deux de l'abbaye du Bec, un de l'abbaye de Saint-Wandrille, un de l'abbaye Saint-Martin de Sées et un de l'abbaye de Lyre pour gouverner des monastères anglais .
Lanfranc

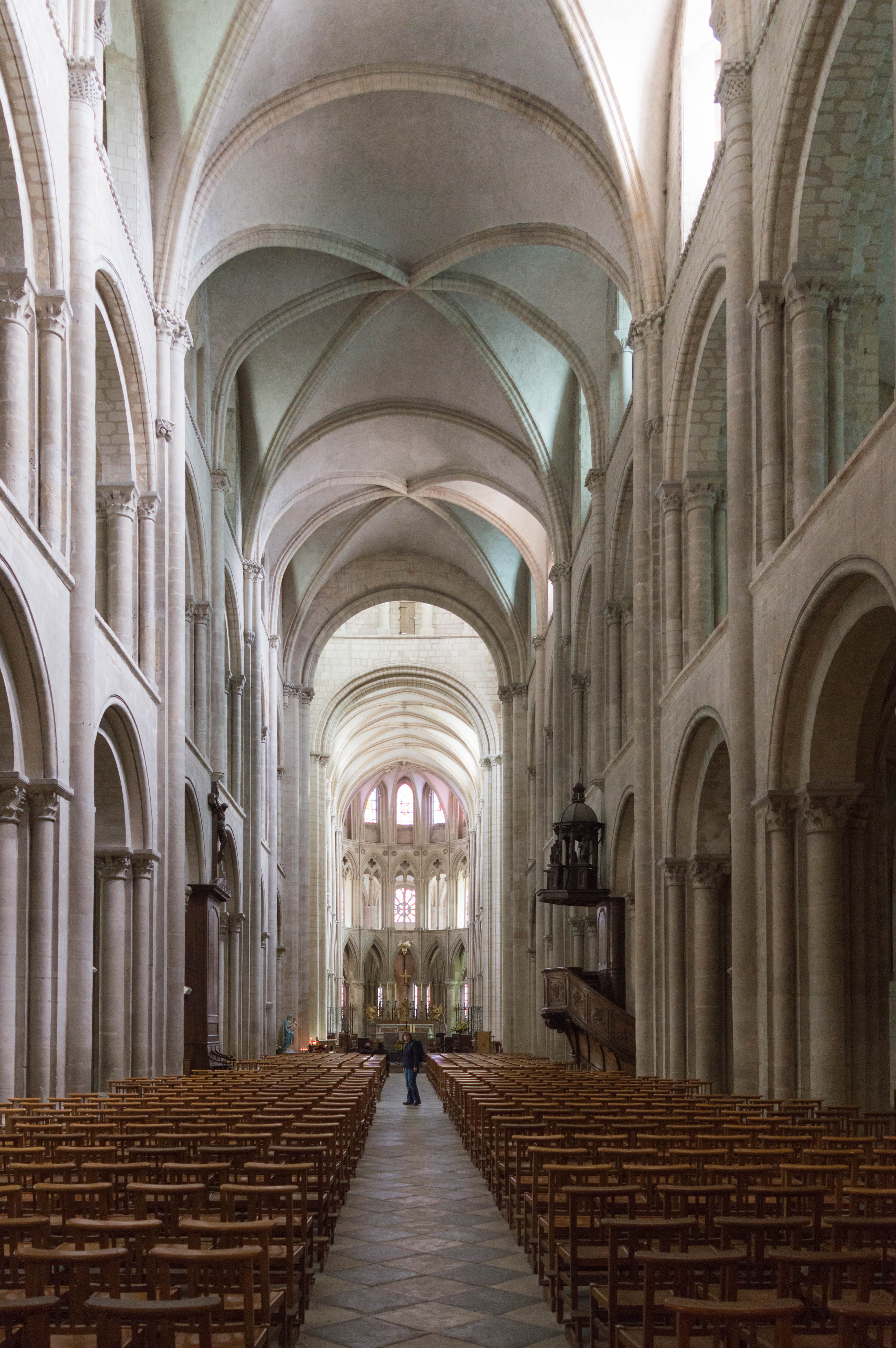
Les apports de l'Église Saint-Étienne de Caen: l'élévation à trois niveaux, la coursive périphérique, l'alternance de piliers faibles et forts

Guillaume le Conquérant nomme Lanfranc abbé de l'abbaye Saint-Étienne de Caen, archevêque de Canterbury en 1070 pour restructurer l'Église d'Angleterre. Pendant les absences du roi, Lanfranc et Odon de Bayeux dominent le conseil qui administre le royaume.
De nombreux évêques et abbés sortis de l'abbaye Saint-Étienne de Caen participent à la réorganisation de l'Église d'Angleterre et apportent les savoirs développés à Saint-Étienne par Lanfranc pour le duc-roi et qui doivent servir de références. Le choix de ce lieu par Guillaume le Conquérant pour en faire sa sépulture atteste fortement cette volonté.
Après la conquête, ils ont remplacé  les églises généralement petites et souvent construites en bois des Anglo-Saxons par de vastes édifices en pierre pour marquer la supériorité et le caractère permanent de la présence normande auprès de la population.
À la suite de Lanfranc, nommé archevêque de Canterbury en 1070 par Gullaume le Conquérant, qui après avoir commencé la construction de Saint-Étienne de Caen réédifie la cathédrale de Canterbury et engage Gondulphe pour reconstruire la cathédrale de Rochester, Walchelinus nommé évêque en 1070 commence la construction de la cathédrale de Winchester. L'église et les bâtiments adjacents de la cathédrale Saint-Alban de St Albans sont rebâtis avec l'aide de Lanfranc par Paul, abbé en 1077.
Gundulphe, évêque de Rochester en 1077, comme Ernulphe avait accompagné Lanfranc depuis l'abbaye du Bec et dirigea peut-être la construction de Saint-Étienne, construit le donjon de West Malling existant sous le nom de tour Saint-Léonard, regardé comme le plus ancien donjon anglo-normand. Il reconstruit la cathédrale de Malling sur les conseils de saint Anselme et édifie plusieurs églises, dont Darenton et Dartford et la Tour de Londres.
Ernuphe, prieur de Canterbury en 1093, détruit le chevet construit par Lanfranc pour le remplacer par un édifice plus riche. Abbé de la cathédrale de Peterborough en 1127, il reconstruit les bâtiments conventuels. Évêque de Rochester en 1114, il refait le dortoir, la chapelle et le réfectoire.
Radulphe de Vaucelles, prieur de Saint-Étienne, est abbé de l'abbaye Saint-Martin de Sées en 1088, évêque de Rochester en 1108 et archevêque de Canterbury en 1115.
Turtin est abbé de l'abbaye de Glastonbury en 1081, Roger, chapelain de Guillaume, prieur de Saint-Étienne construit comme abbé de l'abbaye du Mont-Saint-Michel la voûte qui s'écroule peu après, puis devient abbé de Cerne (Cerve). Henri est prieur de Canterbury, Guillaume de Corbeil, prieur de Saint-Étienne, archevêque de Canterbury en 1130 et continu les travaux de la cathédrale, la consacre, ainsi que celle de Rochester en 1130. Il construit le donjon de Rochester.
Radulphe, prieur de Rochester en  1107 couvre de plomb la cathédrale, complète le mur d'enceinte et élève de nouveaux bâtiments. Il devient prieur de Canterbury et abbé de Senlac sur le site de la bataille d'Hastings. Herluin, abbé de Canterbury en 1090 reconstruit l'église de l'abbaye. 
Guillaume du Hommet, le dernier religieux de Saint-Étienne élevé a une haute dignité, prieur de Frompton, abbé de la cathédrale de Westminster en 1214 parait avoir fait partie du plan du chœur. Il assiste en 1215 au Quatrième concile du Latran puis est envoyé à la Cour de France.
L'influence des constructions normandes et en particulier de Saint-Étienne de Caen est généralement admise. À ce développement, un contre-courant d'Angleterre vers la Normandie parait lui avoir succédé en particulier pour les chapiteaux cubiques juxtaposés présents à la cathédrale de Durham qui deviendront des chapiteaux à godrons comme à l'abbaye Sainte-Trinité de Lessay. Les premiers essais de voûtes sur croisée d'ogives de Lessay seront étendus à toute la nef de la cathédrale de Durham.

#### Les constructions romanes
Abbaye de Battle
L'abbaye de Battle est la première église entreprise par Guillaume le Conquérant dans le Sussex sur les lieux de sa victoire; Commencée en 1070, elle est consacrée en 1094. Le plan est connu, l'autel est à l'endroit où le roi Harold est tombé. Elle a 70 m de longueur, trois vaisseaux et assure également la sécurité de la région. L'église est achevée vers 1094 et consacrée sous le règne de son fils Guillaume II, dit le Roux. Elle est remaniée à la fin du XIIIe siècle, mais pratiquement détruite lors de la dissolution des monastères sous le règne du roi Henri VIII.

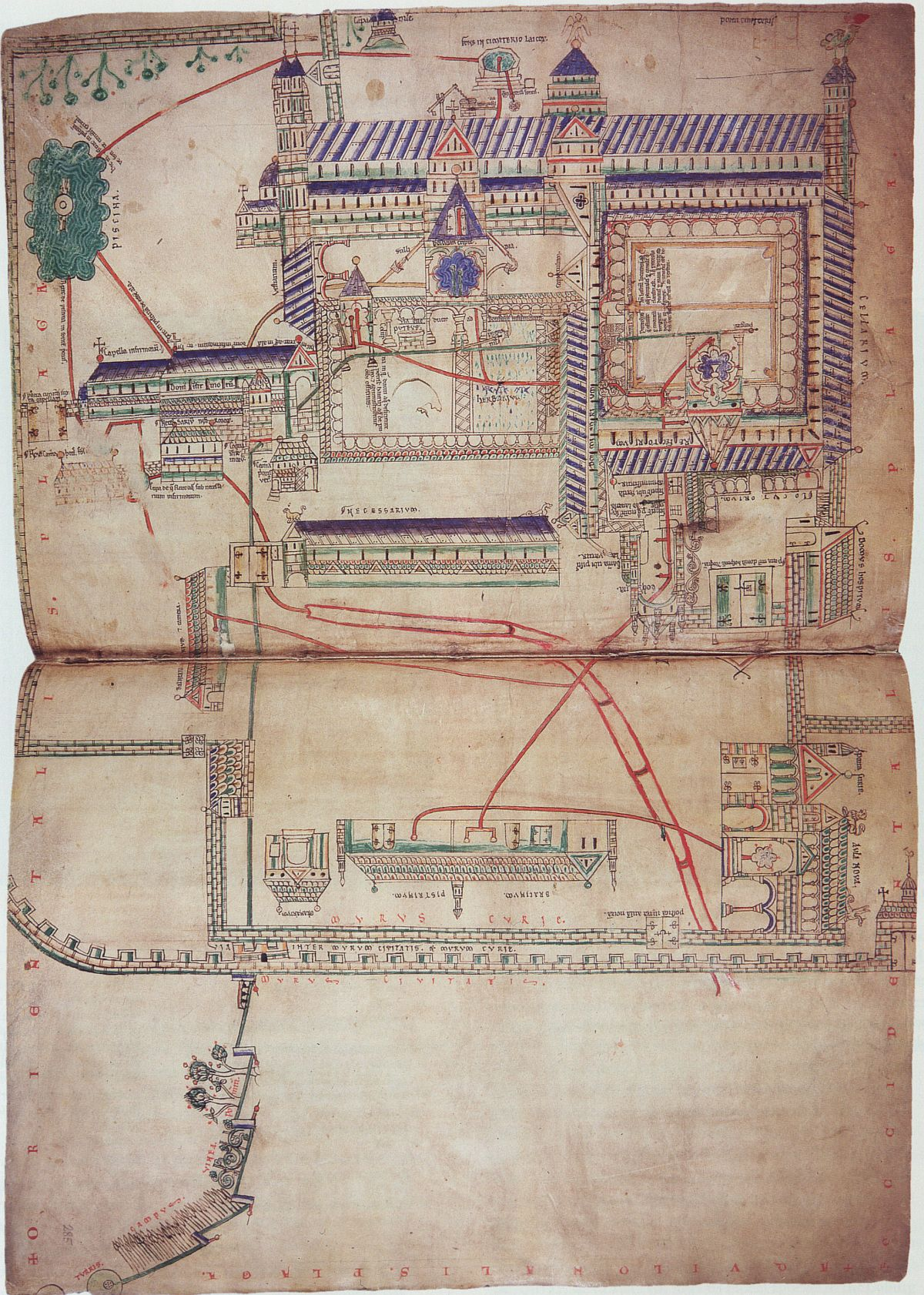
Plan de l'enceinte de la cathédrale de Canterbury avant 1175

Cathédrale de Canterbury

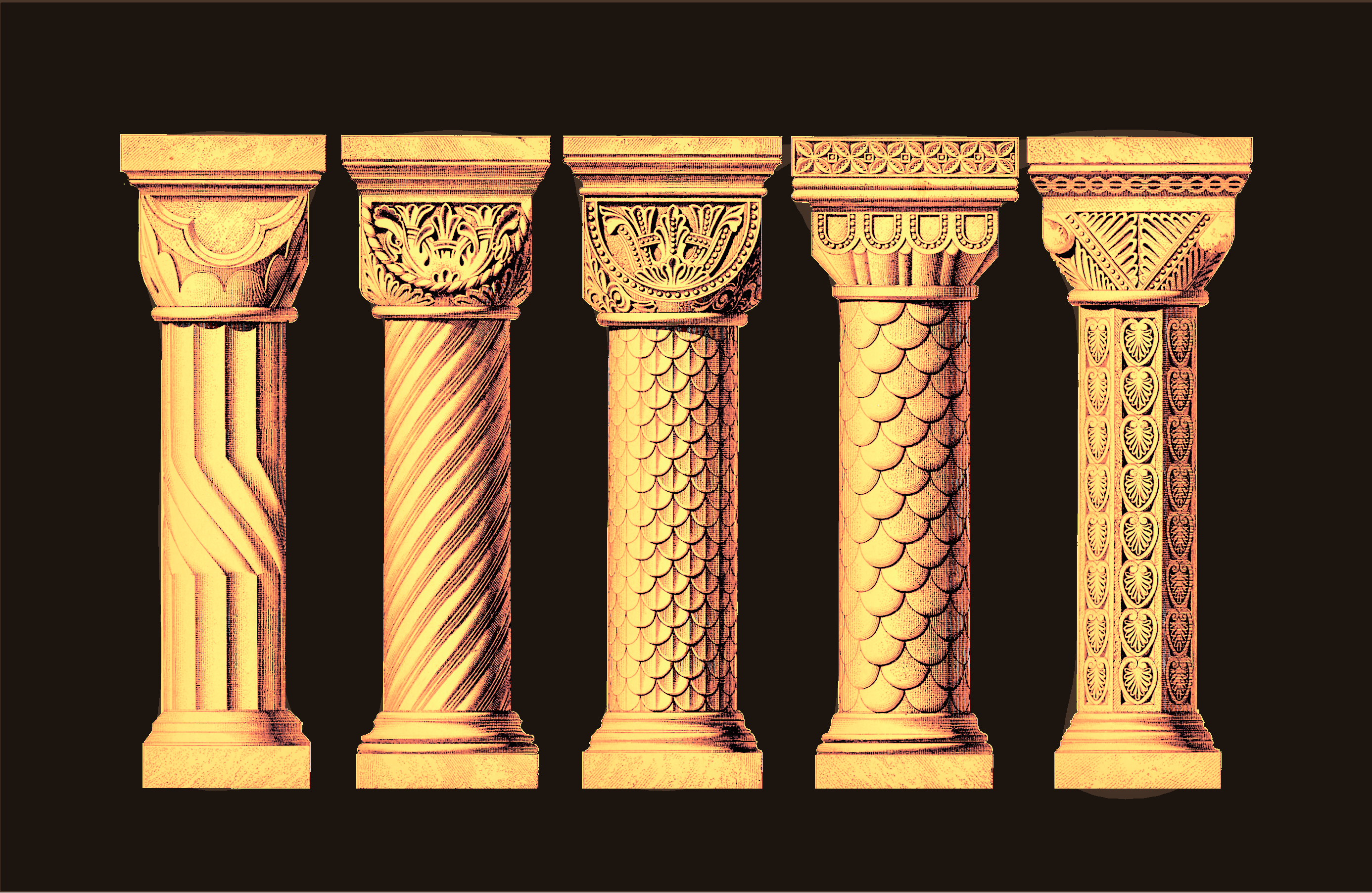
Cathédrale de Canterbury, chapiteaux et colonnes normands de la crypte

En 597, Canterbury devient la porte d'entrée du christianisme anglo-saxon par le mariage du roi Ǽthelbenth avec une princesse franque de la ville et par voie de conséquence, la métropole ecclésiastique des deux tiers de l'Angleterre. La cathédrale de Canterbury et son site ont donc une place de premier plan dans l'architecture religieuse anglaise. Le meurtre de Thomas Becket en 1170 et sa canonisation en 1175 font de Canterbury un centre majeur de pèlerinage. 
Le cœur de la ville constitue au Moyen-Âge une véritable cité ecclésiastique centrée sur la cathédrale (Christ Church). Lanfranc, premier archevêque nommé par Guillaume le Conquérant en 1070 entoure ce quartier d'une enceinte particulière à l'intérieur du périmètre urbain. Ainsi la cathédrale, le monastère bénédictin et le palais épiscopal forment une entité close et autonome. 
En 1070, Lanfranc veut faire de la nouvelle cathédrale un manifeste architectural du changement imposé à l'Angleterre. De style, de plan, d'élévation, elle est toute normande, très voisine de l'église Saint-Étienne de Caen qu'il termine et dédicace lui-même en 1077. Il donne à la façade les dispositions novatrices de Saint-Étienne : deux tours symétriques, implantées sur la première travée des bas-côtés, une nef à neuf travées non voûtées, un transept avec une tour-lanterne, une tribune à l'extrémité des croisillons avec chapelles orientées et un chœur  de deux travées terminé par une abside. Le chantier est terminé en 1077. Dans la génération suivante, avec le nouvel archevêque saint Anselme, toute la partie Est est reconstruite, prolongée avec un déambulatoire et trois chapelles rayonnantes. Les travaux sont terminés en 1130.
Les vicissitudes subies font que des périodes pré-romanes et romanes il ne reste que des débris d'un grand intérêt mais qui ne donnent que des impressions ponctuelles. Trois lieux sont importants : la petite église Saint-Martin pour les souvenirs du VIe siècle, les ruines de l'abbaye de Saint-Augustin où des fouilles ont mis en évidence les plans d'églises romanes et pré-romanes du premier intérêt, la cathédrale et certains bâtiments monastiques romans et surtout gothiques. Il reste de la cathédrale de Lanfranc le plan de la partie Est, tour, nef et collatéraux, le transept Ouest, quelques maçonneries dans les parties basses de la nef, sous un rhabillage, le transept Ouest et une partie des cryptes. Des constructions de 1096 à 1130, il reste les deux tiers du nouveau chœur.
Un relevé de 1832 de la tour Nord deux ans avant sa démolition montre que si le plan rappelle l'église Saint-Étienne de Caen, le parti suivi dans l'élévation est différent. La tour compte sept niveaux de moins en moins larges et étayés par de puissants contreforts d'angles. Le décor se limite à des arcatures géminées inscrites dans des arcs en plein cintre
Cathédrale de Rochester

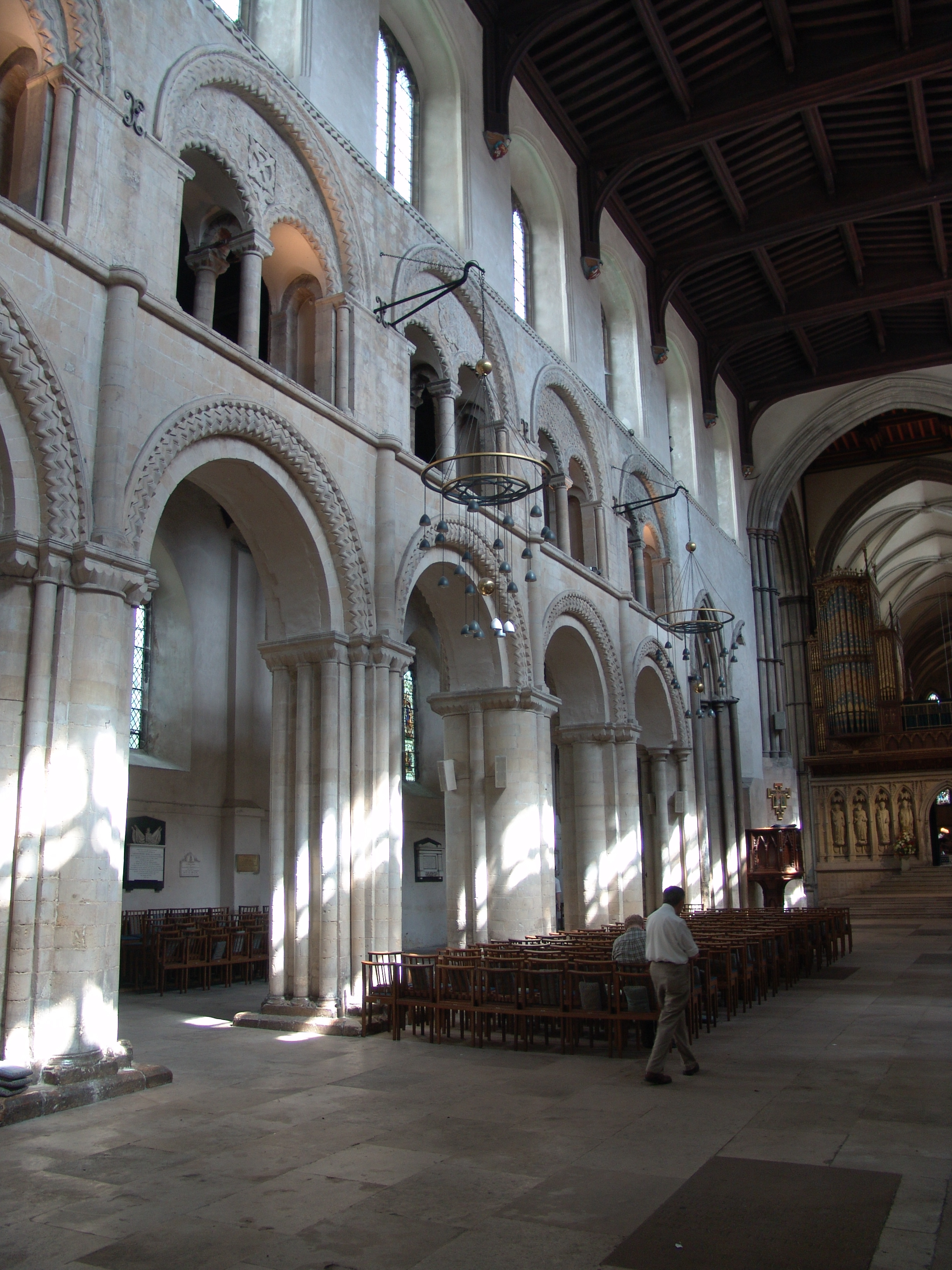
cathédrale de Rochester

Rochester est une ville romaine qui commande la route du Pas-de-Calais et de Canterbury vers Londres et le second des sièges épiscopaux créé en 604. Sa place dans l'architecture romane anglaise découle de l'évêque Gondulf un des plus actifs bâtisseurs de Guillaume le Conquérant qui siège de 1077 à1108 et donne à la ville la cathédrale et le château.
La cathédrale de Rochester est la plus petite des grandes cathédrales anglaises. Plus que son architecture, c'est sa sculpture qui retient l'attention par ses développements originaux. La première  église romane succède à un ensemble de trois sanctuaires dont on retrouve les traces dans la nef actuelle, la première travée du collatéral et l'entrée du chœur.
Il reste de l'église de Gondulf qui y transfère les tombes des saints dès 1087, le tronçon de tour carrée avec des contreforts que l'on voit au Nord de l'église actuelle entre les deux transepts, des débris avec arêtes de poissons dans les murs Sud et Nord de la nef et deux travées de la crypte.
De 1114 à 1137, la génération suivante reconstruit la nef et les bâtiments conventuels dont il reste  six travées de la nef et le mur Est du cloître. La façade Ouest avec son célèbre portail très français avec des apports de l'Aunis, Saintonge et Poitou appartient à la dernière phase romane vers 1160.
Cathédrale Saint-Alban

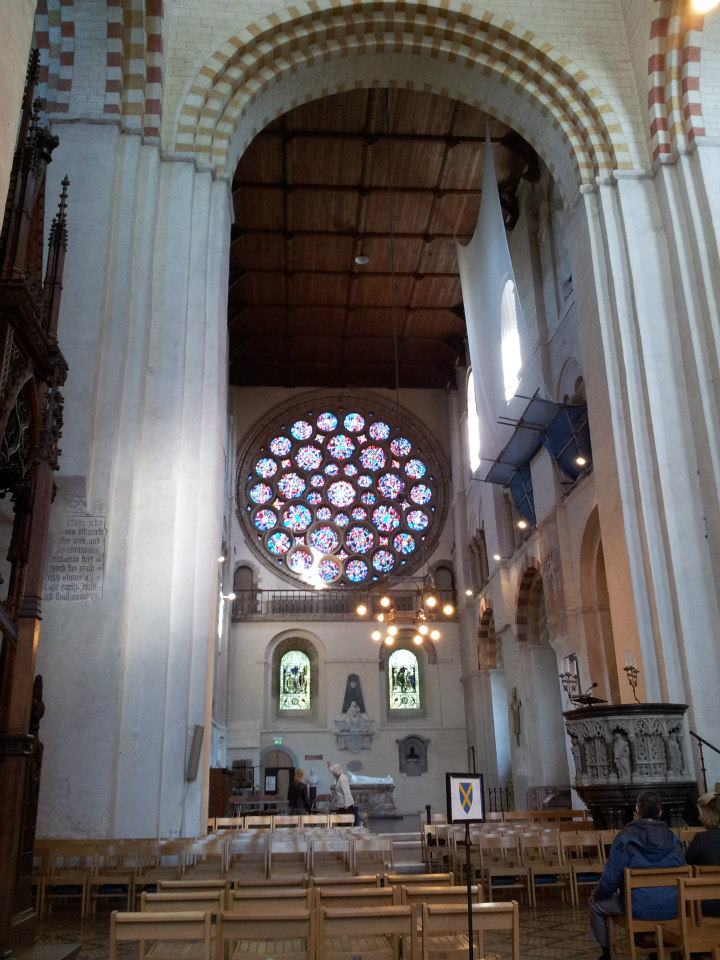
Les structures romanes plâtrées de la cathédrale de Saint-Alban

L'abbatiale devenue cathédrale de Saint-Alban est sur un site dépendant d'une des cités romaines les plus importantes de la Bretagne romaine et le lieu du premier martyr connu de l'île: Alban. Une chapelle du IVe siècle marquait cette place puis une abbaye fondée en 793.
En 1077, le dernier abbé saxon Fritherig réfugié à Ely meurt. Guillaume le Conquérant le remplace par un moine de l'abbaye Saint-Étienne de Caen, sans doute neveu de Lanfranc qui commence la reconstruction de l'abbatiale sous la direction d'un architecte nommé Robert, Lanfranc finance en partie les travaux qui sont réalisés avec les briques de récupération des anciennes ruines romaines. Les Normands s'adaptent à l'emploi de la brique.
La cathédrale est très vite construite en une douzaine d'années. À l'origine, elle est un quart plus grande que l'église Saint-Étienne de Caen. Vers 1088, l'église romane dont il subsiste environ les deux tiers de la nef, le transept entier et le tiers du chœur sont probablement achevés. Le 28 décembre 1115, la cathédrale de Saint-Alban est dédicacée sous l'abbé Richard d'Aubigny par l'archevêque de Rouen Geoffroy en présence du roi Henri Ier, des évêques de Lincoln, Durham, Old Sarum (Salesbury) et Londres.
En 1125, le moine Anquetil fait une châsse d'orfèvrerie pour les reliques de saint Alban. En 1163, l'abbaye de Saint-Alban est confirmée dans le rang de première abbaye d'Angleterre mais il ne reste pratiquement rien des bâtiments monastiques. De 1195 à  1220 environ, la façade Ouest est reconstruite et la nef allongée sous les abbés Jean de La Celle et Guillaume de Trmpingson.
Malgré les mutilations et les rhabillages de plâtre qui cachent en partie l'architecture d'origine, la cathédrale de Saint-Alban est la plus ancienne des grandes églises existantes.

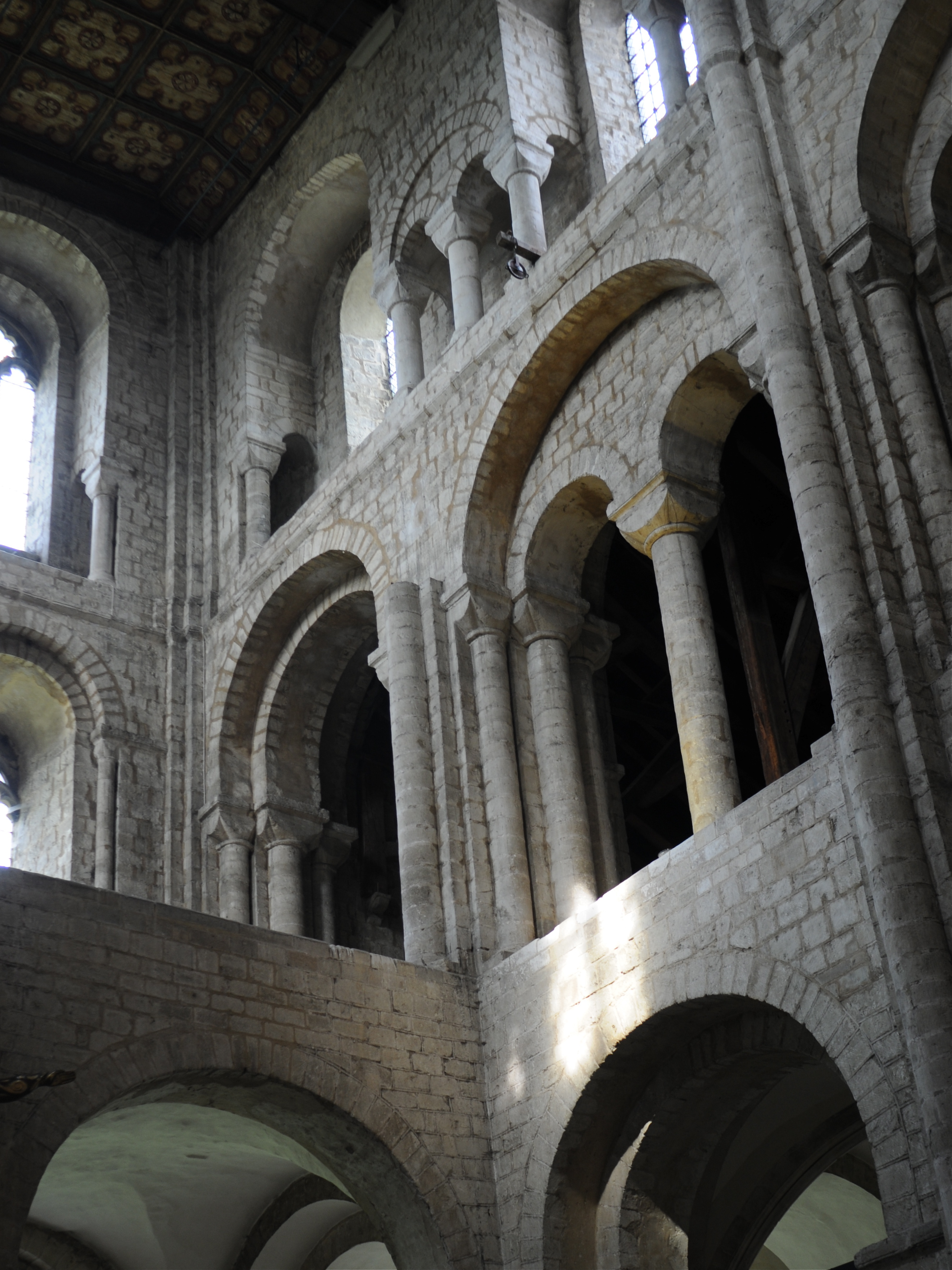
Cathédrale de Winchester
La ville de Winchester est une des premières capitales de type moderne dans l'Europe latine : ville de couronnement et de sépulture des rois de Wessex d'abord, de l'Angleterre unifiée ensuite et siège de tous les outils de gouvernement qui seront déplacés vers Londres par Guillaume le Conquérant et ses successeurs. Elle est le lieu d'un pèlerinage important depuis 971 avec sa cathédrale Old Minster et les reliques de saint Swithum. Au Nord de cette église existe un monastère créé en 903 et un autre monastère de femmes sans équivalent en Angleterre vers l'an mil.
Guillaume le Conquérant porte symboliquement la couronne à Old Minster en 1070 se considérant comme héritier des rois d'Angleterre.
Tout ceci explique l'œuvre colossale de la cathédrale de Winchester élevé à partir de 1079 par le normand Wauquelin, chapelain royal et évêque de Winchester de 1070 à 1098; . Avec ses 169 m de longueur elle est bien plus grande que toutes les églises de Normandie et d'Angleterre. Les travaux commencent par l'Est avec la crypte et le chevet. Des fouilles montrent que l'église primitive comporte un massif Ouest de plus de 12 m de largeur. Ce massif compris, cette cathédrale est une des plus importantes de son époque avec Saint-Pierre de Rome et Cluny III. Les bâtiments monastiques l'entourent encore en partie, cloître au Sud, salle capitulaire, Wolverset Castle, la résidence épiscopale, est commencé vers 1110 par Guillaume Giffard. À l'ouest s'élevait un château fort construit en 1066 par Guillaume le Conquérant. La cathédrale est dédicacée le 8 avril 1093. La tour s'effondre en 1109 sur la tombe de Guillaume le Roux puis cette splendeur marque un temps d'arrêt sous le règne d'Étienne (1135-1154) avec le palais royal qui brûle en 1141 pendant la guerre civile. La ville commence à décliner vers 1110, la cathédrale romane est terminée et, sous l'épiscopat d'Henri de Blois frère du roi Étienne, la résidence épiscopale Wolveseey Castle est achevée.
De cette cathédrale romane subsistent surtout le transept avec la croisée et la tour, la crypte et les structures de la nef rhabillées dans le style gothique à la fin du XIVe siècle.
L'architecture de la cathédrale de Winchester n'est pas purement normande même si son ampleur, les techniques et les détails sont inspirés du Duché, le massif occidental, les croisillons du transept pourvus de collatéraux sur trois côtés, le plan de la crypte donc du chœur montrent que dès 1080, les maîtres d'œuvre anglais s'émancipent des modèles normands.
Cette influence des pays du Nord-Est de la France et de la Belgique est liée aux hommes de ces régions qui ont largement contribué à la conquête et à l'encadrement du clergé anglais. Elle représente sans doute aussi une concession de l'évêque aux coutumes liturgiques locales suivies dans les monastères voisins.
Cette cathédrale de Winchester est le manifeste de la défiance des conquérants normands sur le site même où siégeait la monarchie dont Guillaume se proclamait l'héritier.

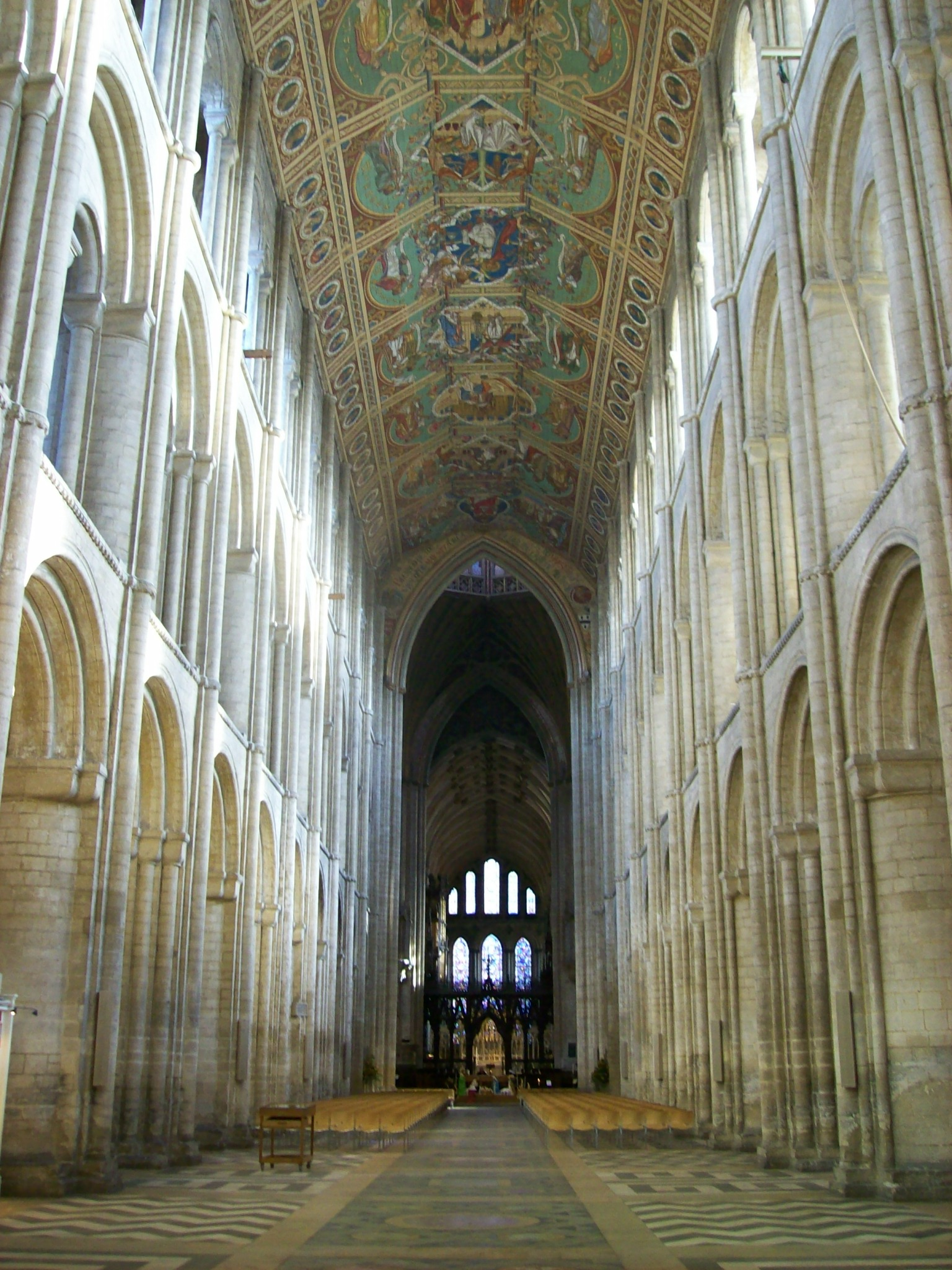
Cathédrale d'Ely
La cathédrale d'Ely est commencée alors qu'elle n'est qu'une abbatiale par l'abbé Siméon (1081-1093) et les travaux débutent par le chœur qui est reconstruit à l'époque gothique. Le transept est conservé à l'exception de la tour-lanterne construite entre 1328 et 1340. La nef de douze travées est élevée pendant les deux premiers tiers du XIIe siècle avec l'emploi de piliers faibles et forts et d'une élévation à trois niveaux. Elle est complétée par un transept ouest avec une tour centrale et des absidioles latérales orientées qui sont des années 1174-1189 soit dans la phase finale du style roman.

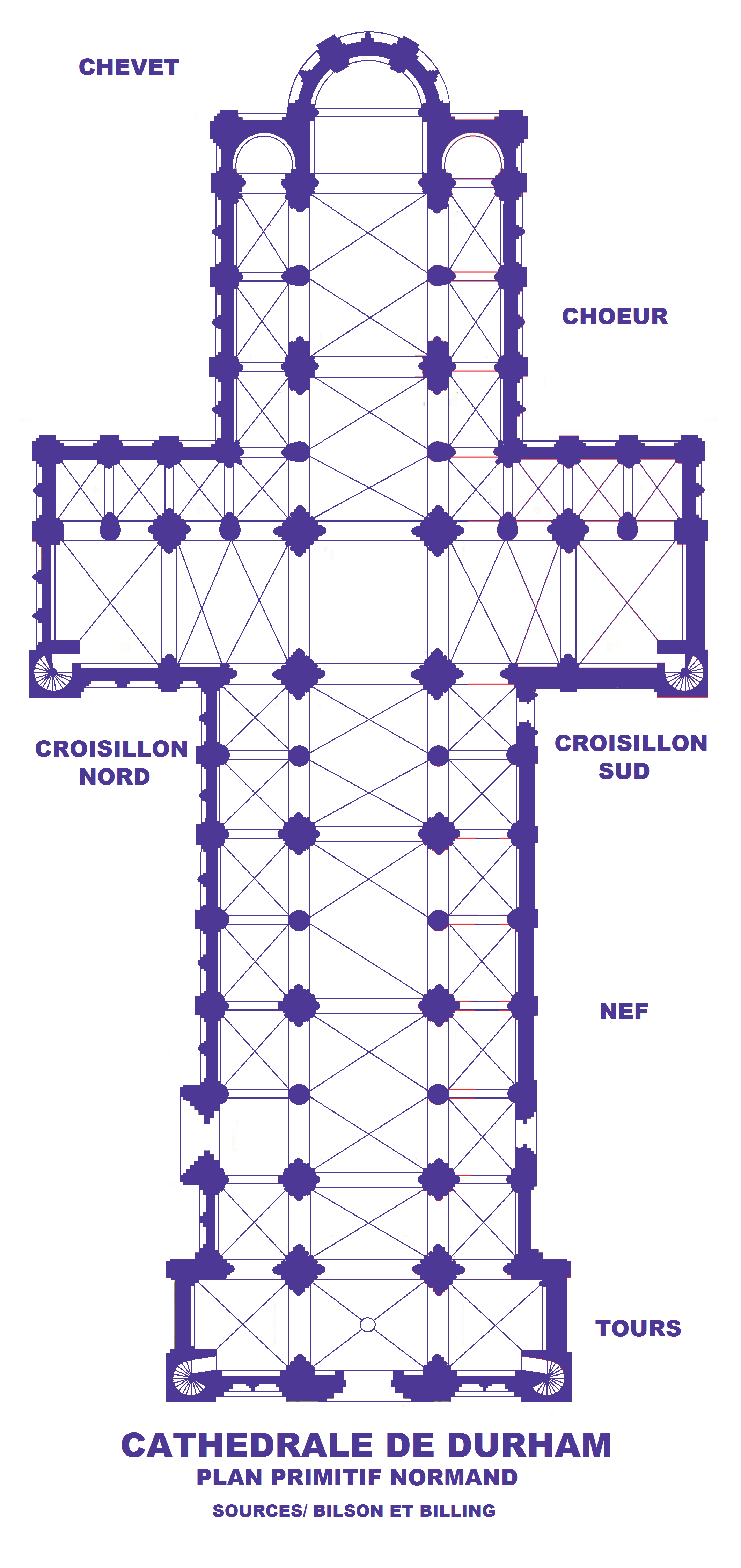
Plan primitif normand de la cathédrale de Durham

Cathédrale de Durham

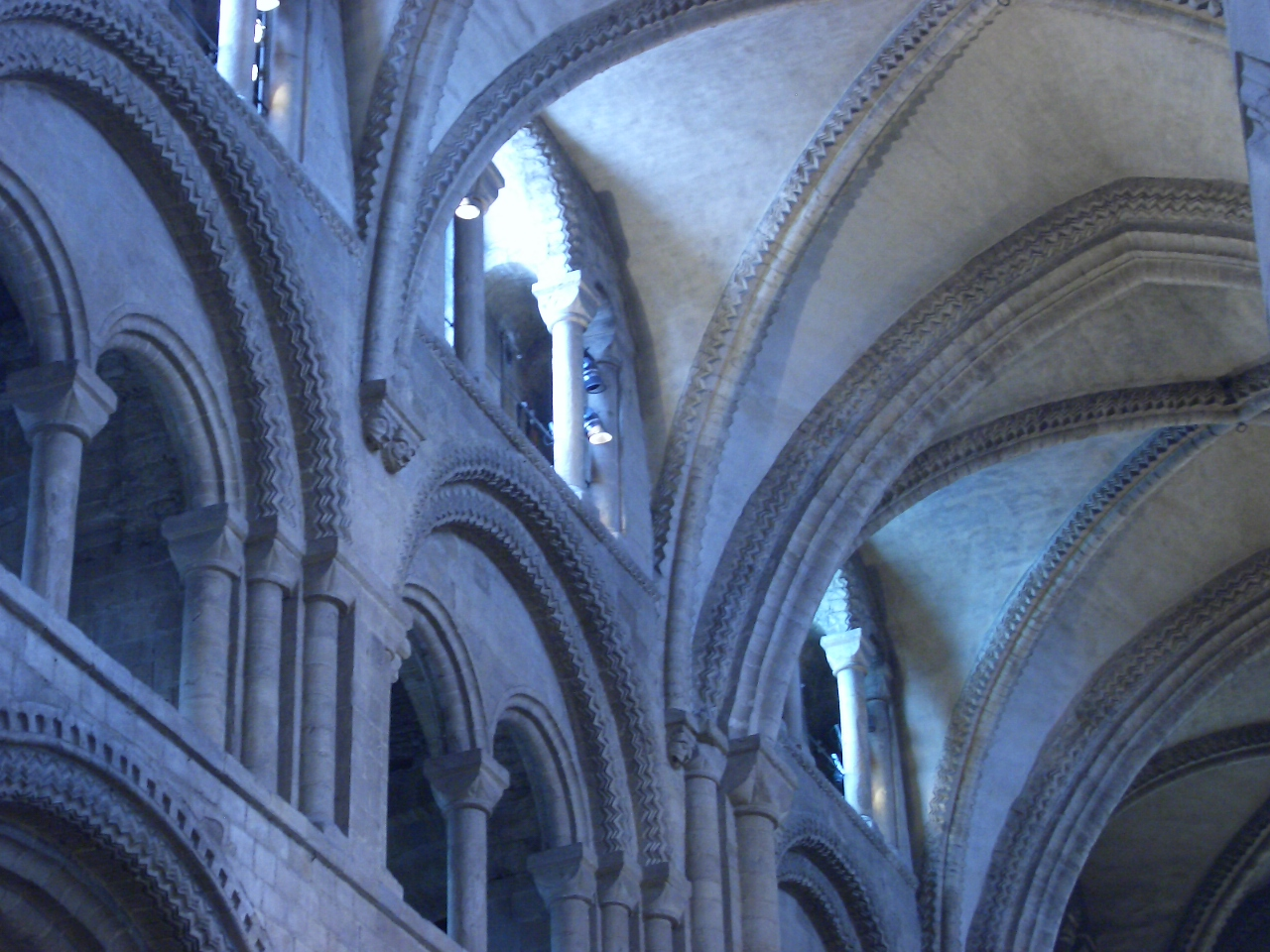
La première nef voûtée sur croisée d'ogives

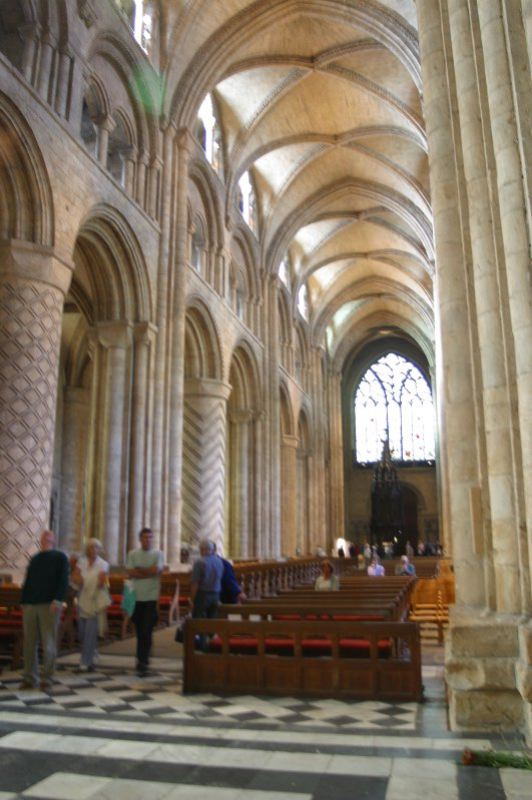
cathédrale de Durham

Après avoir fait démolir peu après 1091 l'église construite par l'évêque Alduin un siècle plus tôt, la cathédrale de Durham actuelle est érigée par Guillaume de Saint-Calais, deuxième évêque de Durham et proche conseiller des premiers rois normands d'Angleterre, Guillaume le Conquérant et Guillaume le Roux.
Le premier maître d'œuvre de Durham a une connaissance directe ou indirecte de l'abbaye de Jumièges, le caractère sévèrement logique qu'il a donné à ses œuvres prouve qu'il est normand, mais il n'emploie pas le chapiteau à volute alors d'un usage général en Normandie, il se sert du chapiteau cubique inconnu de cette province. On peut penser qu'il a travaillé à quelques autres grandes églises d'Angleterre. Durham est l'exemple frappant de l'avance prise à la fin du XIe siècle par l'École normande.
La construction de la cathédrale de Durham commence en 1093 et jusqu'en 1104 sont réalisés : le chœur, le croisillon sud du transept en entier, mais sans les voûtes, le croisillon nord jusqu'au sommet de l'étage des tribunes et deux travées de la nef. De 1104 à la dédicace de 1033, le transept est terminé ainsi que la nef entièrement voûtée. L'avant-nef est de 1175 et les tours de l'ouest sont terminées en 1226. Le chœur est profondément remanié à l'époque gothique et la tour de la croisée du transept, endommagée par la foudre reconstruite entre 1470 et 1490<.
En 1153, l'évêque Hugues de Puiset construit vers 1170 à l'autre extrémité ouest de la cathédrale, dans l'espace disponible entre les tours et l'abrupt de la falaise un narthex nommé galilée destiné en principe à accueillir les femmes où l'on transfère en 1370, les reliques de Bède le Vénérable. En 1242, l'abside romane est démolie, sous la direction de Richard de Farnham, le chœur est prolongé par une travée gothique et par la chapelle des Neuf Autels qui forme presque un sanctuaire.
La cathédrale reprend le plan bénédictin à transept saillant et comme à l'abbatiale Notre-Dame de l'abbaye de Jumièges et l'architecture du XIe siècle le principe normand de l'alternance, le rythme d'une succession dans les colonnes de temps faibles et forts, des colonnes puis des piliers renforcés de colonnes engagées.
Les arcatures entrecroisées du bas-côté du chœur offrent d'intéressants exemples du développement du chapiteau à godrons que l'on peut dater exactement de 1093 à 1096. Les colonnes jumelles ont des chapiteaux variés, parfois le même tailloir réunit le chapiteau cubique à chacune d'elles ce qui donne l'aspect d'un chapiteau à godron rudimentaire et pour d'autres, trois ou quatre demi-cercles les couronnent.
Les grosses piles cylindriques sont couvertes de losanges, de fines cannelures et de chevrons habilement incisés, gagnant même les arcades, les doubleaux et les ogives. Ces qualités remontent très loin dans l'histoire de l'architecture saxonne et peuvent correspondre à une forme de réponse de l'Angleterre à ses premiers contacts avec le Continent.
La cathédrale de Durham est considérée comme le chef-d'œuvre de l'École normande en Angleterre et c'est à ses voûtes que son majestueux intérieur doit son caractère monumental. La chronologie de ses voûtes est un élément important de l'histoire de l'édifice et est en relation avec une question plus générale : quelle part revient à l'École normande dans la solution du problème architectural consistant à couvrir de voûtes hautes une grande église pourvue de bas-côtés et d'un étage de fenêtres hautes?
Ce mode de conception de la voûte qui va s'affiner en Île-de-France est le trait d'union entre d'une part l'arc de style roman qui a dominé le XIe et le XIIe siècle, et d'autre part l'ogive de style gothique qui va dominer l'Église Catholique. Cette technique a révolutionné l'architecture des églises qui se sont allégées, perdant peu à peu le caractère massif de leur façade de pierres au profit d'ouvertures plus nombreuses. L'art gothique continuera sur la même lancée.

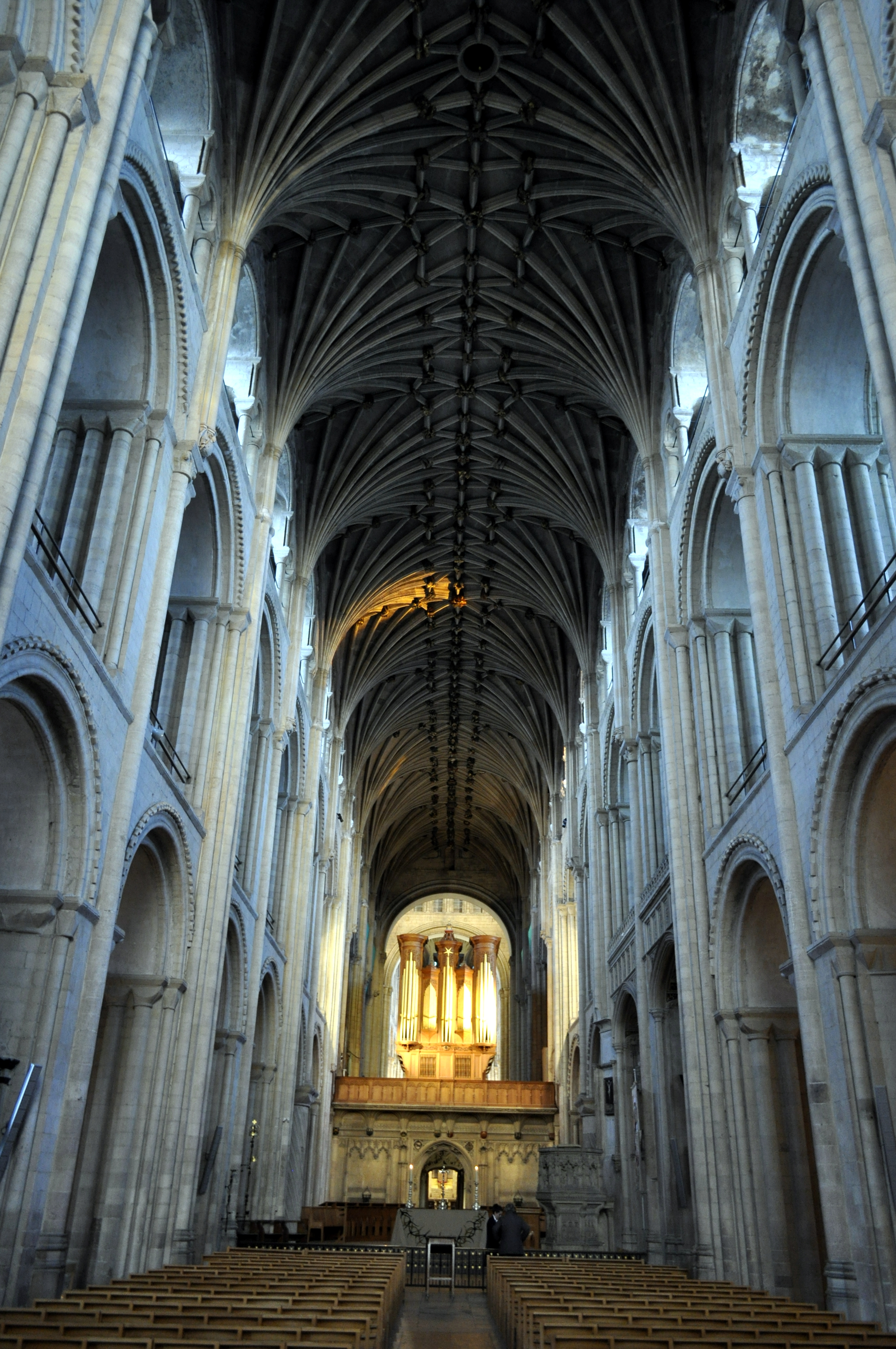
Cathédrale de Norwich
La cathédrale de Norwich est d'une grande beauté et très bien conservée. La construction est commencée en 1094 par Herber, ancien prieur normand  de l'abbaye de Fécamp. Avant de mourir, il peut achever le chœur, les dernières travées de la nef et l'étage inférieur de la tour de la croisée du transept. Le reste est l'œuvre de son successeur Évrard (1121-1145). Le chœur profond de quatre travées marque l'allongement des édifices très sensible dans l'architecture d'Angleterre.
L'absidiole axiale est remplacée par une première grande chapelle au milieu du XIIIe siècle, puis en 1430. Mais les deux autres absidioles subsistent avec leur plan particulier qui est composé de deux cercles. Le plus grand forme la chapelle et le plus petit le sanctuaire. Elles sont très hautes et décorées d'arcatures aveugles sur le pourtour, comme toutes les faces de la tour de la croisée du transept. Dans la nef, les fenêtres hautes romanes sont conservées avec la coursive périphérique initiée à l'église Saint-Étienne de Caen. Le vaisseau central qui était en charpente a reçu des voûtes en éventail au XVe siècle et, très peu de temps après, le chœur et l'abside reconstruite

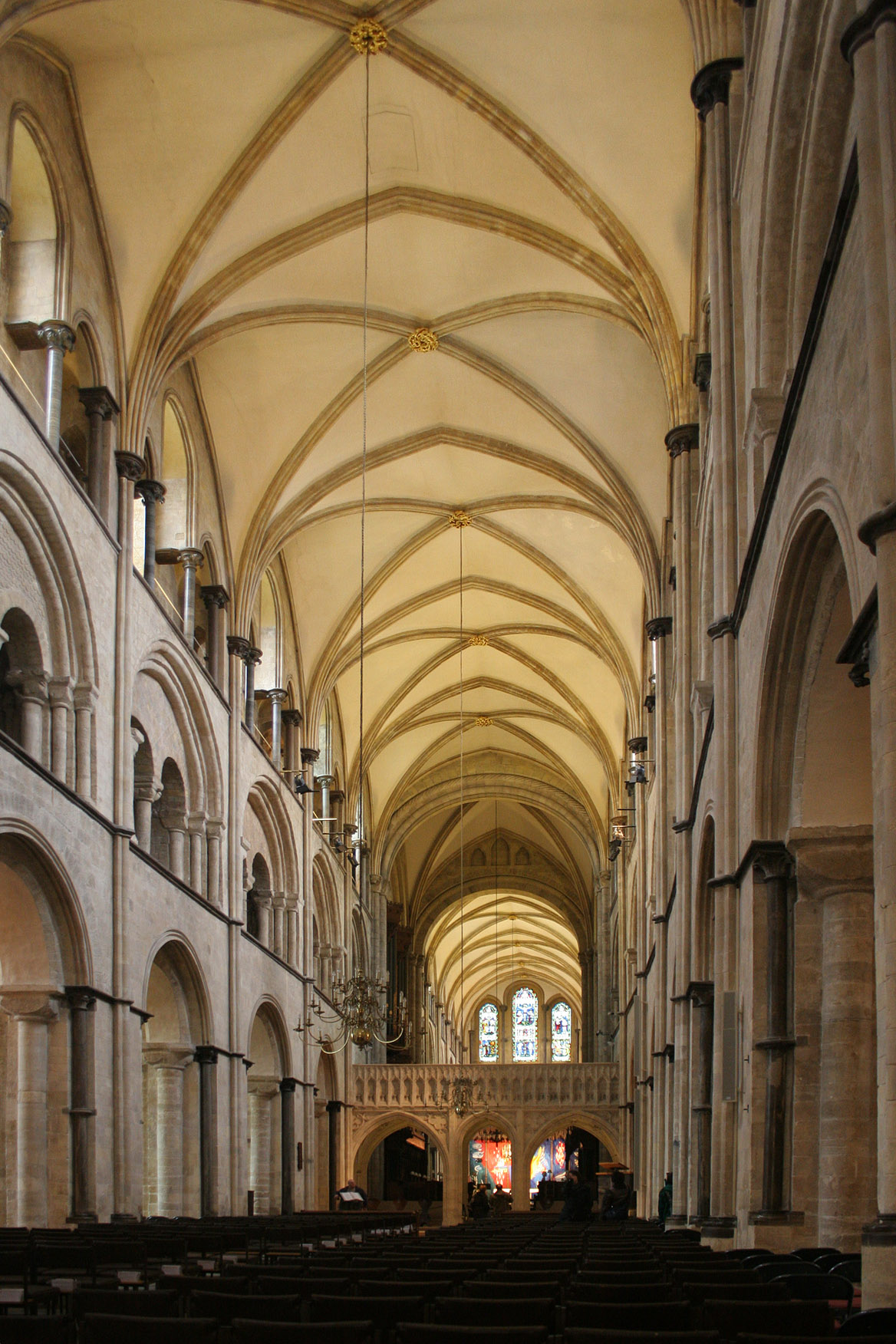
Cathédrale de Chichester
La ville de Chichester est un des plus anciens centres urbains de l'Angleterre mais ne devient le siège d'un évêché qu'en 1075 par la volonté de Guillaume le Conquérant qui déplace les anciens évêchés dans des villes.
La cathédrale de Chichester est entreprise par le troisième évêque Raoul Luffa, peut-être un Lotharingien ou un Allemand en 1093. Les travaux se poursuivent tout le long du XIIe siècle, notamment par l'évêque Siffroy venu de Sées en Normandie. La dédicace de 1187 montre son achèvement, mais un incendie demande des travaux importants et la dernière dédicace est de 1199 en pleine période gothique.
Le plan primitif est conforme aux habitudes normandes, deux tours symétriques en façade élevées sur les premières travées des collatéraux, une nef de huit travées avec bas-côtés, un transept avec une tour-lanterne  et des chapelles orientées ouvrant sur les croisillons, un chœur de trois travées avec abside et déambulatoire.
Une tempête ruine les deux tours en 1210 et la tour du transept s'écroule en 1862 mais toutes les structures importantes sauf le fond du chœur sont romanes. La nef est proche de son modèle de l'église Saint-Étienne de Caen.
Cathédrale de Hereford
La cathédrale de Hereford est en ruine quand Robert de Lorraine commence sa reconstruction en 1079 et les travaux sont terminés par Robert de Belun évêque de 1131 à 1148.
De la cathédrale normande peu a survécu, le chœur jusqu'au triforium, le transept sud et quelques éléments du transept nord et de la nef.

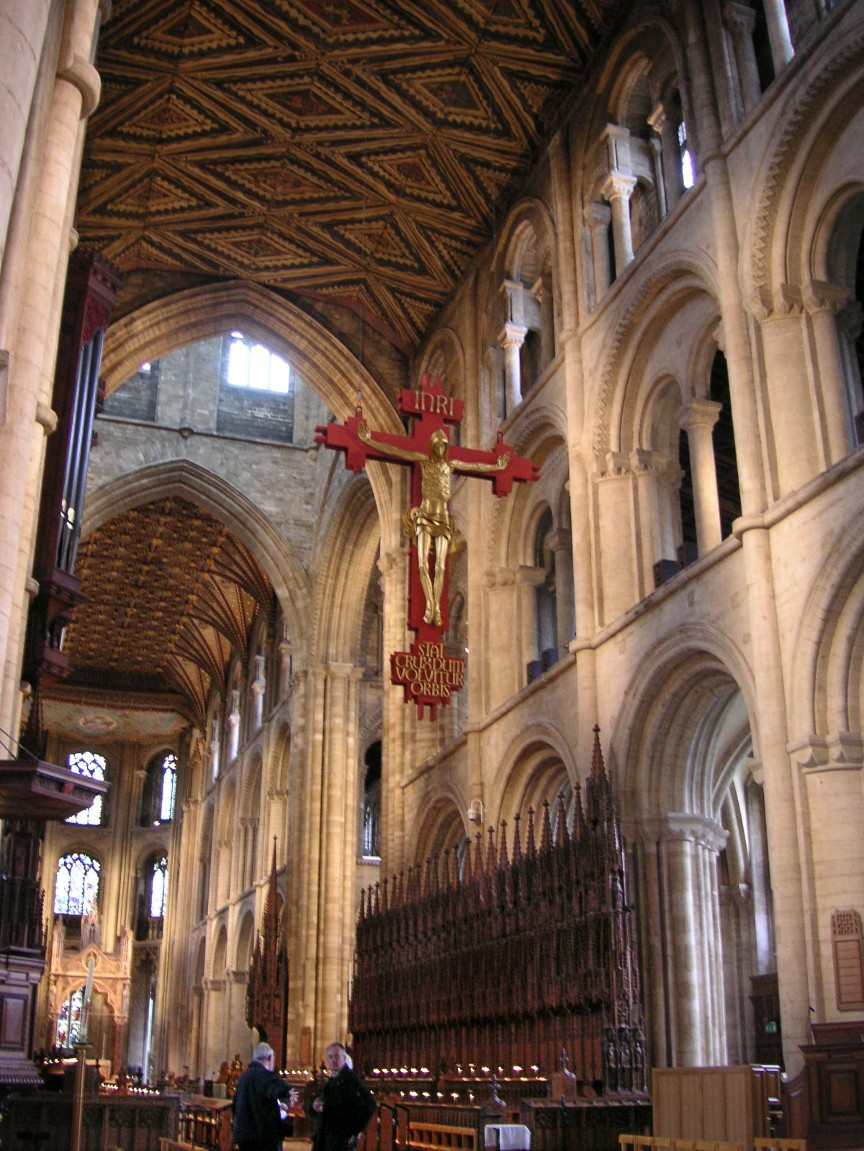
Cathédrale de Peterborough
La cathédrale de Peterborough est commencée en 1118 par l'abbé Jean de Séez alors qu'elle n'est encore qu'une abbatiale. Elle développe au maximum l'amour des vides et de la lumière. Le chœur est achevé vers 1140-1143, puis le transept vers 1155-1177. La nef est construite sous l'abbatiat de Benoît (1174-1194). Au début du XIIe siècle, les deux tours sont démolies et remplacées par un transept ouest sur le modèle de celui de la cathédrale d'Ely. On y ajoute un portique colossal avec trois énormes arcs brisés cantonnés par de petites tours latérales.
L'ensemble de l'édifice est couvert de charpente sauf les bas-côtés voutés d'ogives ce qui permet de poursuivre dans l'abside l'élévation à trois étages des parties droites. La continuité des étages se poursuit jusqu'au fond des bras du transept. La superposition des trois étages dont les deux supérieurs sont pour la première fois dotés de coursières périphériques faisant le tour complet de l'église. La cathédrale de Peterborough voit donc le triomphe du mur épais normand initié à l'abbaye de Bernay et développé à l'église Saint-Étienne de Caen.

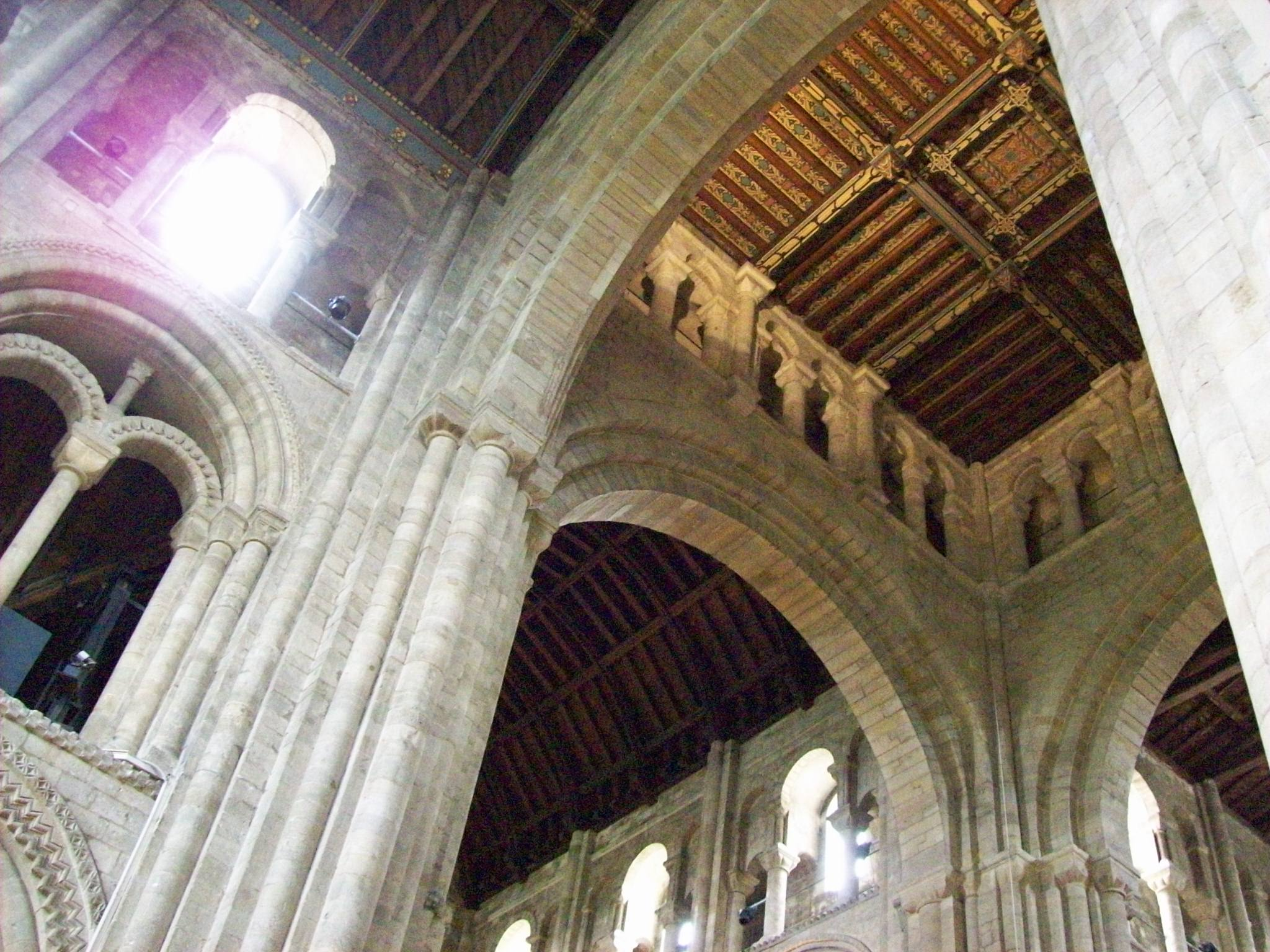
Abbaye de Romsey
L'abbaye de Romsey est fondée en 907, puis après des invasions vikings refondée en 967. Il en reste des traces dans l'abside. Peu après 1105, une reconstruction est entreprise, l'église est considérablement allongée avec une nef de sept travées, un chœur de trois travées pour une longueur totale de 78 m et ce sont là des proportions proches de celles de Normandie comme l'église Saint-Nicolas de Caen. Le décor est sobre et presque entièrement géométrique. Vers 1120-1130, début probable de la reconstruction d'ensemble commencé par le chœur et poursuivi vers l'Ouest avec un arrêt possible des travaux dans le dernier quart du XIIe siècle. Cette église est probablement achevée vers 1180-1190 mais il y a peu de sources. Les chapiteaux sont sculptés de godrons et quelques-uns sont très travaillés avec des entrelacs et des motifs végétaux. Ils rappellent ceux de l'abbaye de Bernay et de l'abbaye Saint-Georges de Boscherville La dernière croisée du collatéral garde un décor d'arcatures.
L'abbatiale de Romsey est une des plus normandes parmi les grandes églises romanes du Sud de l'Angleterre.
Abbaye de Tewkesbury
Cathédrale de Gloucester
Collégiale de Southwell
Parallèlement au courant normand s'est développé dans la cathédrale de Gloucester et l'abbaye de Tewkesbury bâties entre 1090 et 1125 ainsi  que dans la nef de la collégiale de Southwell Minster, un type d'églises aux murs complètement désarticulés et dont les différents étages sont puissamment assis sur de grosses piles cylindriques. À Southwell, cette structure prend l'aspect d'un viaduc à deux rangées d'arches superposés.
L'architecture romane d'Angleterre échappe ainsi au code étroit de la Normandie pour nouer des appartenances avec d'autres régions de l'Europe, et notamment avec des contrées sous l'influence de l'architecture ottonienne.

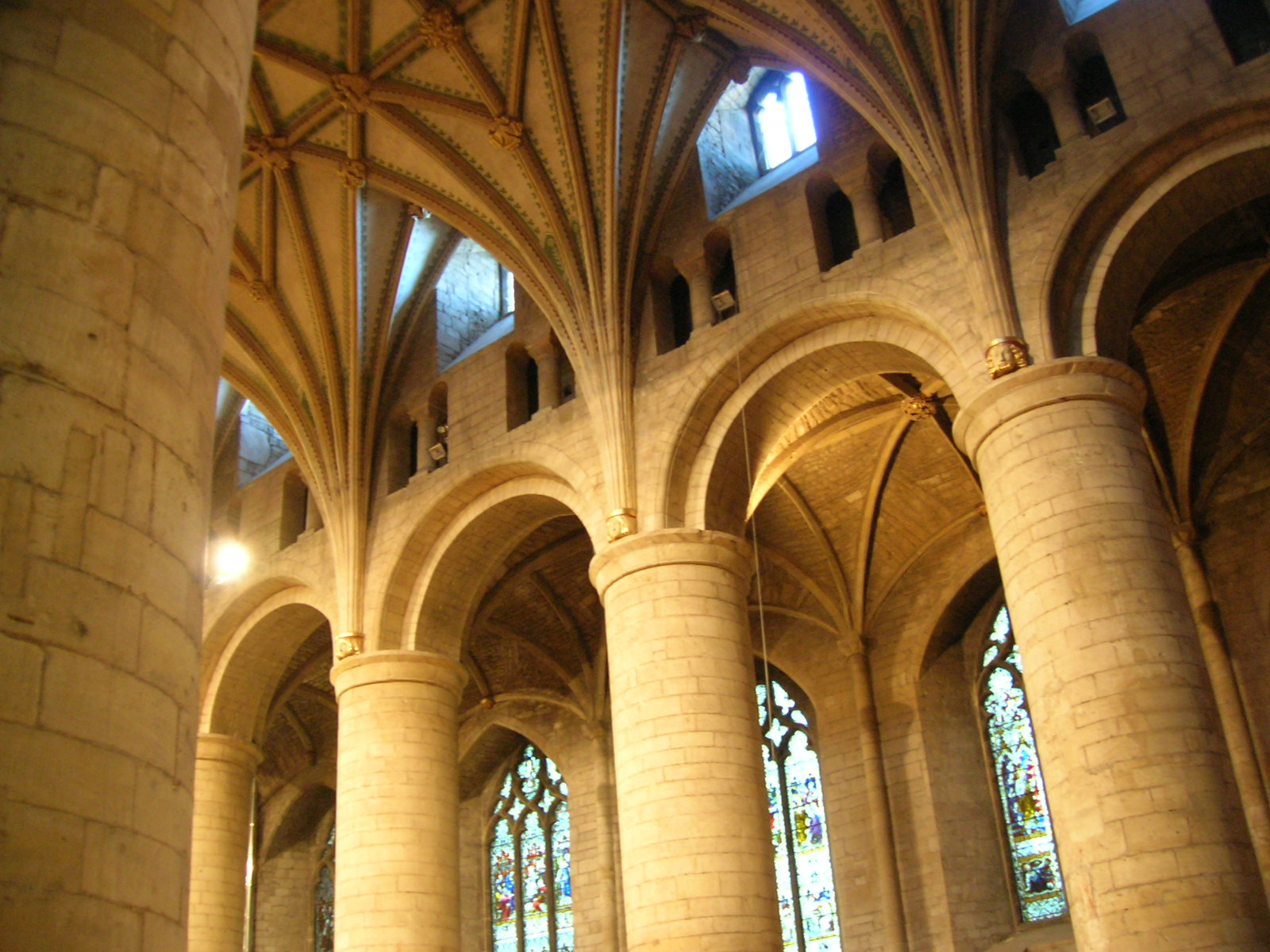
Abbaye de Tewkesbury
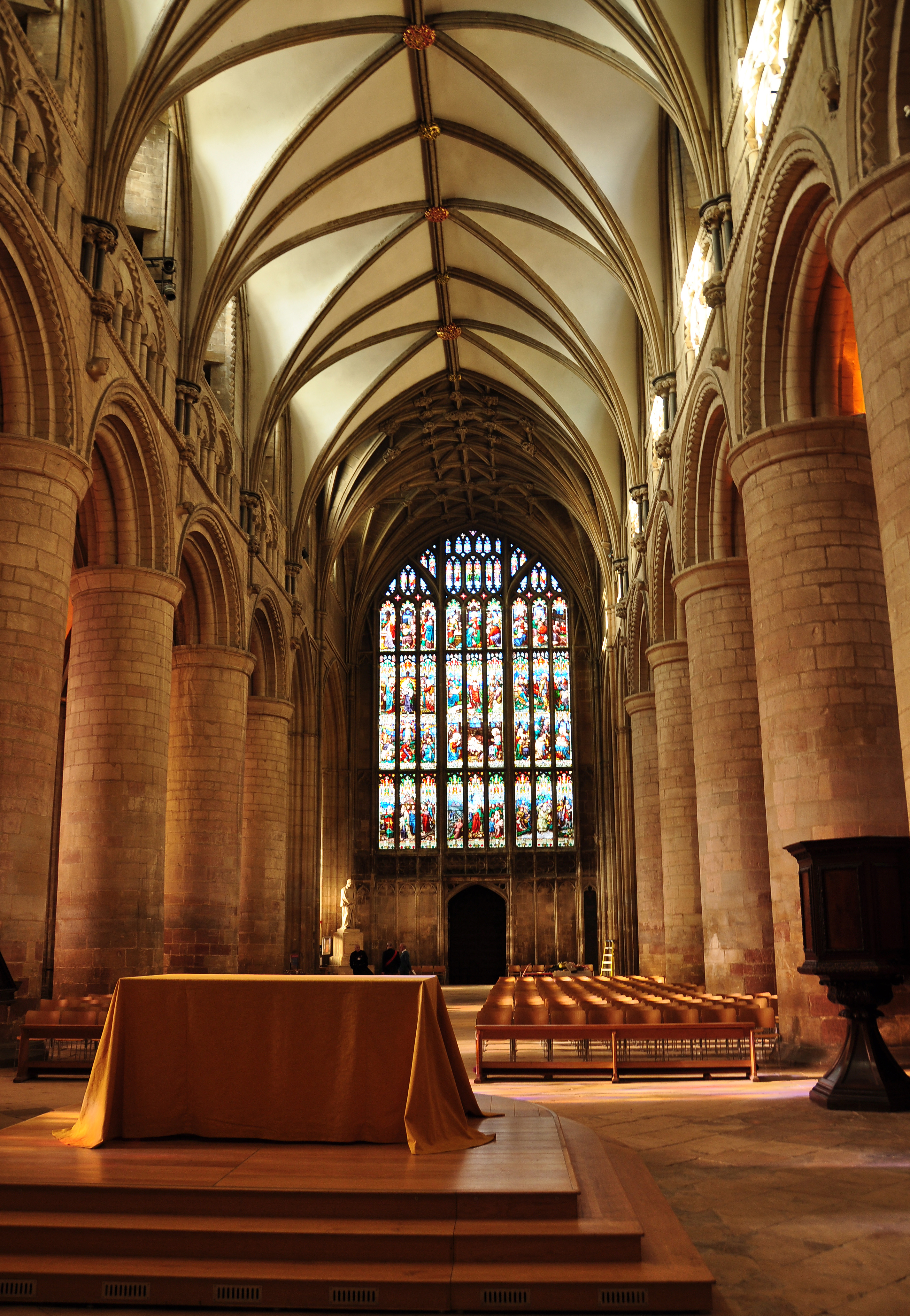
Cathédrale de Gloucester
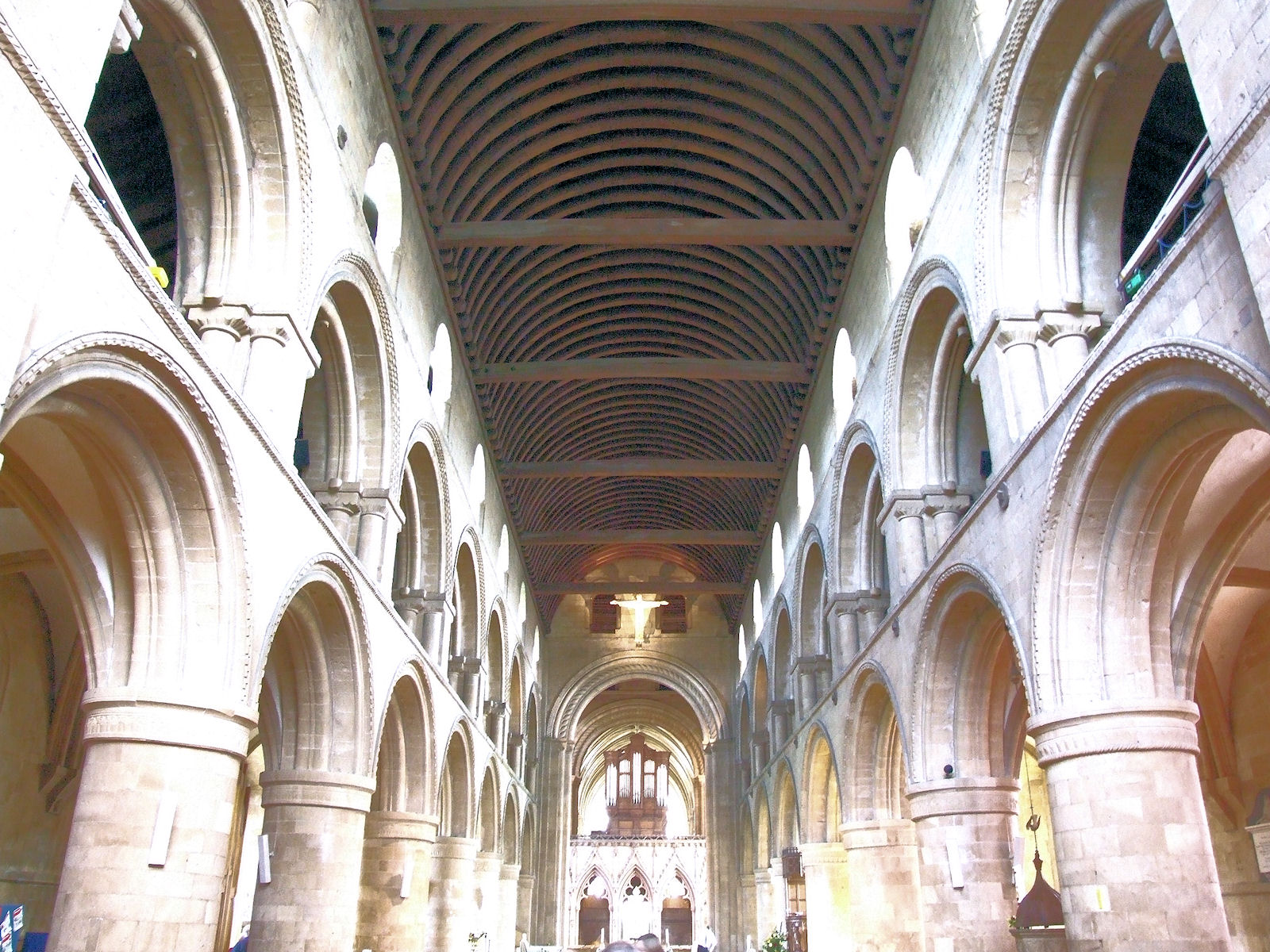
Collégiale de Southwell Minster

Prieuré de Castle d'Acre (avant 1148)

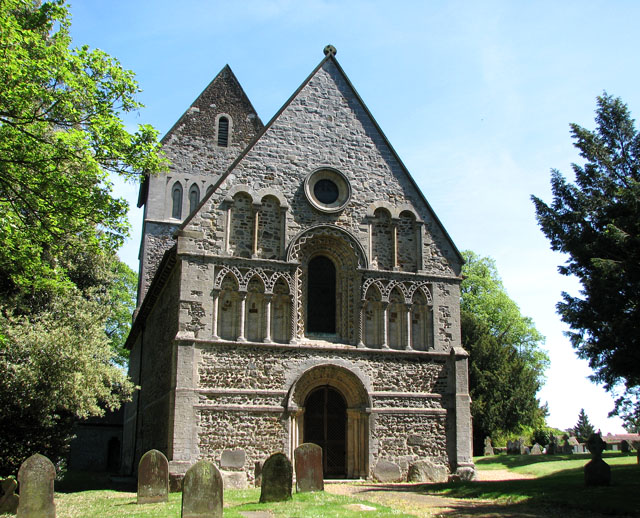
Église St Laurence de Castle Rising

Prieuré St Botoph, Colchester (vers 1100)
Chapelle Saint-Jean de Londres (1080)
Église Saint-Nicolas de Pyrford
(vers 1140)
Église Saint-Swithun de Nately Scures(vers 1175)
Église St Lawrence de Castle Rising
Église St Nicolas de Barfrestone (sculptures)

#### Le gothique primitif

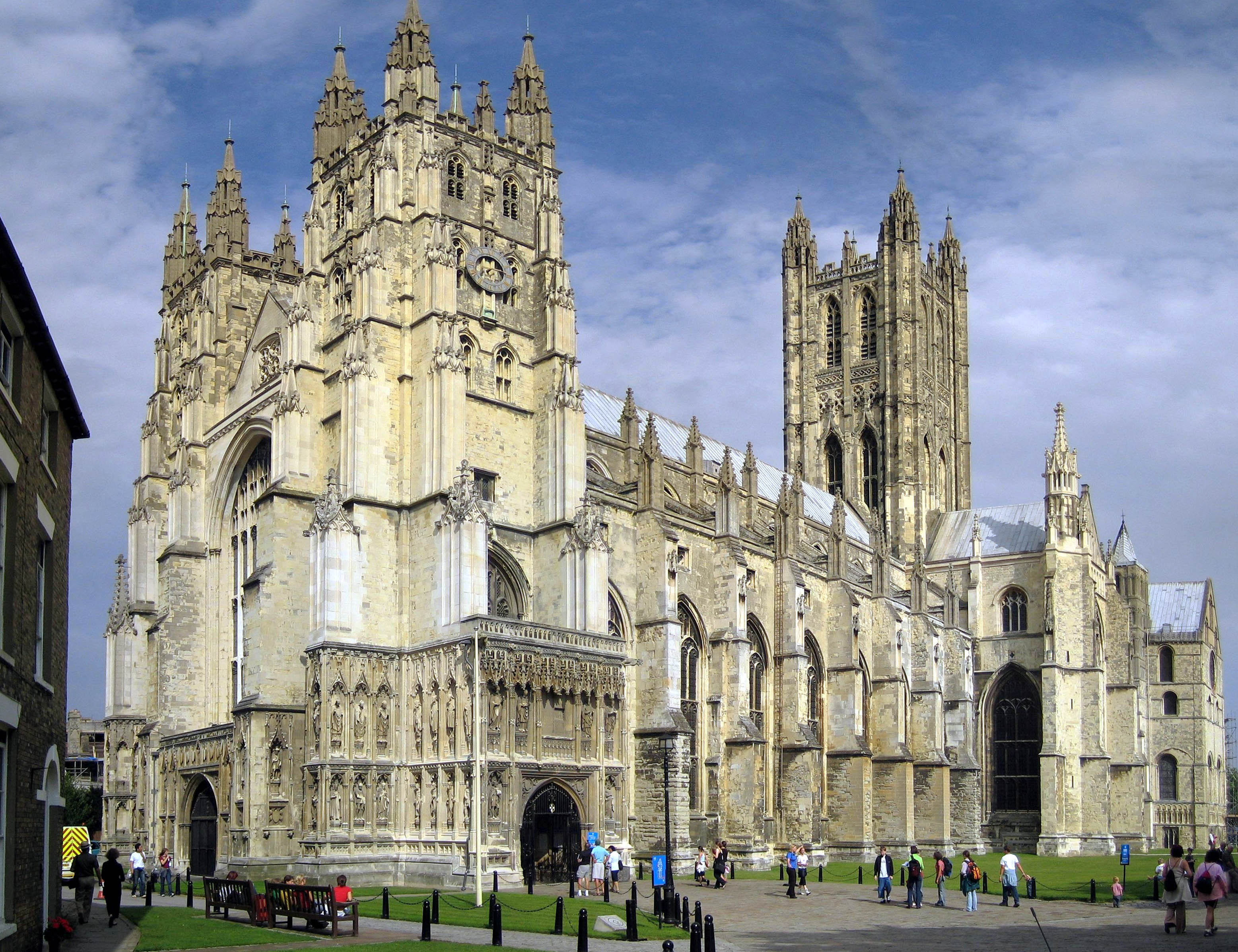
La cathédrale de Canterbury dont la porte Est marque le début du gothique primitif

La porte Est de la cathédrale de Canterbury est la première œuvre de style gothique français construite par Guillaume de Sens après l'incendie de 1174; la finesse de ce gothique primaire laisse en Angleterre une marque indélébile.
À Canterbury, les formes et les méthodes gothiques sont posées sur un plan typiquement roman. Les techniques de constructions romanes sont conservées et les formes gothiques sont utilisées comme ornements. Les Anglais sont très sensibles aux ornements extérieurs et c'est ici qu'il faut chercher les éléments qui ont permis au gothique anglais de suivre cette voie si particulière.
Les lignes horizontales romanes sont conservées ce qui est contraire à l'esprit gothique où les bâtiments s'élèvent vers le ciel. Des piliers libres remplacent les piliers ronds, les ogives sont très étroites, les lancettes et les voûtes permettent l'introduction des liernes pour réaliser des voûtes en étoile. Le décor de motifs étroits et fins est très, voir trop utilisé.
Ce style qui correspond aux attentes des habitants se répand très vite mais entraîne une uniformité des bâtiments contrastant avec ce qui s'est produit en France. La cathédrale de Canterbury est l'exemple parfait de cette époque. La cathédrale Saint-André de Wells réalisée vers 1185-1200 est encore emprunte du style roman et du style gothique français. La cathédrale de Lincoln est reconstruite en 1192.

### Architecture militaire
Après la conquête de 1066, Guillaume le Conquérant met quelques chefs normands aux postes de commandes et n'exproprie probablement pas la classe dirigeante anglaise. Mais les révoltes de 1069-1070 qui mettent la couronne du roi en péril lui enlève toute confiance dans le personnel saxon. Pendant les quinze années suivantes, c'est le plus grand partage de dépouilles du monde laïc que l'on ait vu au Moyen Âge Les grands barons sont installés par le roi, une grande majorité de normands, mais aussi des bretons, flamands, français et picards. Il réintègre aussi l'Angleterre du Nord dans le giron de l'unité anglaise.
Guillaume pourvoit 5 000 à 6 000 chevaliers de terres au détriment des traitres qui ont combattu pour Harold et profite des nombreuses révoltes pour annexer à la Couronne des territoires nouveaux. Il garde 1422 manoirs pour lui et en donne 795 et 439  à ses demi-frères Robert de Mortain et Odon de Bayeux. Ces chevaliers forment la nouvelle noblesse anglaiseLa terre concédée par le roi s'appelle l'honneur et en son centre est le château.
En Angleterre se sont succédé divers types de fortifications :
- motte avec tour de bois ;
- shell keep (structure en pierre entourant le sommet d'une motte) ;
- donjon rectangulaire ;
- donjon cylindrique.

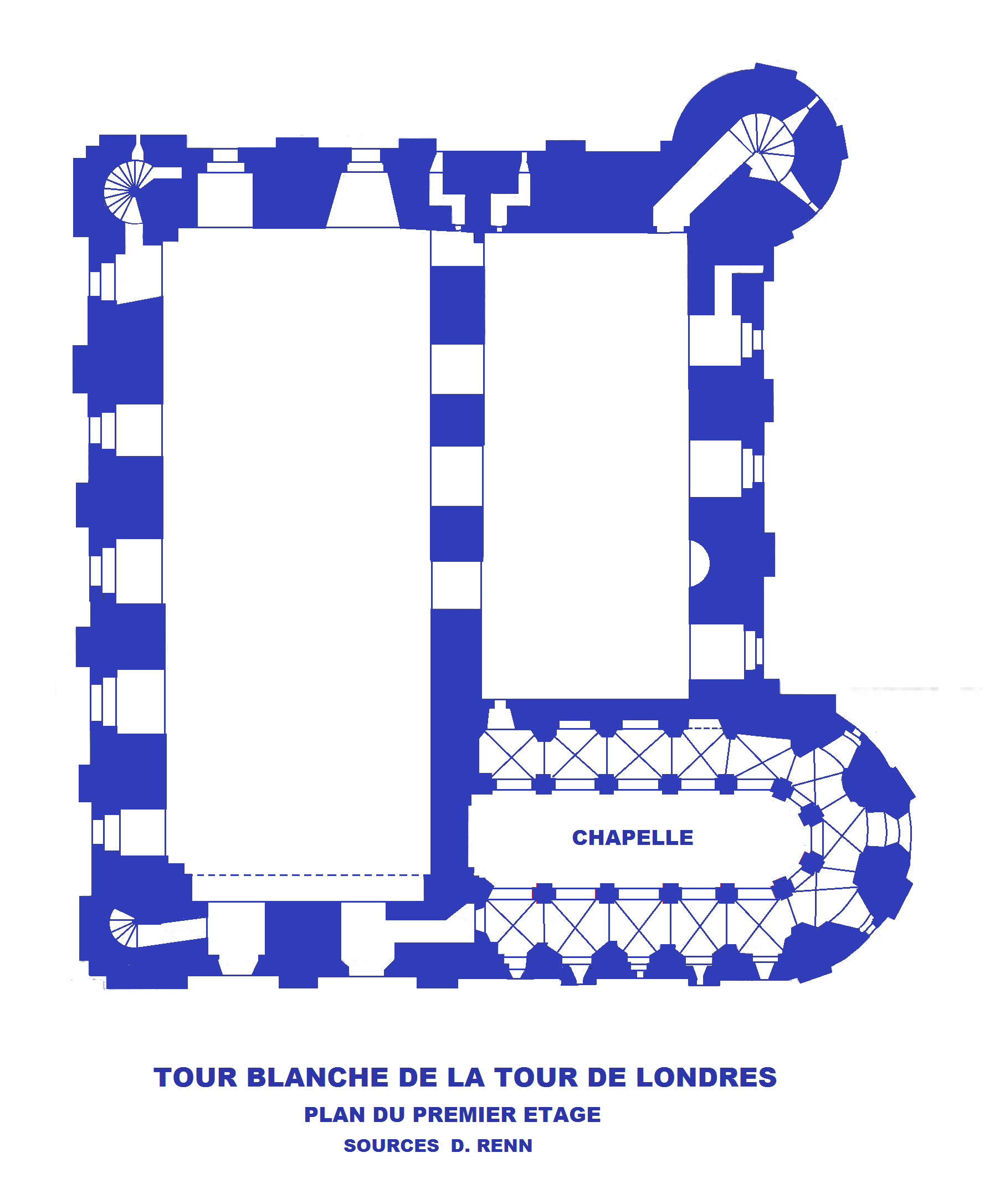
Plan de la Tour Blanche avec la chapelle

Le bois a prévalu durant un demi-siècle après la conquête car l'insécurité demandait de faire vite et un donjon en bois sur motte avec sa basse-cour peut être construit en quelques semaines. Leur fonction est différente du donjon en pierre qui est autonome, capable d'abriter de fortes réserves et ses capacités de résistance sont sans communes mesures avec les tours en bois. Dans le périmètre d'un gros château de pierre est souvent basée une troupe de cavaliers capable de raids offensifs redoutables. Dans la stratégie et la tactique de Guillaume le Conquérant, le château de pierre est utilisé dans l'attaque et la défense. La construction de nombreux châteaux est l'effet d'un quadrillage systématique du territoire et de sa mise en surveillance.
Le château d'Oxford construit en 1074 comporte une motte avec une tour et une crypte reconstruite avec les piliers et chapiteaux normand.
La Tour Blanche érigée vers 1080-1090 par Guillaume le Conquérant en son château de la Tour de Londres fait figure de prototype du donjon-palais. Dans sa jeunesse, c'était une bâtisse trapue, massive et sévère aux murs nus et peu ajourés avec un rez-de-chaussée et deux étages de 35 m de long, 30 m de largeur et 27 m de hauteur pour le corps principal. Trois organes rappellent la destination palatine: la chapelle, la tourelle de l'escalier et le couloir périphérique dans l'épaisseur de la muraille au sommet et entourant les salles hautes. L'entrée au premier étage atteste le caractère guerrier. Vers 1085-1090, Guillaume et son successeur construisent une réplique de la Tour Blanche de Londres, le château de Colchester dans l'Essex mais plus grande : 45 m de longueur et 33 m de largeur. Ces deux donjons sont les prestigieux modèles des maîtres-maçons d'Outre-Manche qui les interprètent pendant une centaine d'années.

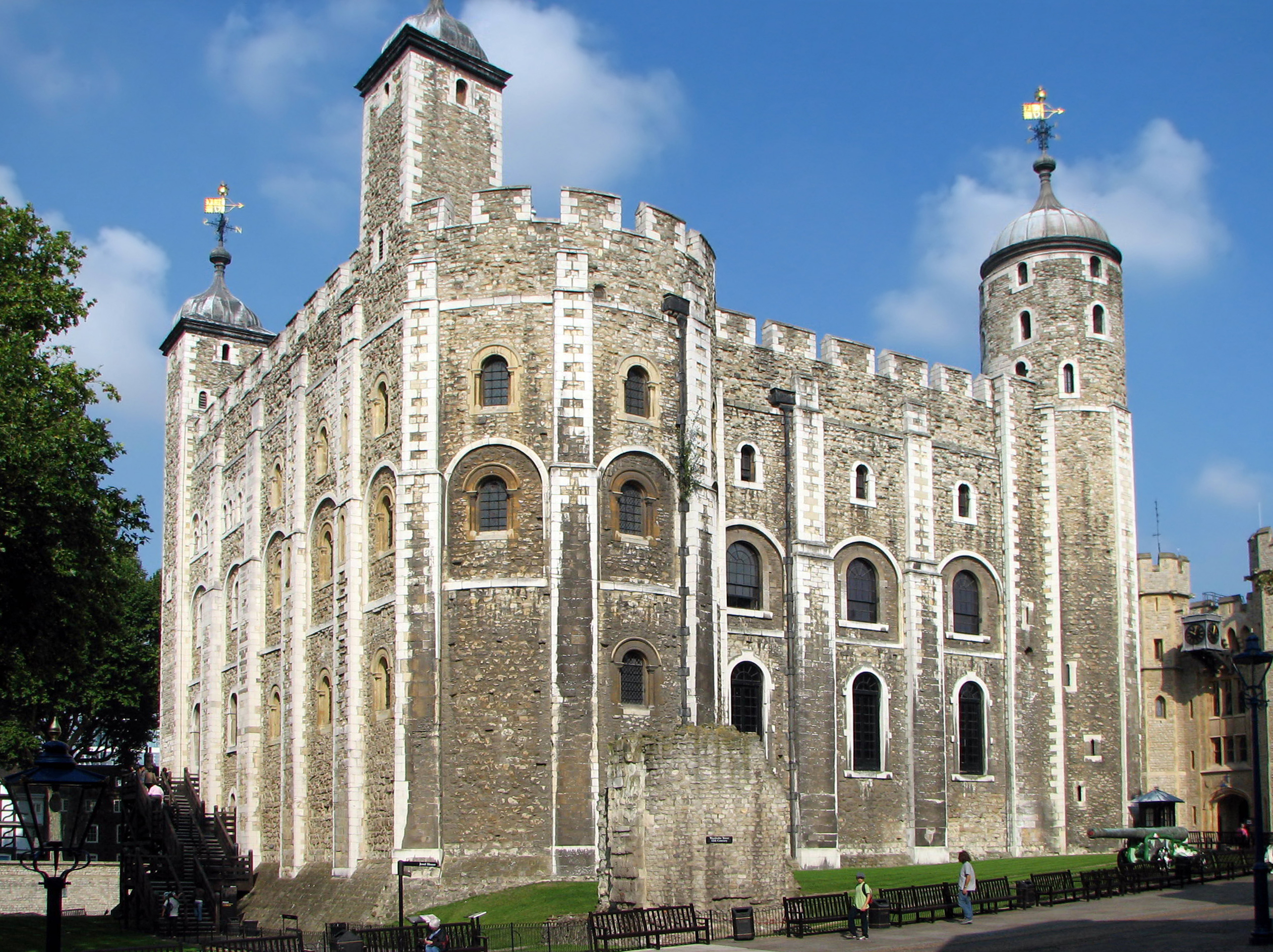
La tour Blanche de la tour de Londres
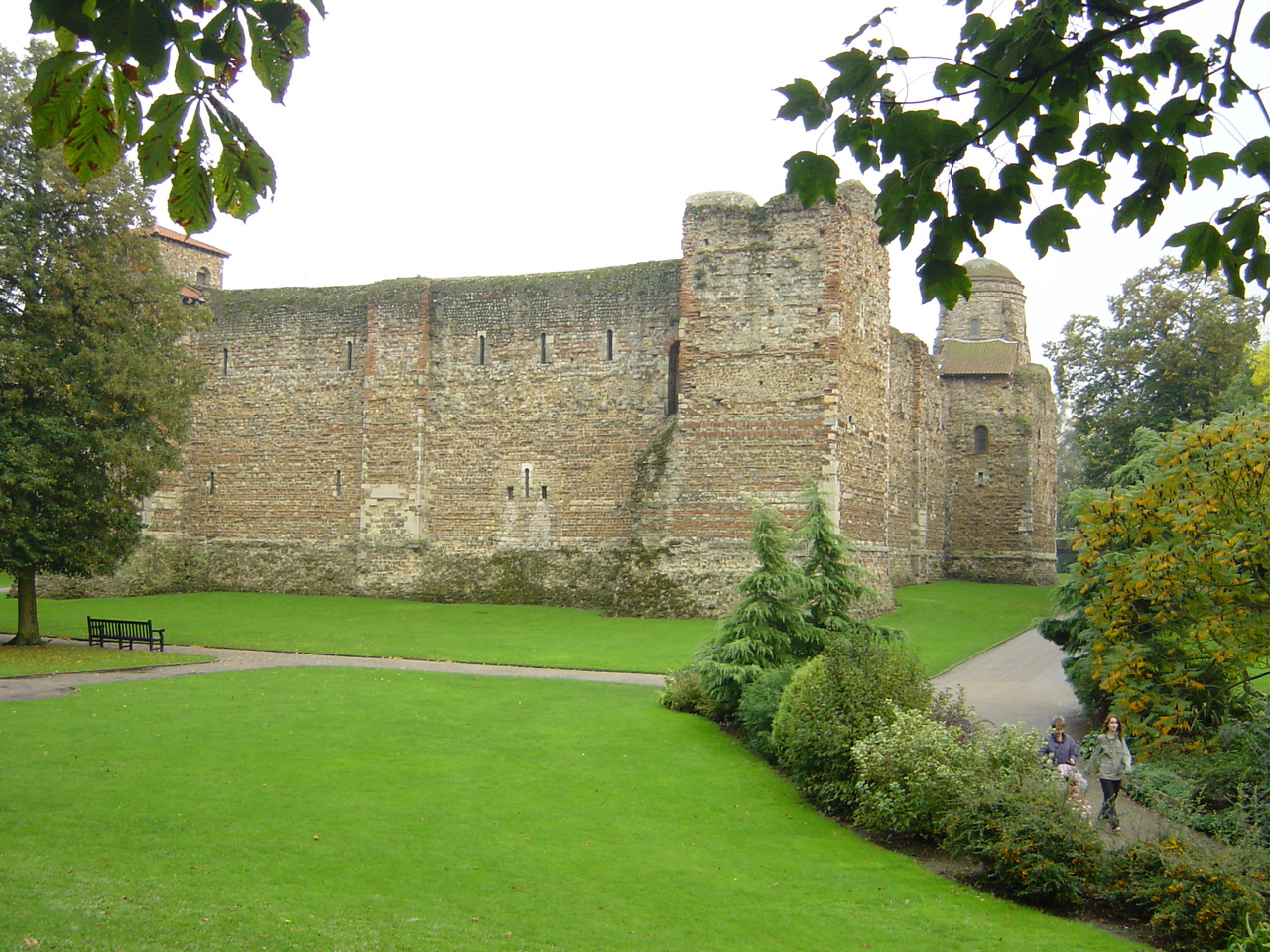
Château de Colchester
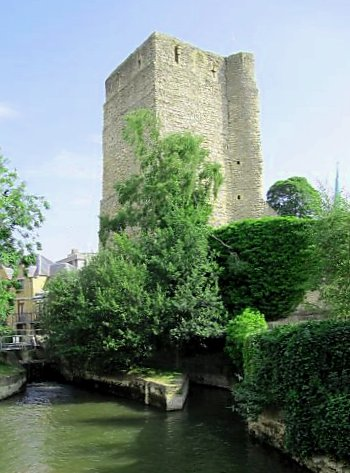
Tour du château d'Oxford
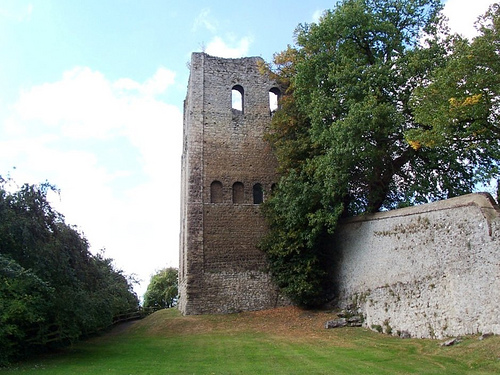
Tour St-Leonard -West Malling

Les principaux donjons royaux de cette époque: le château de Norwich, bâti entre 1100 et 1135, le château de Rochester vers 1130,  Scarborough dans le Yorkshire entre 1159 et 1168, Newcasthe entre 1172 et 1177, le château de Douvres 1180-1190.
Certains hauts barons rivalisent avec le souverain: le comte d'Oxford, le château de Hedingham dans l'Essex vers 1130-1140, le comte de Surrey, le château de Castle Rising dans le Norfolk, les Clinton, le château de Kenilworth dans le Warwickshire vers 1150-1175, un comte Huntingdon, le château de Bamburgh en Northumberland mis en chantier au milieu du XIIe siècle.
Les ouvrages ont des traits communs, ce sont des bâtisses dont les côtés inégaux ont 20 à 25 m de longueur et la hauteur ne dépassant pas 20 m voir 25 m pour le corps de bâtiments principal sans l'escalier d'accès au premier étage et la chapelle. Le caractère résidentiel s'exprime dans la parure des chapelles, dans de menues sculptures et les fenêtres.
La capacité de résistance de ces grosses tours suffisent encore en 1150 mais s'affaiblit beaucoup à la fin du siècle en raison des progrès de l'art des sièges.

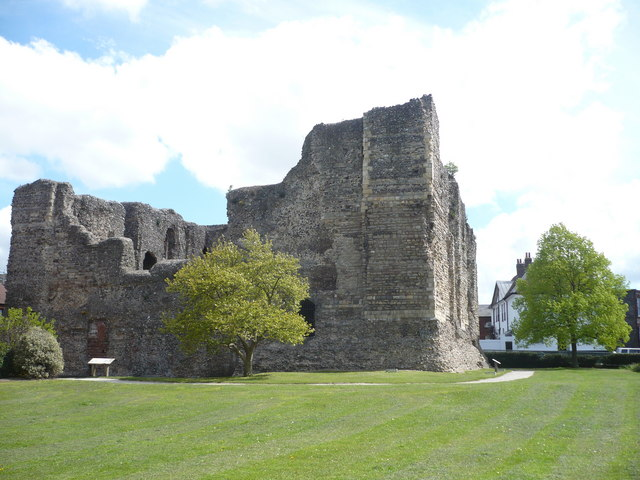
Château de Canterbury
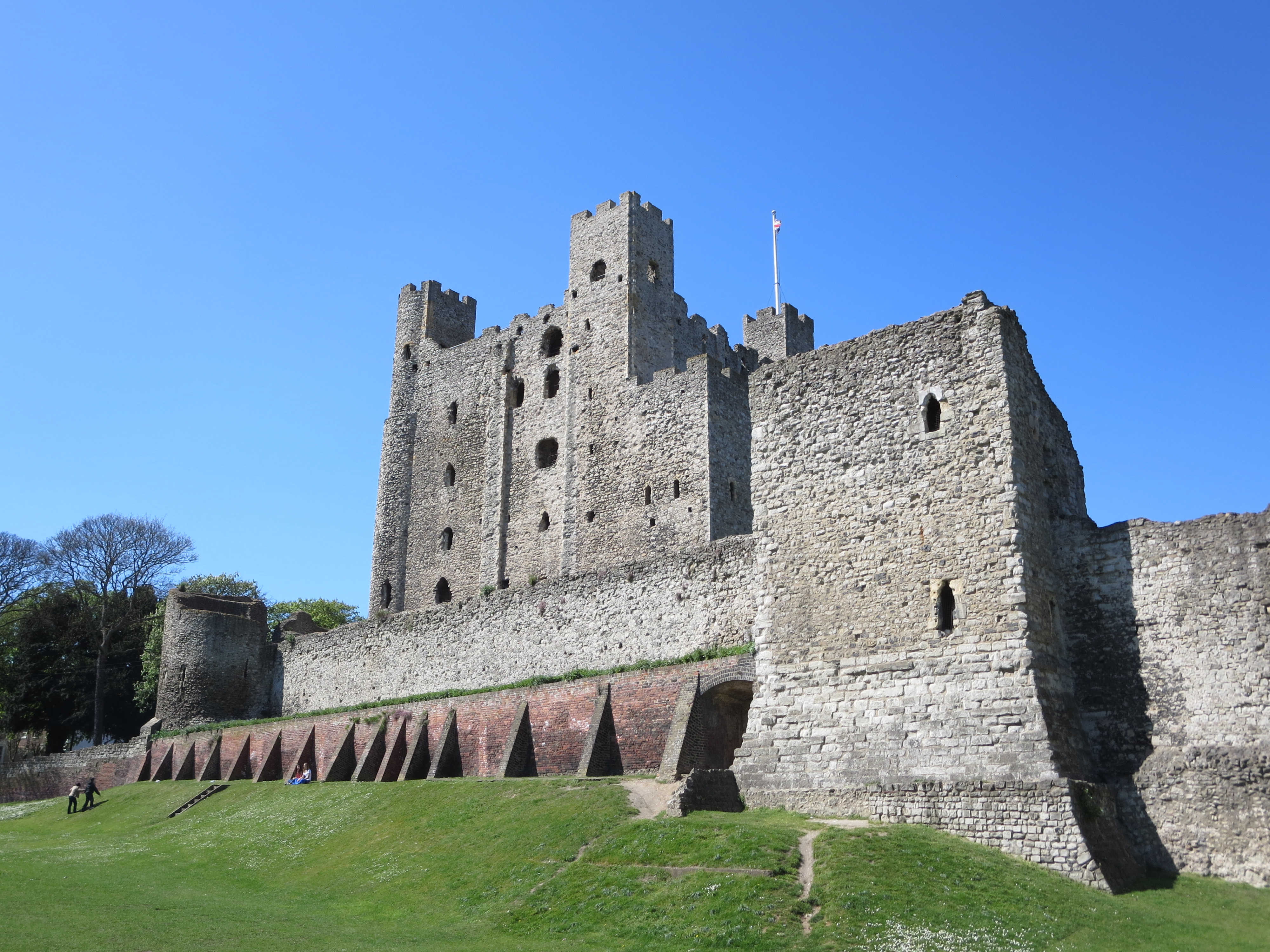
Château de Rochester
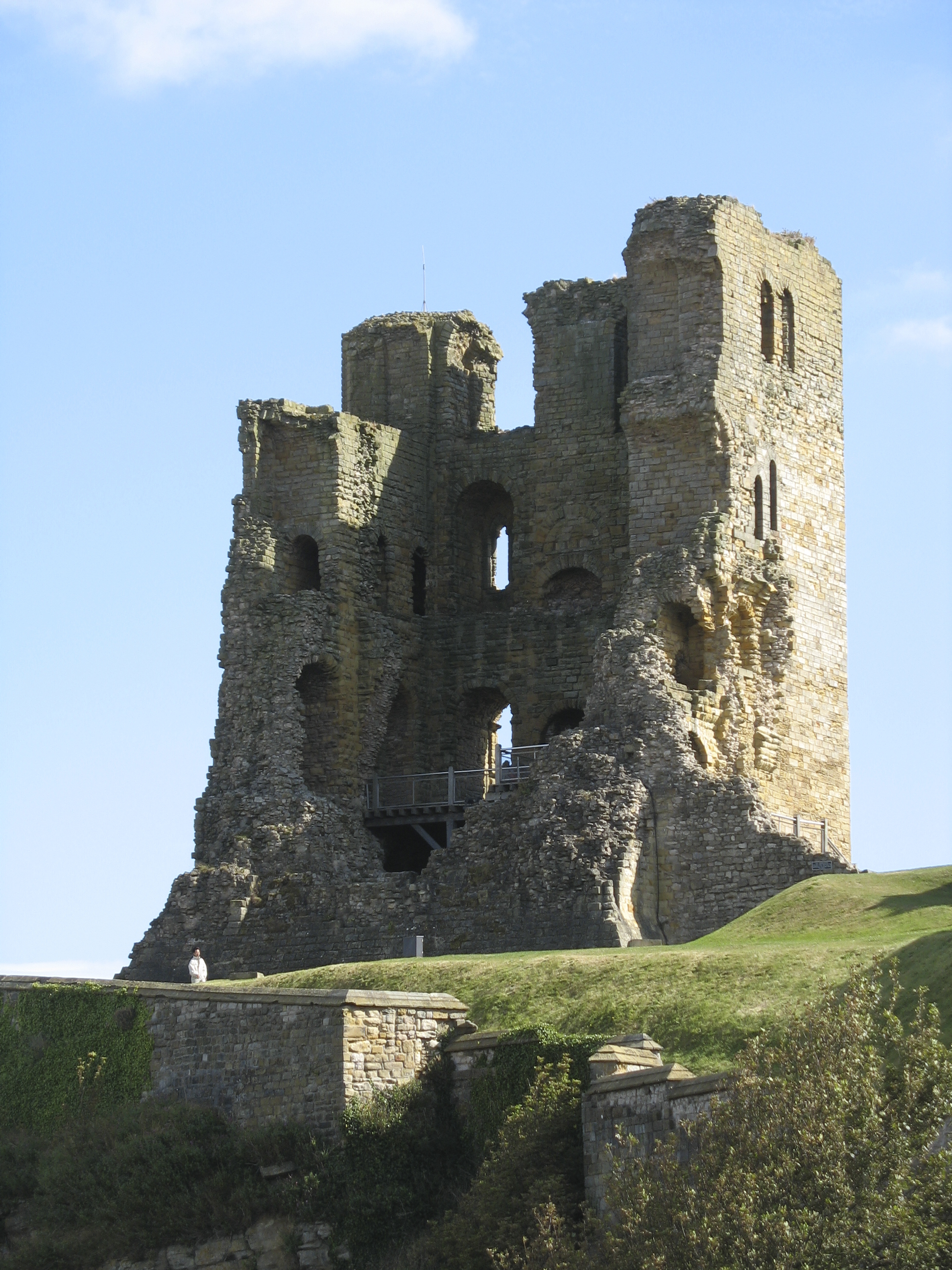
Château de Scarborough
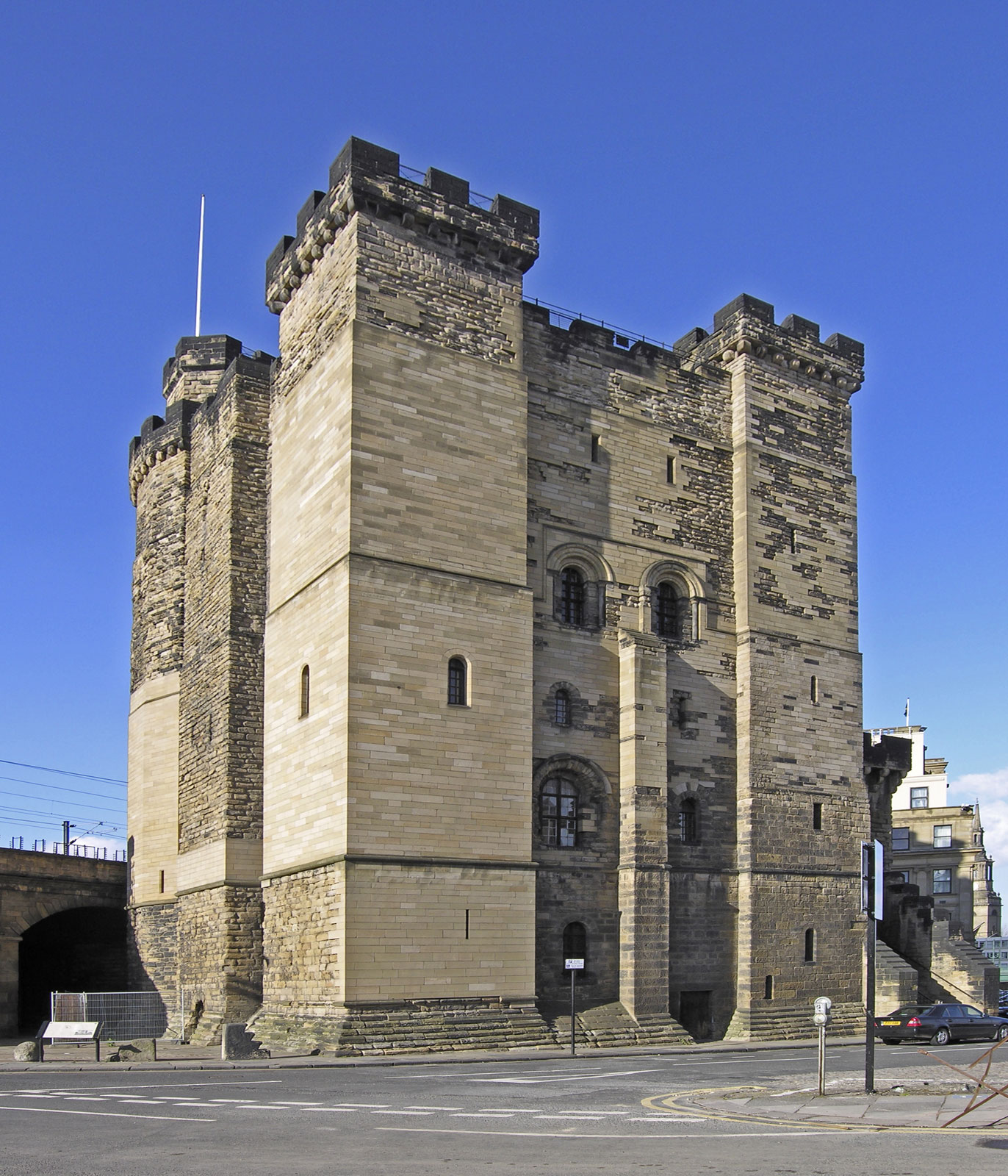
Château de Newcastle
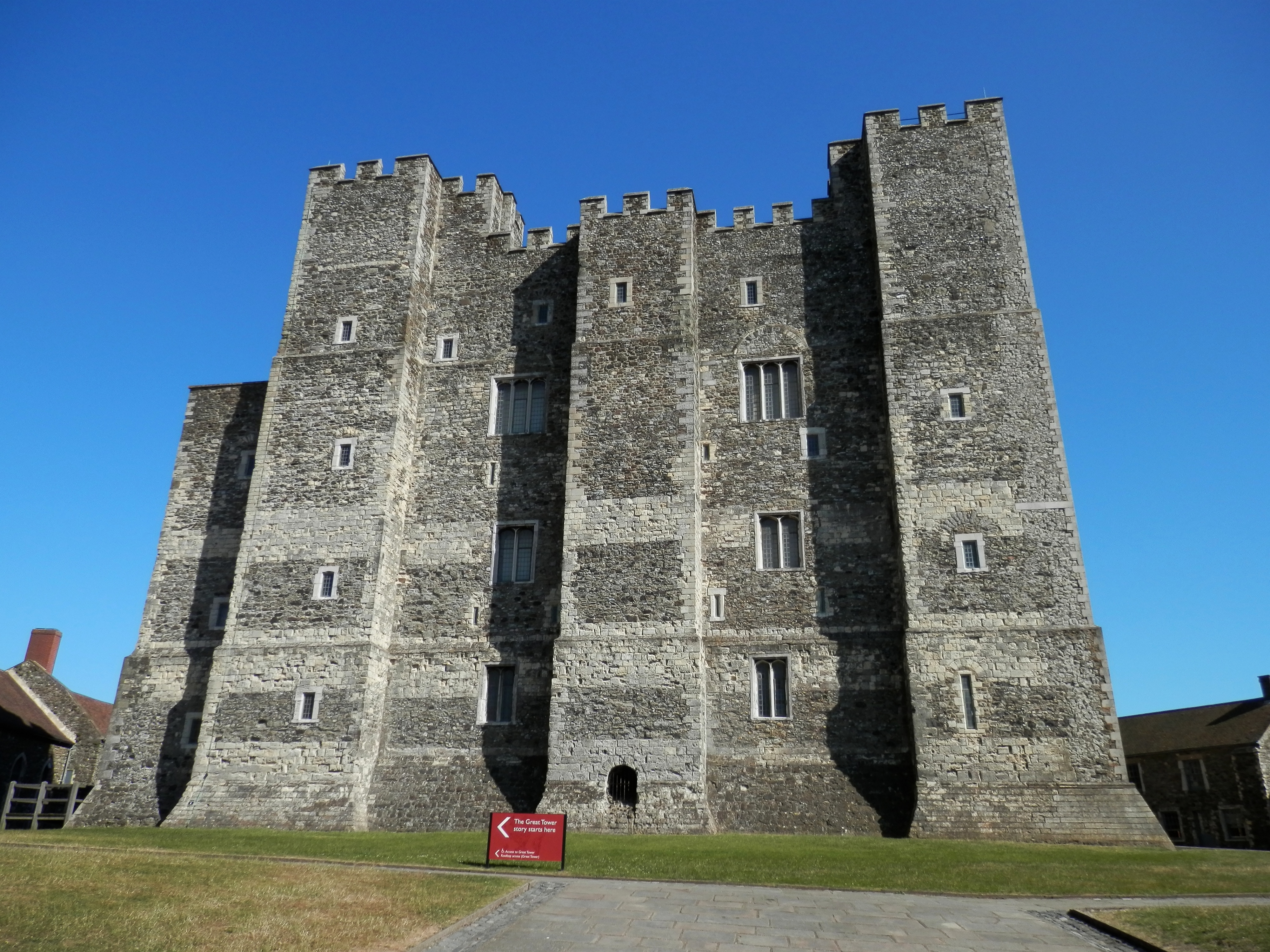
Château de Douvres
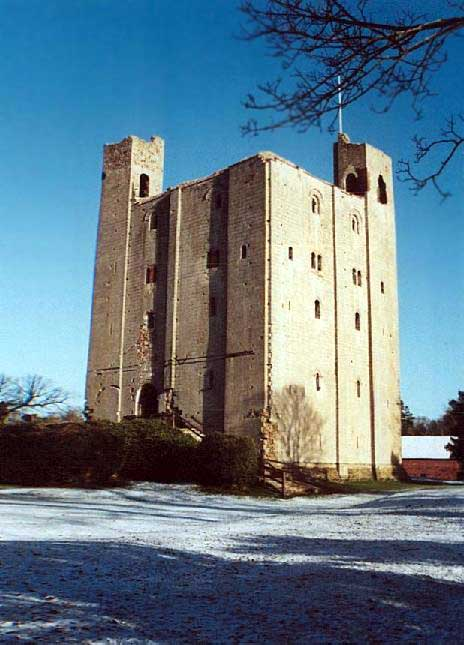
Château de Hedingham
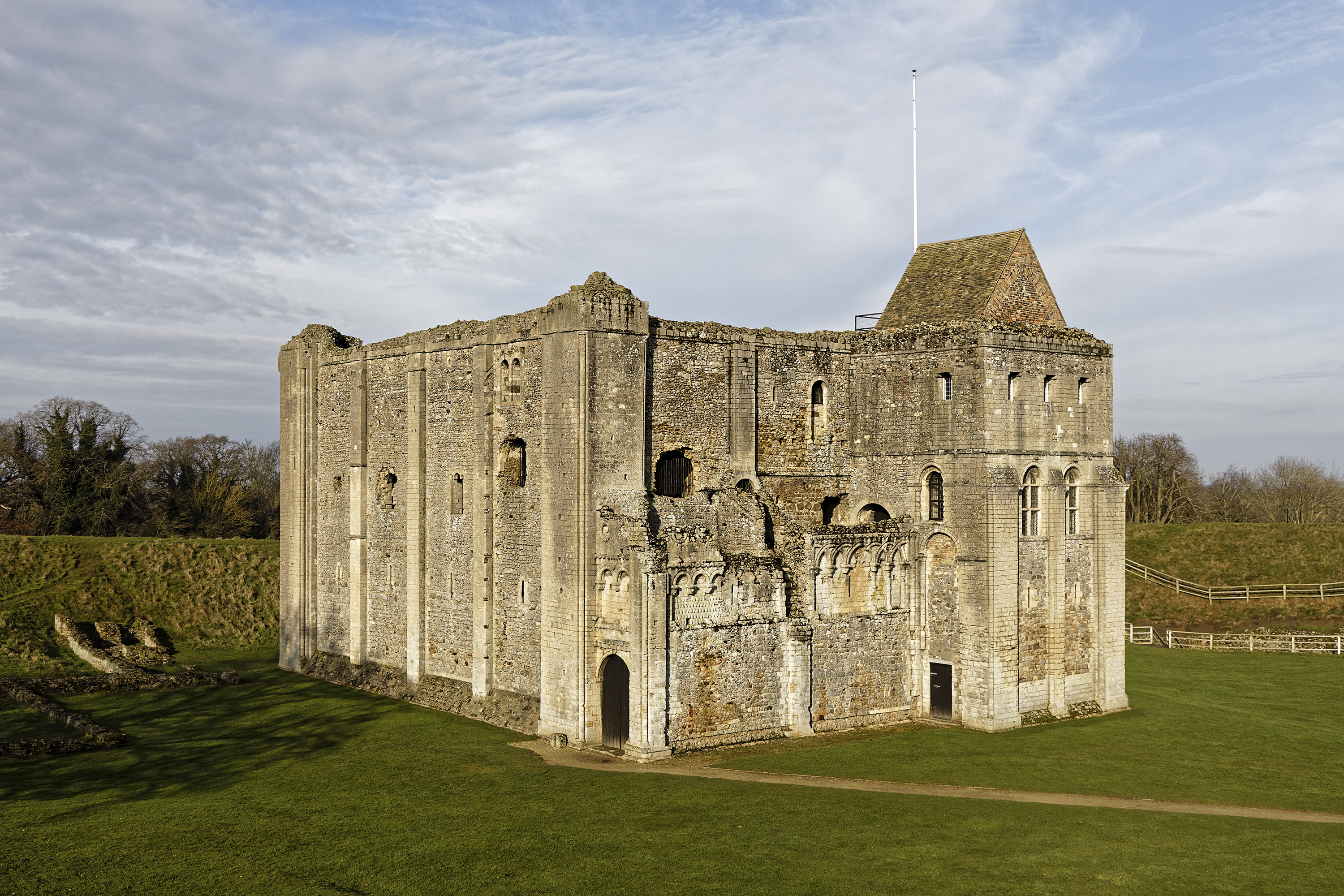
Château de Castle Rising
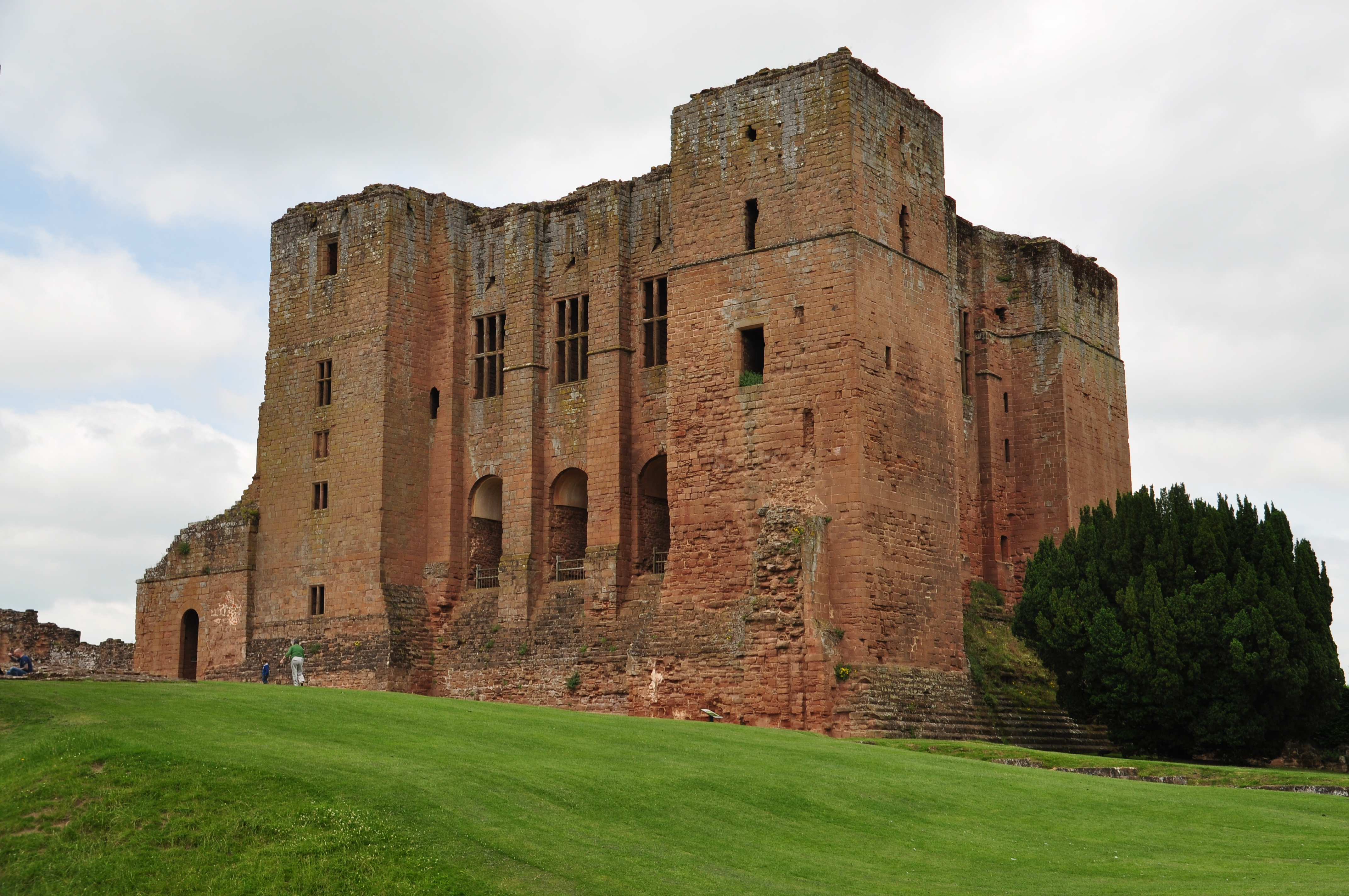
Château de Kenilworth
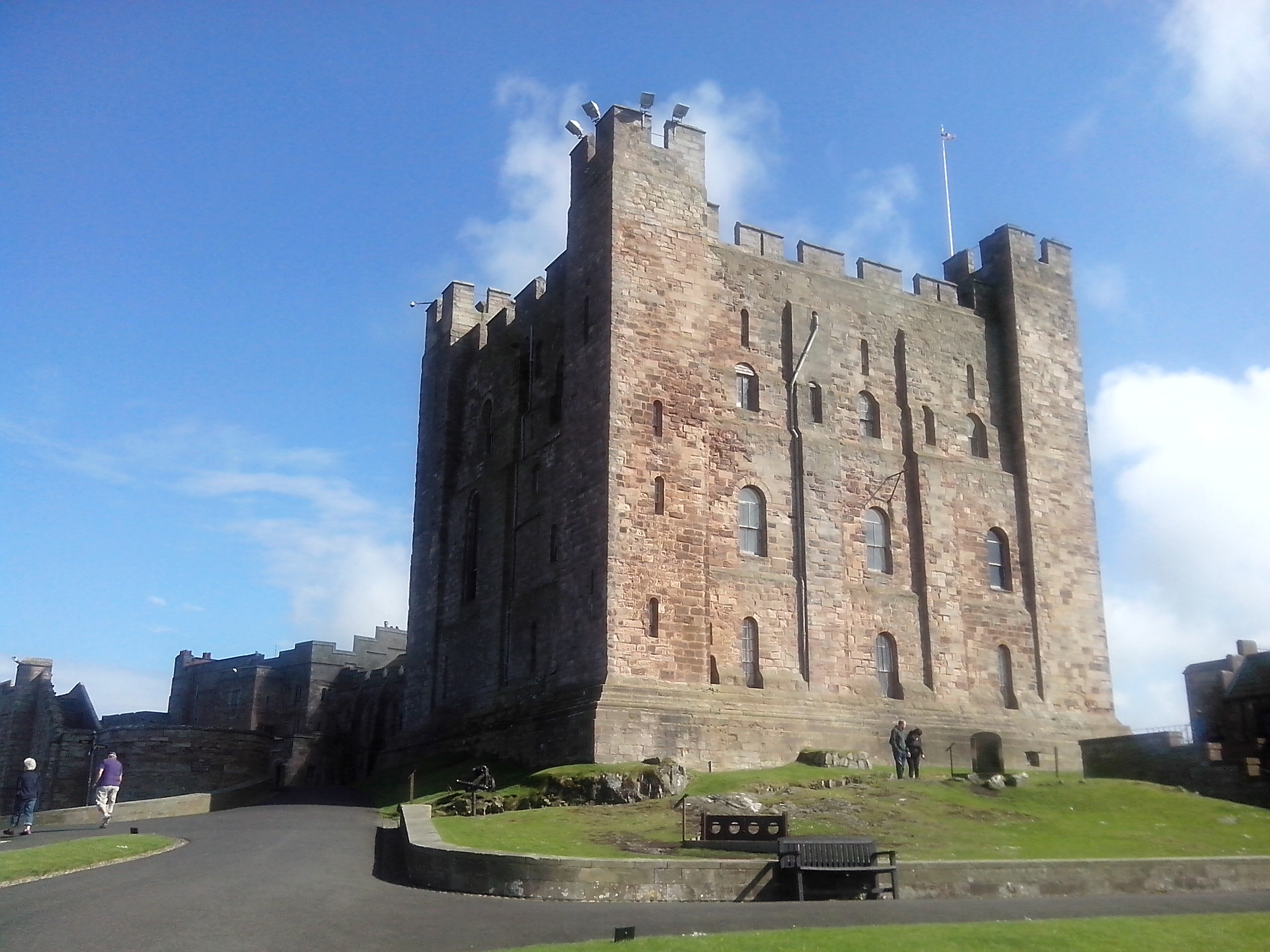
Château de Bamburgh

### Architecture civile
Jew's House

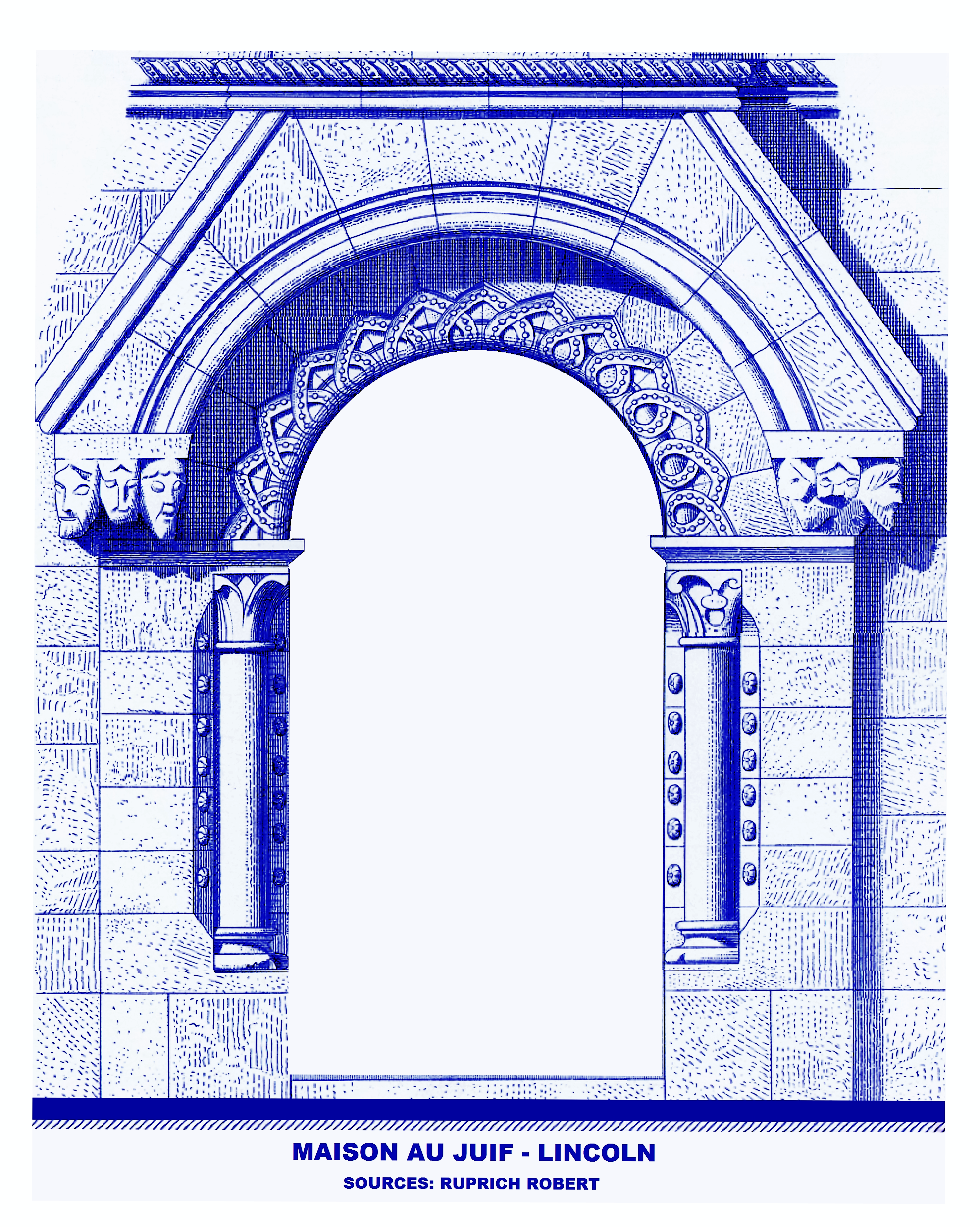

Les édifices existants sont rares mais il existe à Lincoln une ancienne maison du XIIe siècle Jew's House connue sous le nom de Maison au juif dont la porte supporte une cheminée au premier étage placée entre deux fenêtres.
King' School de Canterbury
L'escalier de la King's School de Canterbury est un des exemples les plus remarquables qui existent de cet art plein d'originalité. Il est précédé d'un porche carré et éclairé de chaque côté par une galerie de cinq arcatures posées sur le mur d'échiffre. Les profils des bases sont variés et d'une très grande finesse.
Château d'Oakham

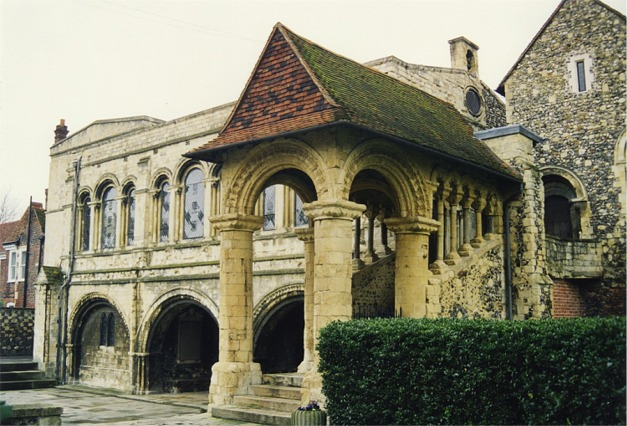
King's School, Canterbury
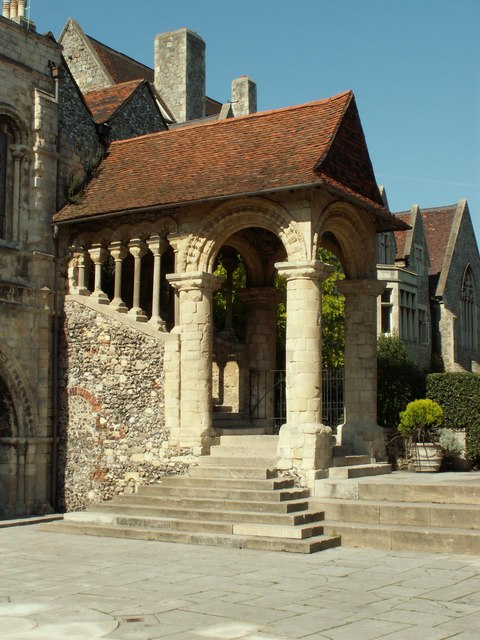
King's School, Canterbury
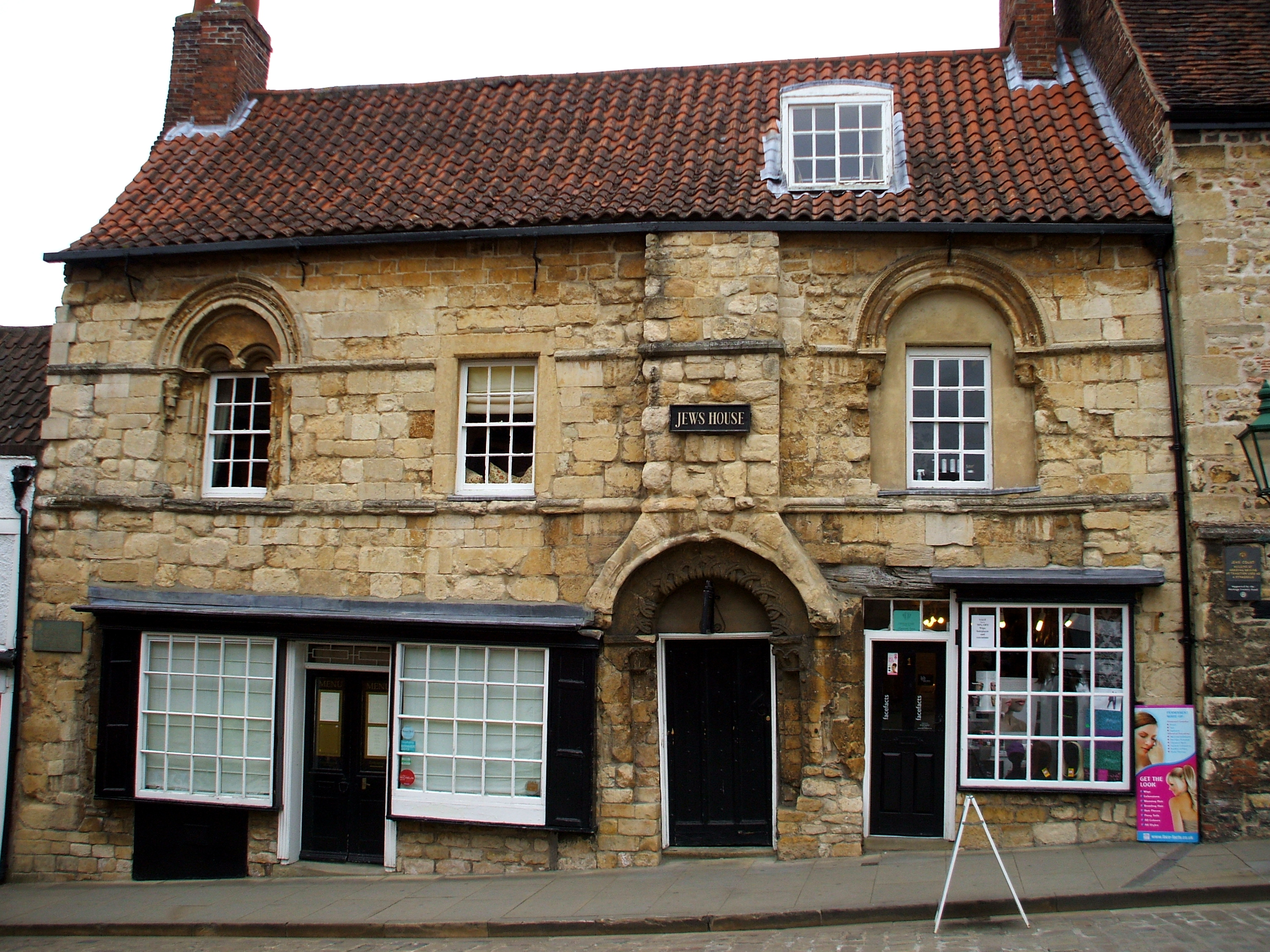
Jew's House, Lincoln

## Sculpture
La sculpture romane en Angleterre est liée à l'art normand avec des apports de l'art anglo-saxon qui l'a précédé. Avant 1066, il y a déjà des influences normandes en Angleterre et, quand Édouard le Confesseur à demi normand construit l'abbaye de Westminster, il n'utilise pas les données traditionnelles mais le modèle normand de l'abbaye de Jumièges.
L'art anglo-saxon
L'art primitif anglo-saxon n'est pas un simple rameau de l'art ottonien, il est lié aux traditions locales comme aux arts de Scandinavie introduits par les Vikings. Il a été façonné par des influences diverses: celle des ivoires carolingiens, les enluminures des écoles de Winsminster, les tombes et les croix scandinaves. Dans tous les cas, les sculpteurs ont peu de soucis de l'accord à établir entre leurs productions et le cadre architectural.

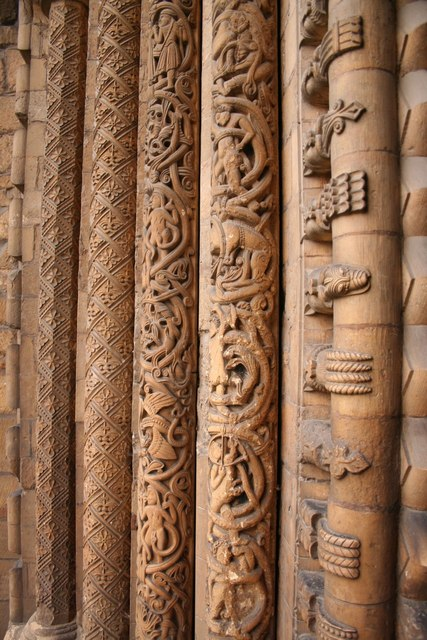
Cathédrale de Lincoln, Colonnettes sculptées

La conquête normande

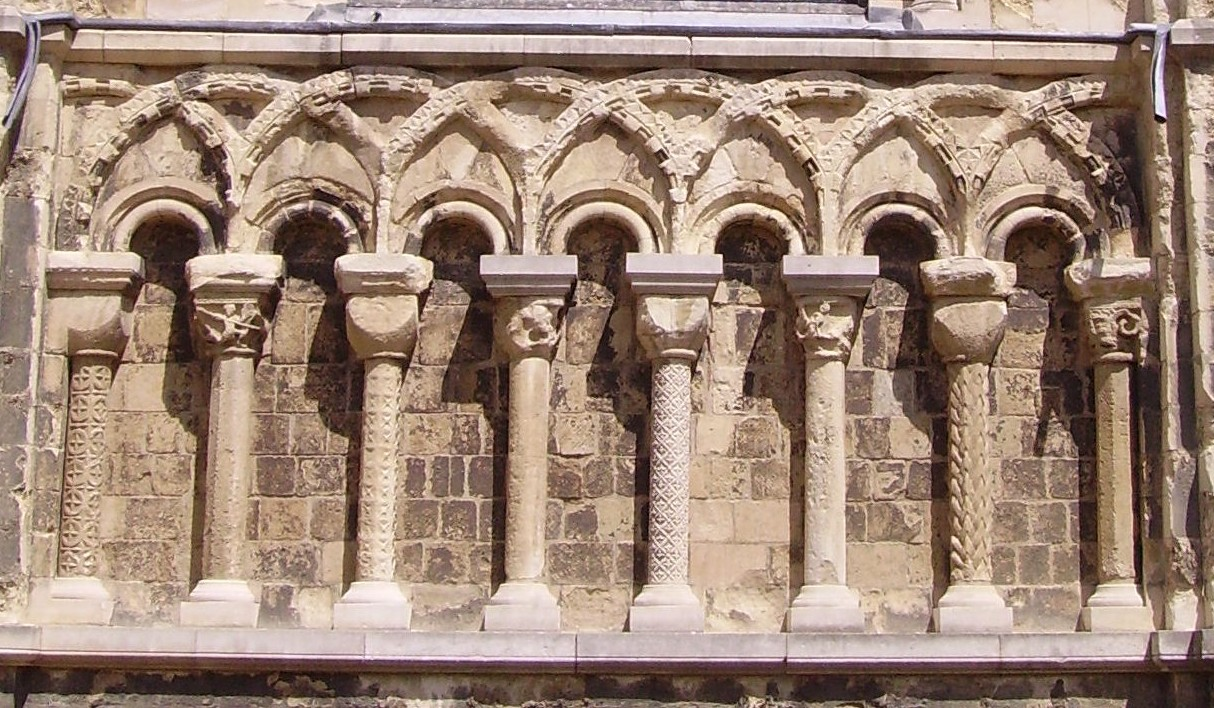
Cathédrale de Canterbury éléments d'arcades normands

Au moment de la conquête, la sculpture normande est en pleine vitalité et en contact avec les différents centres qui fleurissent alors. Un style purement normand, œuvre probable d'architectes venus de Normandie s'impose après la conquête dans la plupart des édifices britanniques. La structure des chapiteaux de la crypte de la cathédrale de Bayeux se retrouve à la cathédrale d'York construite par l'évêque Thomas de Bayeux. Des imitations de corbeilles très répandues en Normandie se retrouvent dans la chapelle du château de Durham, dans la crypte de la cathédrale de Gloucester et d'autres édifices. Des chapiteaux à cartouche vertical de la nef de l'abbaye de Jumièges annoncent ceux de la Tour de Londres, du dortoir de la cathédrale de  Westminster et vers 1100, le chœur de la cathédrale de Canterbury. La forme de corbeille de l'abbaye de Bernay se retrouve dans le corridor de Canterbury construit par Lanfranc entre 1070 et 1089 et dans ceux de la cathédrale de Rochester.
Des motifs continentaux sont introduits comme ceux en faible relief qui dessinent des étoiles, des losanges et des formes anguleuses. Cet ornement est très populaire à la fin du XIe siècle et le début du XIIe siècle comme l'attestent de nombreux portails décorés de chevrons et autres motifs abstraits. L'introduction en Angleterre du tympan semble coïncider avec l'arrivée des normands: Chepton Castle avant 1071, St Mary de Sottesdon 1080-1090 avec une tête barbue au sommet qui surmonte un décor confus.
Les artistes anglo-saxons
Les artistes anglo-saxons sont appréciés et non méprisés  par les normands et jouent à ce moment-là un rôle essentiel. Certains chapiteaux de la cathédrale d'Ely composés vers 1090 à la manière normande ont des méplats jetés sur la corbeille et s'inspirent d'œuvres comme la tapisserie de Bayeux exécutée par des anglo-saxons.
À l'église de Milborne Port, le portail des environs de 1090 est de style anglo-saxon et les lions affrontés du tympan se retrouvent sur les chapiteaux de la cathédrale d'Ely, comme sur les bordures de la tapisserie de Bayeux. Les chapiteaux des pieds-droits montrent une tête animale qui sort directement d'un manuscrit de la cathédrale de Winchester, comme les chapiteaux de la tour centrale.
La sculpture anglaise ne peut s'empêcher, du fait de ces traditions de transformer en décor à fleur de pierre ce qui ailleurs est un  élément monumental comme aux portails de la cathédrale d'Ely et de Water Straford.
Les moulures et les dessins géométriques, les arcatures sont les formes géométriques majeures en particulier à l'extérieur. Il reste de petites sculptures autour des portes Ouest de la cathédrale de Lincoln, dans la crypte de la cathédrale de Canterbury et le tympan de la porte Ouest de la cathédrale de Rochester.
Le chapiteau cubique, le chevron
Les plus anciens sont ceux de la crypte de l'abbatiale St Augustin de Cantorbury avec ceux de la cathédrale de Christ Church de Canterbury. Ils sont très répandus en Angleterre au milieu du XIe siècle et un désir de raffinement est probablement à l'origine vers 1100 du chapiteau à godrons avec des motifs décoratifs avant d'avoir du succès en Normandie.
Le motif du chevron comme à la cathédrale de Durham vers 1110-1120 a une diffusion extraordinaire et devient au XIIe siècle l'élément de décor roman le plus répandu. Deux chevrons inversés forment des losanges aussi très utilisés. Avant 1190, comme à l'abbaye de Reading, on trouve des têtes plates mordant un tore avec des têtes d'oiseaux, des monstres, quelquefois des masques humains grimaçants.
L'interdépendance des techniques artistiques
L'existence de relations artistiques entre la peinture, l'orfèvrerie, les ivoires et la sculpture sur pierre sont fréquentes à l'époque romane mais peut-être encore plus en Angleterre. Maître Hugo a exécuté une Bible: la Bible de Bury ?, les portes de bronze, une cloche, une crucifixion en bois et probablement la matrice du sceau de l'abbaye. Les peintures murales de St Paul de Canterbury et les panneaux sculptés de la clôture du chœur de la cathédrale de Durham sont liés à son milieu. Les six chapiteaux historiés de la cathédrale St Mary de Souhwell vers 1100 ont un style graphique rappelant l'initiale d'un manuscrit de la fin du XIe siècle provenant de l'abbaye Saint-Ouen de Rouen.
L'influence en Normandie
L'influence de ces œuvres se font sentir en Normandie  à l'abbaye Saint-Georges de Boscherville et à la chapelle Nord-Ouest de l'abbaye de la Trinité de Fécamp. Les artistes normands, influencés par l'Angleterre se sont pliés aux modèles fournis par l'enluminure même quand elle imite des œuvres étrangères au domaine anglo-normand.

### Les écoles
École de Herefordshir
L'école de Herefordshire est inattendue et difficilement inexplicable sans la Chronique de Wignore qui conte l'histoire du pèlerinage de Saint-Jacques de Compostelle d'Olivier de Merlimont, steward d'Hugues de Mortimer au château de Wignore avec probablement un maçon et un sculpteur à travers l'Aquitaine et l'Espagne. Ils construisent le prieuré de Shobdon, premier prieuré anglais de l'Ordre de Saint-Victor de Paris.
Cette équipe est responsable de la construction de l'église de Shobdon et très recherchée dans l'Ouest des Midlands où 25 sites conservés lui sont liés. Vers 1130, la nef du prieuré de Leominster leur est confiée et ils reprennent des éléments de l'abbaye de Fontevrault dont le portail décoré à l'intérieur et à l'extérieur.
L'atelier de Shobdon décore la cathédrale de Hereford où quelques chapiteaux de la nef sont du même sculpteur. L'emprunt le plus frappant de Shobdon à l'Aquitaine est le système de voussures rayonnantes des deux portails repris après à Brinsop puis sous une forme simplifiée  à Kipleck.
On trouve aussi dans cette école des influences italiennes de Pavie et Milan qui se retrouvent aussi en Aquitaine et dans le tympan de Fownhope. Des chapiteaux reprennent des exemples de Parthenay-le-Vieux avec des variantes anglaises que l'on retrouve sur un corbeau de Kipleck. Ce motif constitue presque une signature de l'atelier de Shobdon et il est présent à Shobdon sur l'arc triomphal du chœur, à Rock et à Ribbesford dans le Worcestershire, à Sroshire et à Stottesdon. Un autre motif est répandu dans la région, un personnage avec un pantalon et une jupe étroitement ajustée. On le trouve sur deux colonnes à Shobdon, Kilpeck, Eardisley, à Aveley dans le Shropshire et sur le tympan de Billesley dans le Warwickshire.
En dépit de tous ses éléments étrangers, la sculpture des "Marches galloises" plonge ses racines dans les anciennes traditions saxonnes.
Sites comportant des sculptures de l'école de Herefordshire
Alveley, Stottesdon, Chaddesley Corbett, Ribbesford, Rock, Billesley, Ruardean, Aston, Orleton, Shobdon, Leominster, Edvin Loach, Eardisley, Brinsop, Stretton Sugwas, Castle Frome, Hereford, Fownhope, Kilpeck, Rowlestone.

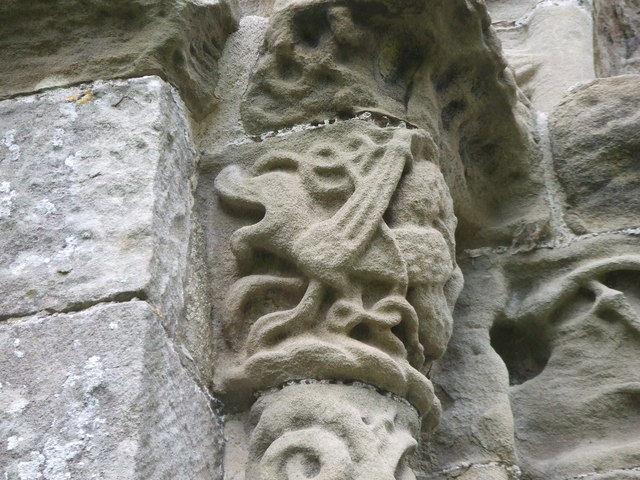
Colonne de l'arc du chœur de Shobdon
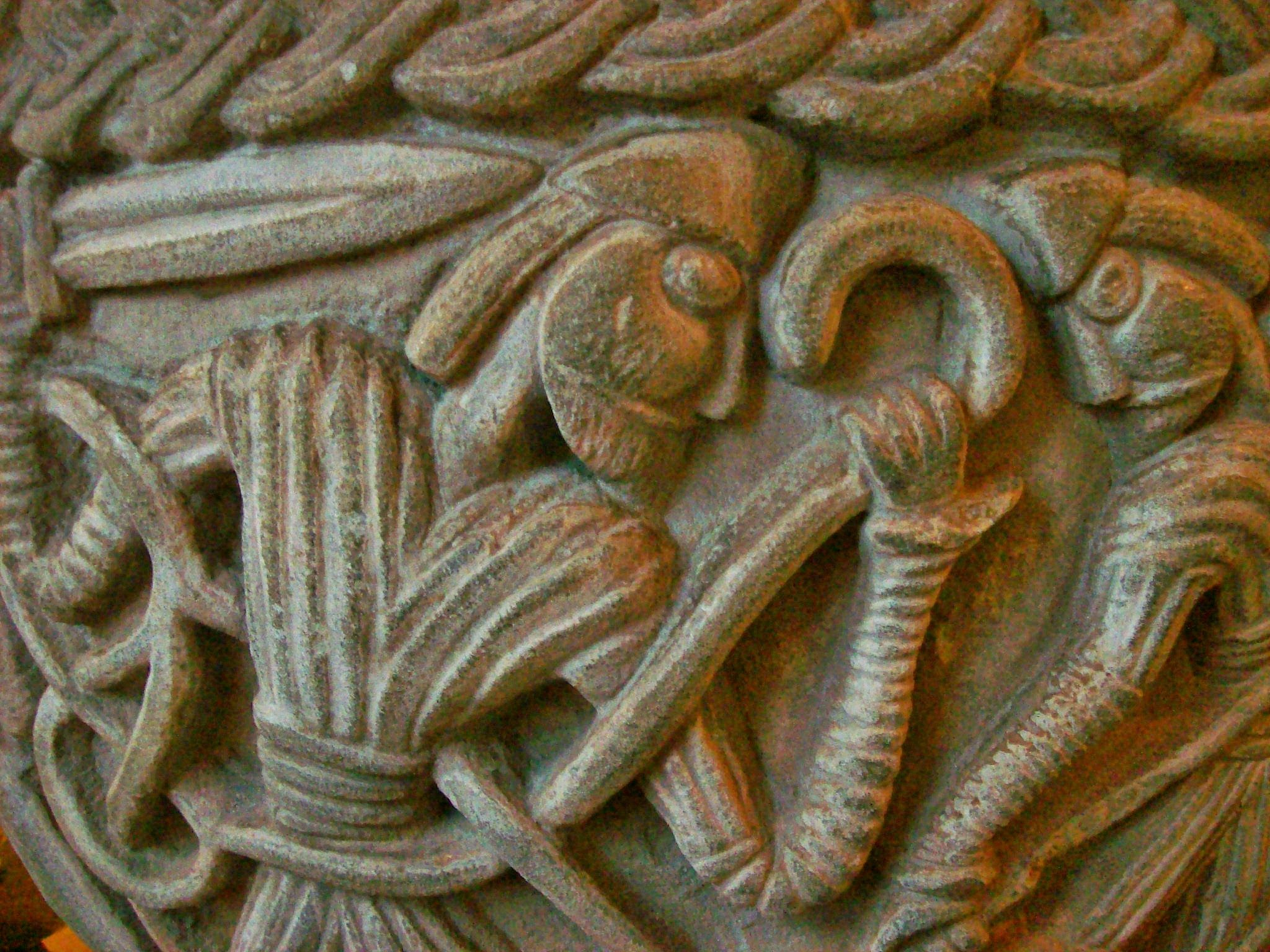
Fonts baptismaux, St Mary Magdalene d'Eardisley
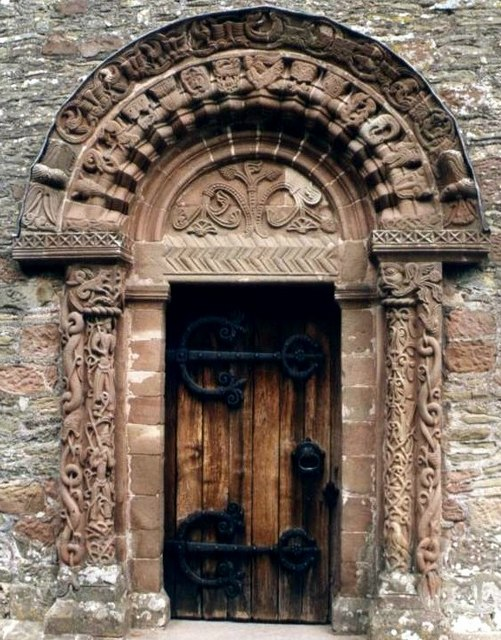
Église de Kilpeck
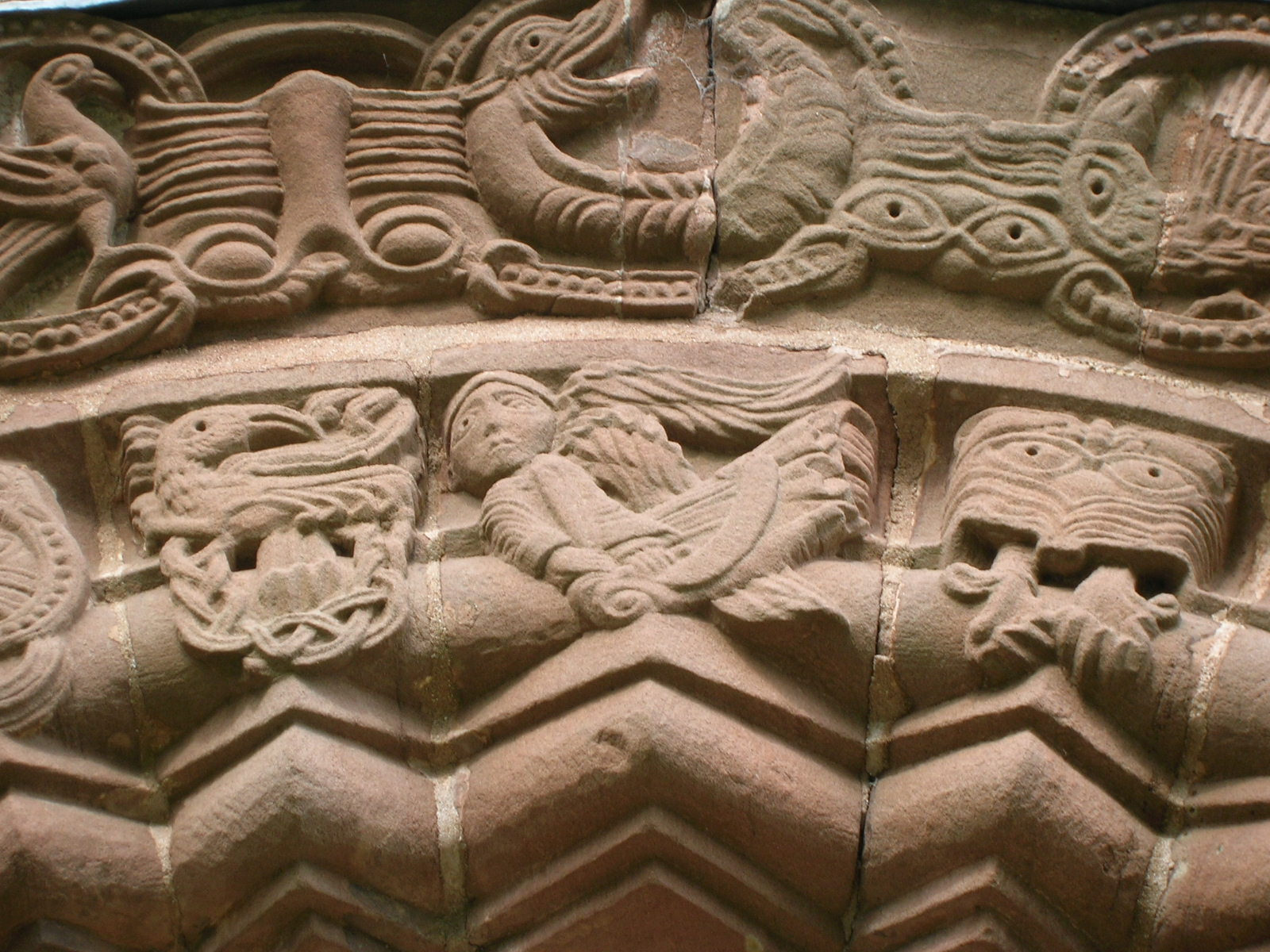
Le serpent et l'ange, Kilpeck
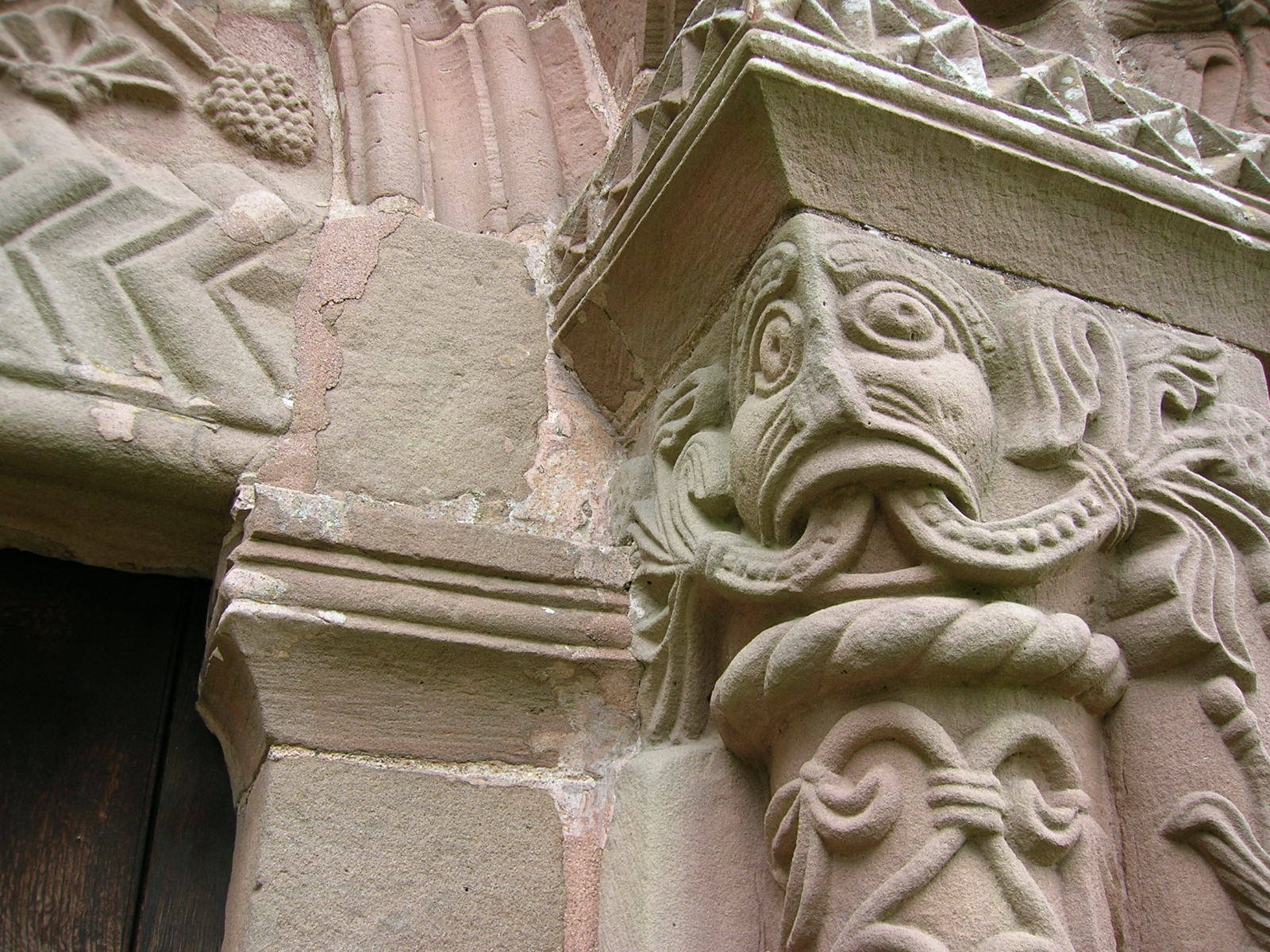
Détail du portail de Kilpeck
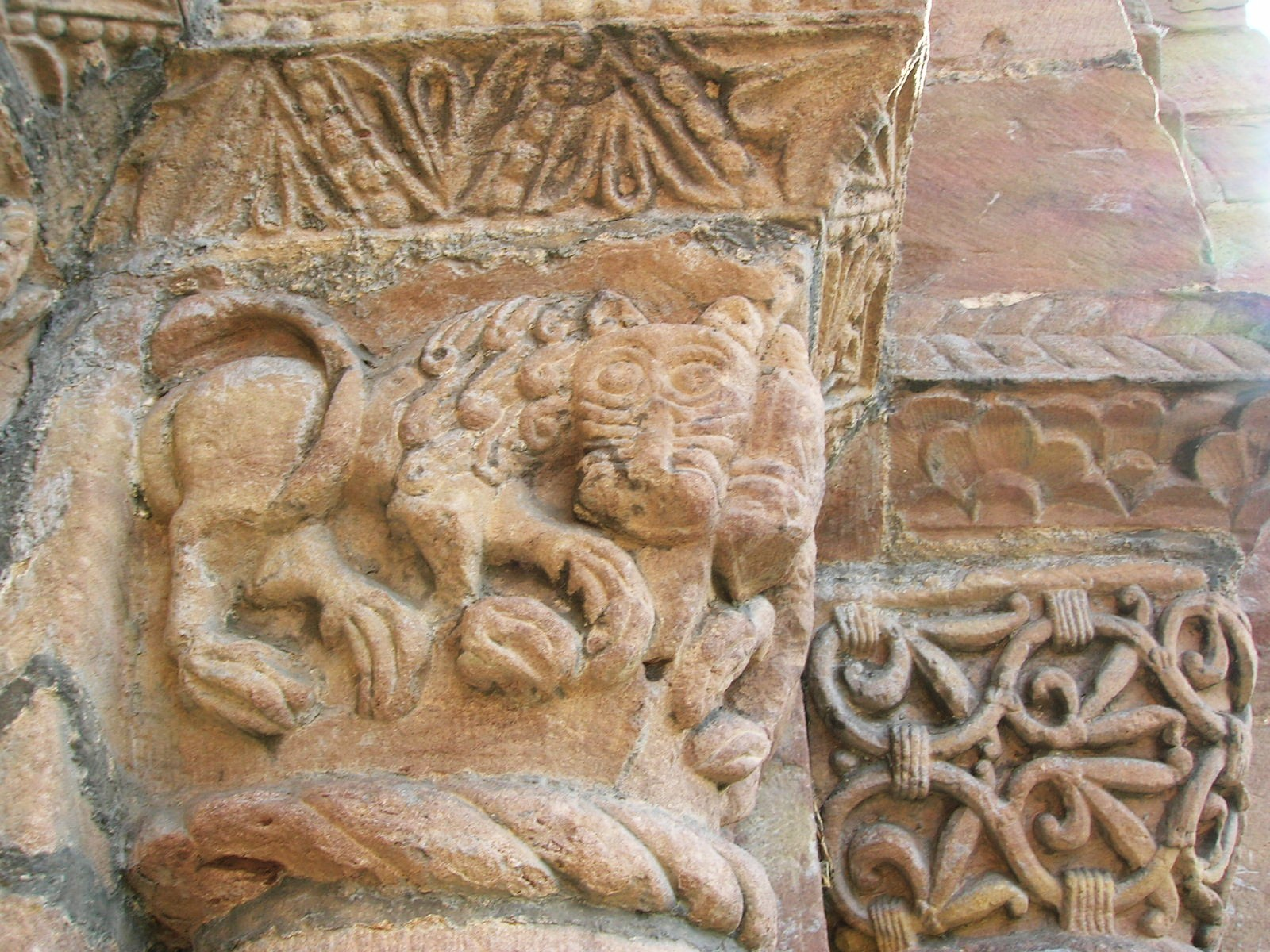
Prieuré de Leominster
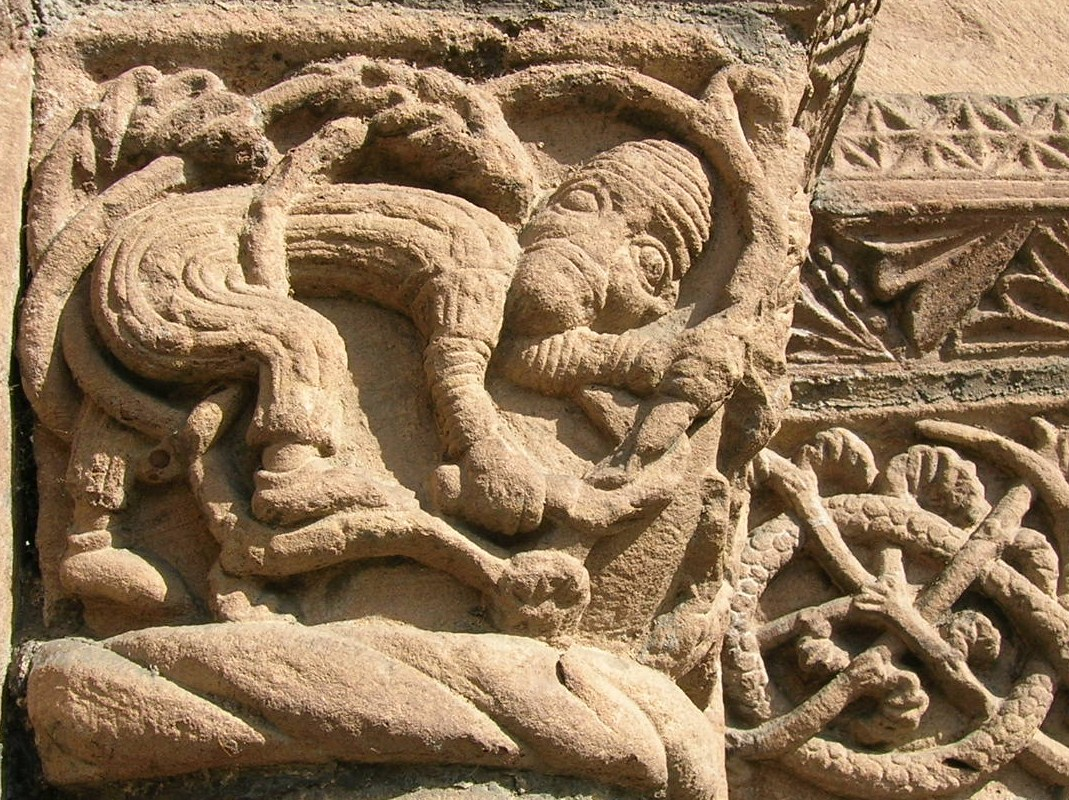
Prieuré de Leominster
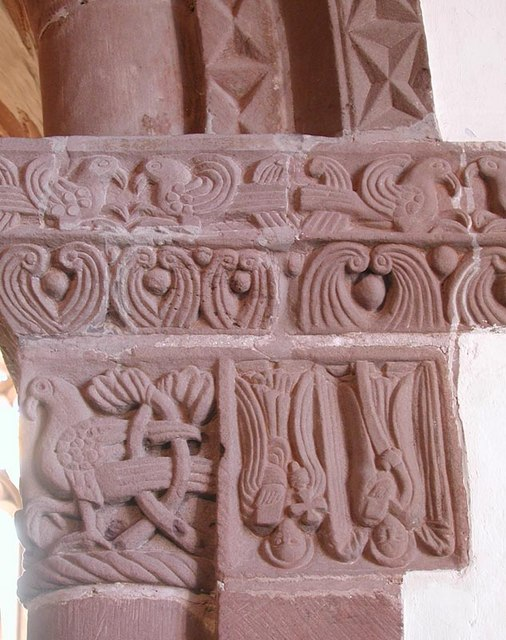
Église de Rowlestone

École du Yorkshire
L'école du Yorkshire atteint son apogée dans le troisième quart du XIIe siècle et se caractérise par un décor très élaboré. Elle a pour centre la cathédrale d'York et l'abbaye Sainte-Marie d'York mais ses débuts sont largement tributaires de la cathédrale de Durham où les trois portails Ouest sont sculptés sur les faces intérieures et extérieures.
C'est aussi à partir de Durham que les chapiteaux cubiques sculptés sont transmis à Birkin, Brayton et à l'abbaye de Selby. Les six chapiteaux octogonaux de la crypte de la cathédrale d'York reconstruite par Roger de Pont-l'Évêque (1154-1181) sont décorés de feuillages perlés. Les médaillons de cette école du Yorkshire sont traités avec grand soin avec des figures grotesques, des têtes et des rosaces.
Jusqu'à la fin du XIIe siècle, York demeure un centre de création actif, les sept statues de la cathédrale sont les vestiges les plus célèbres de cette production;
École de Barnack et d'Ely
Les chapiteaux les plus connus de ce groupe vers 1090 sont dans le bras Sud du transept de la cathédrale d'Ely. Les sculptures sont en bas-relief et portent des oiseaux, des animaux et des feuillages;

### Le gothique primitif
Les sculptures témoignent de la volonté de rivaliser avec les ensembles du premier art gothique français et sont très proches des chapiteaux de la basilique Saint-Denis et du déambulatoire de la cathédrale de Sens. Le portail de la cathédrale de Rochester avec son tympan décoré d'une Majestas et surtout ses colonnes sont les témoins de cette volonté. Ils apparaissent comme le reflet d'une première génération gothique française préfigurée par le recours à un maître français Guillaume de Sens pour reconstruire la cathédrale de Canterbury après l'incendie de 1174.

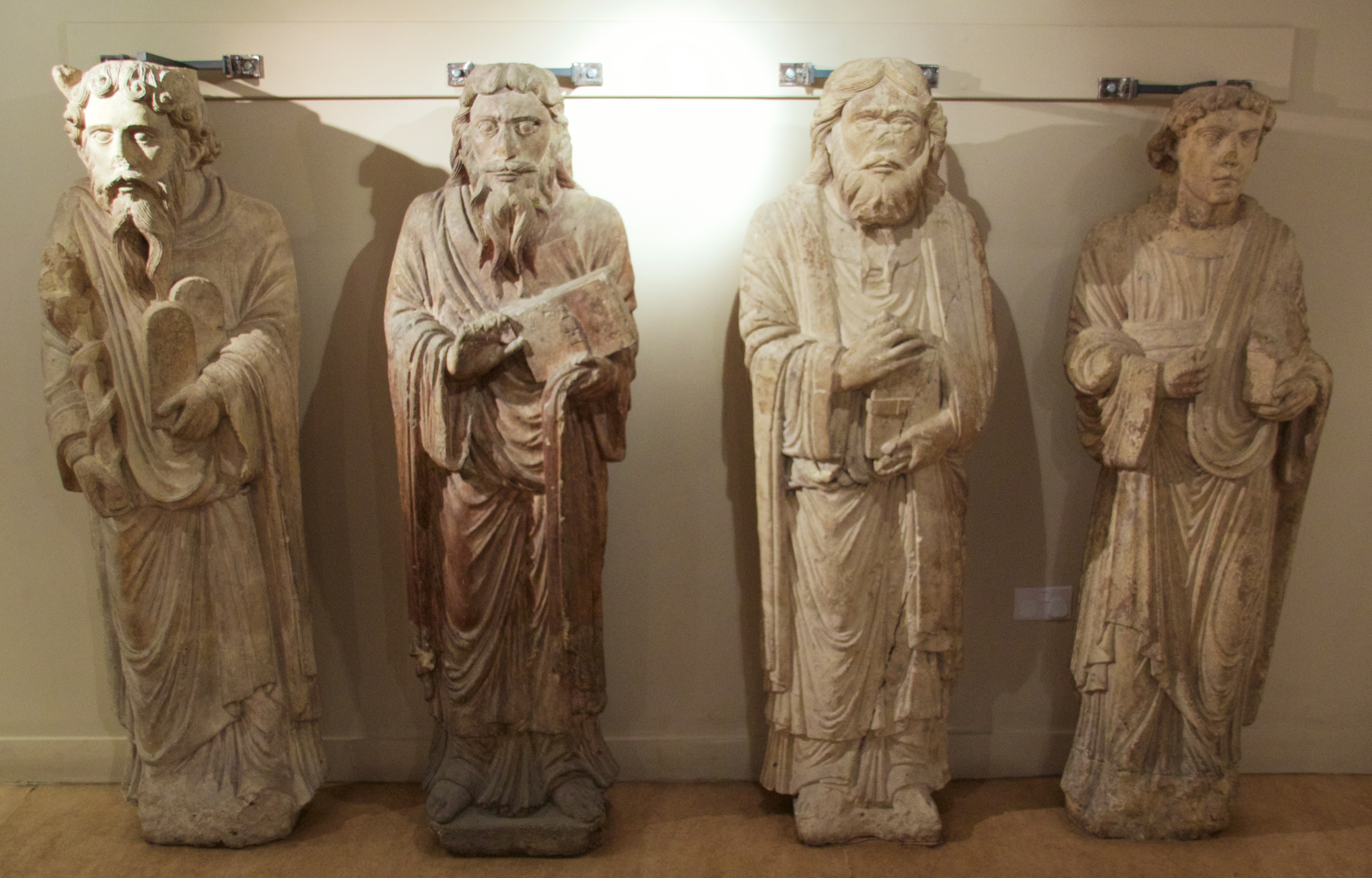
Abbaye Sainte-Marie d'York
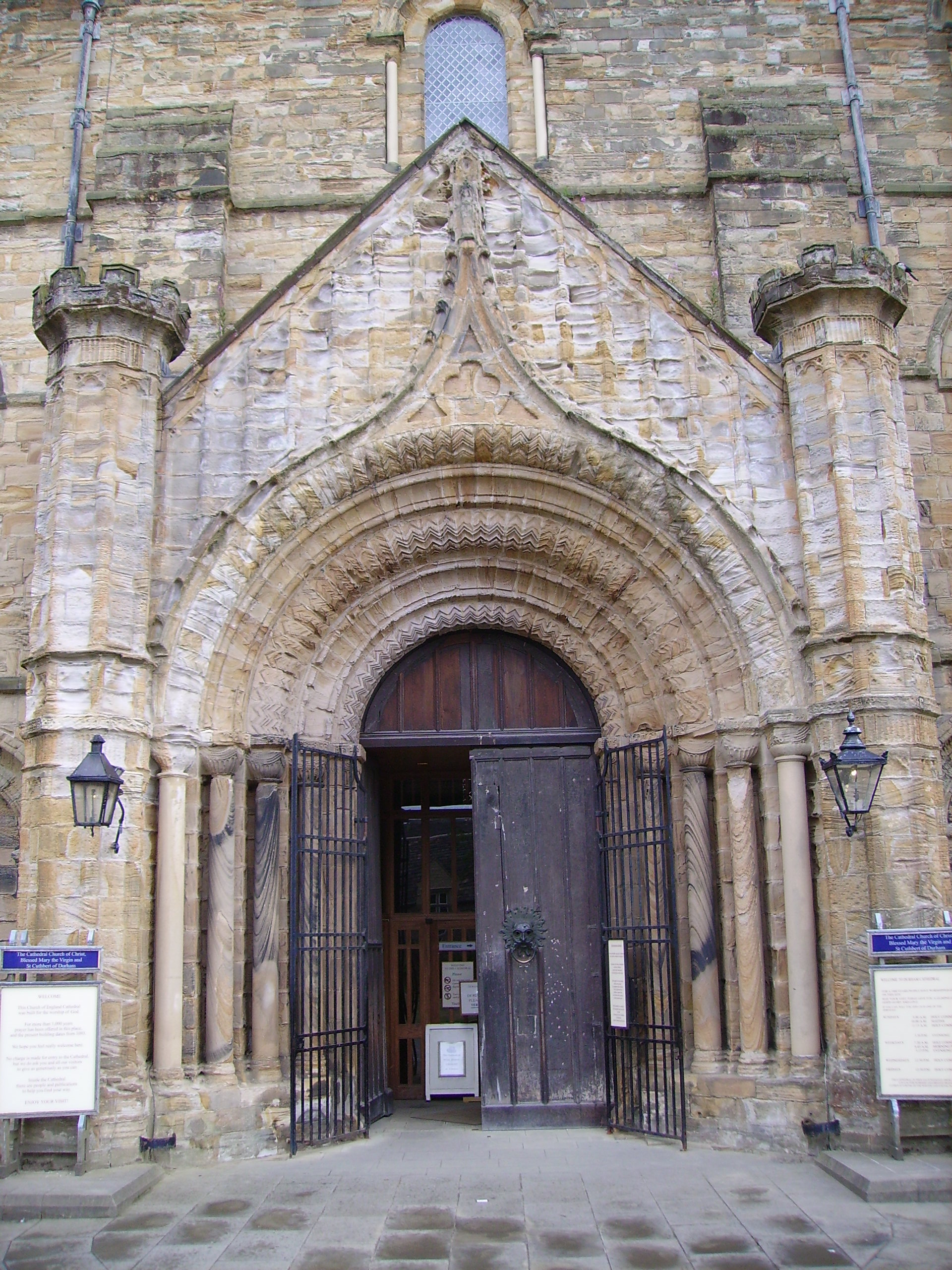
Cathédrale de Durham
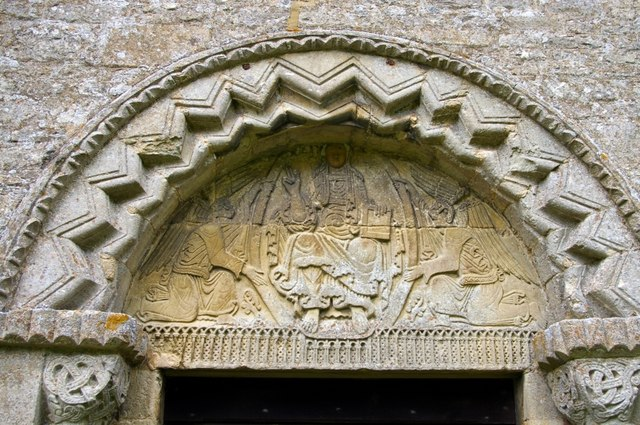
Christ en Majesté Water Stratford
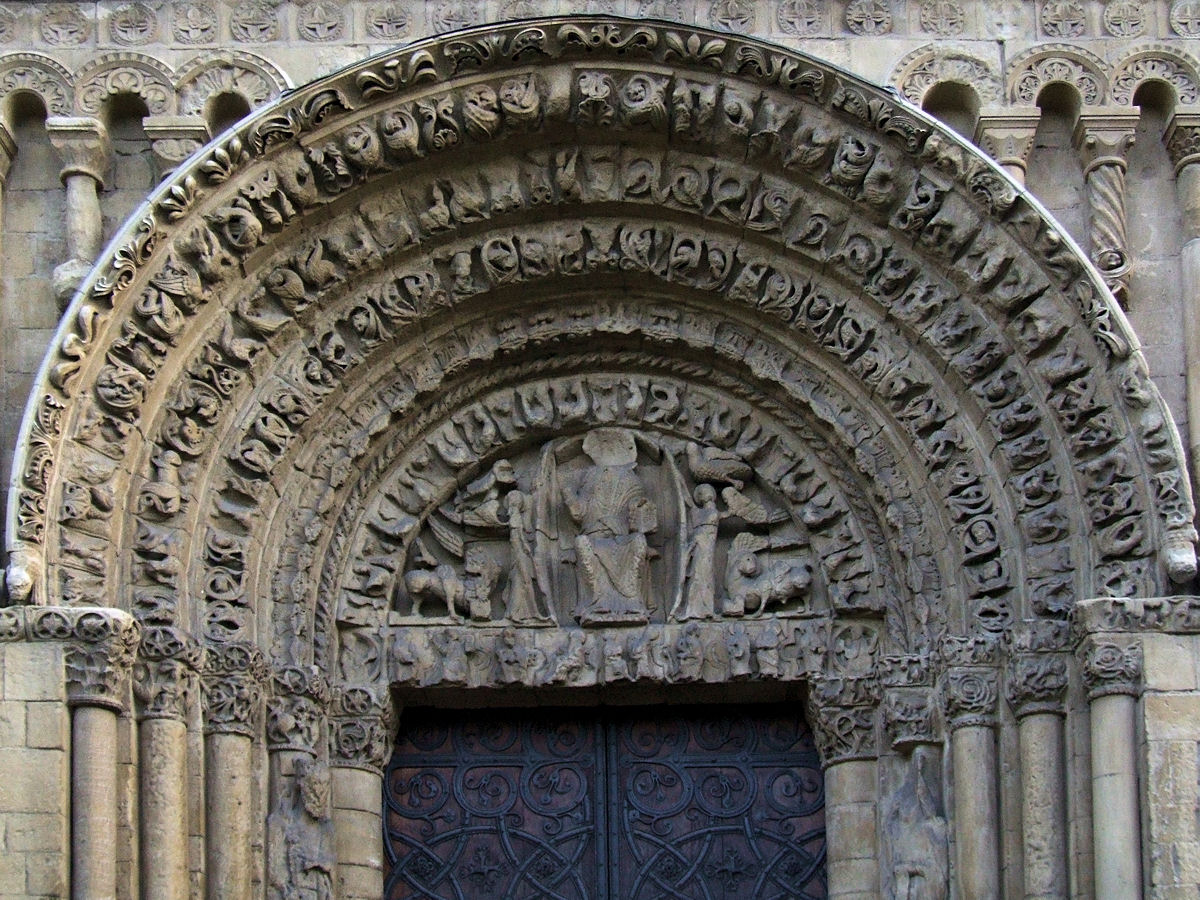
tympan gothique Cathédrale de Rochester

L'art des enlumineurs inspire en Normandie et en Angleterre les sculpteurs, ce qui caractérise la sculpture normande et anglo-normande
.

## Les ivoires, l'art du métal

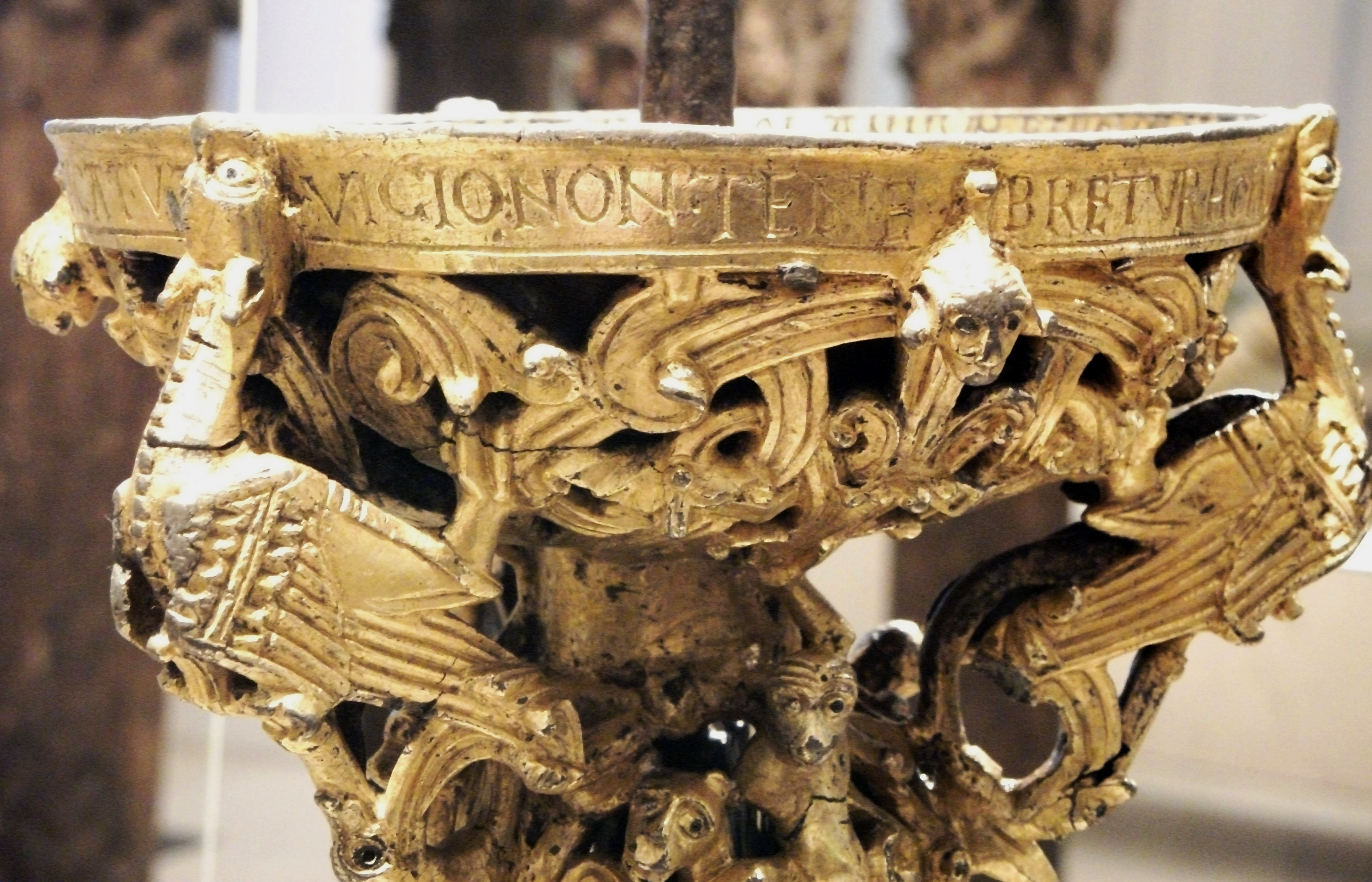
Détail du chandelier de Gloucester

Les ivoires

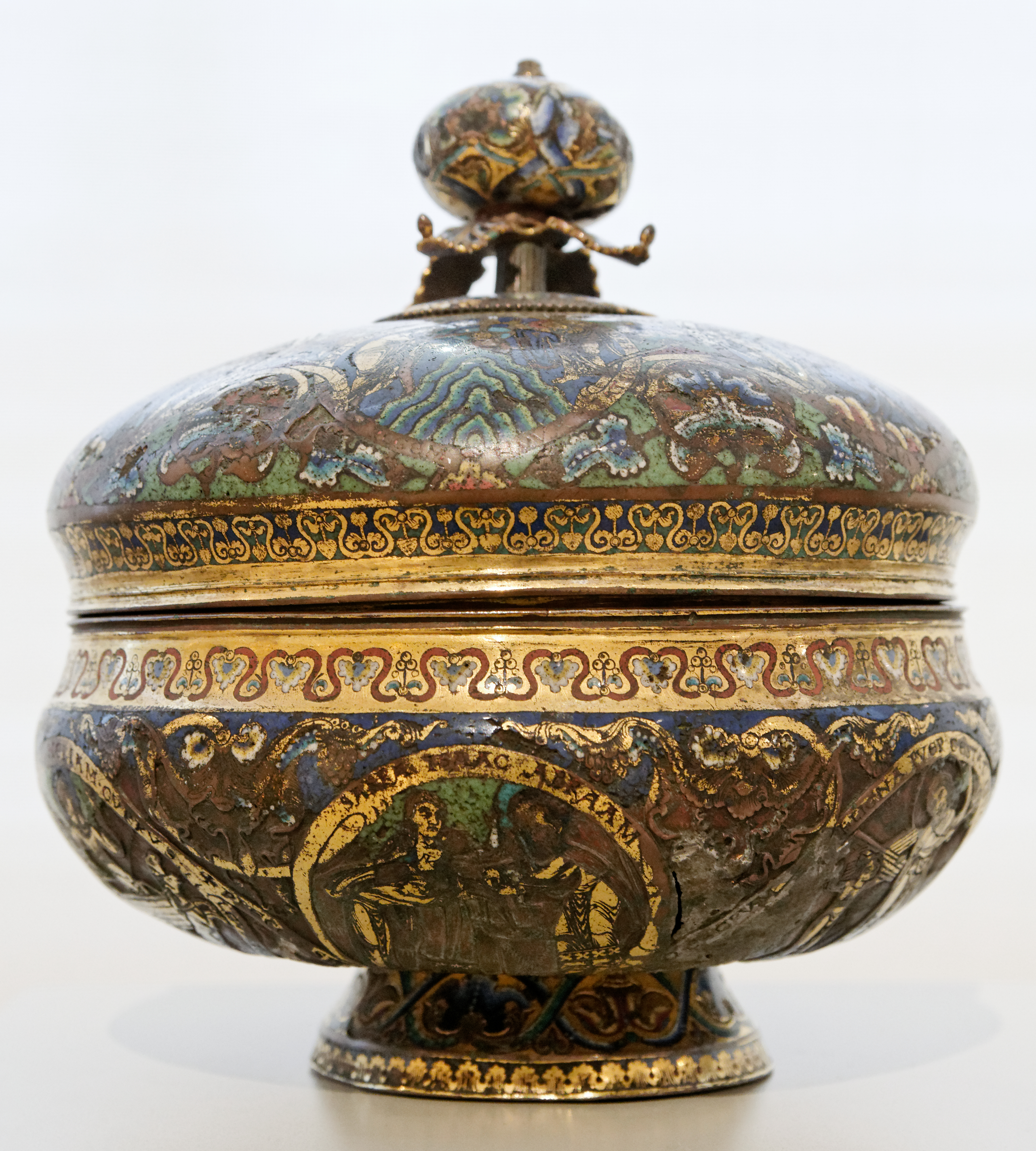
Ciboire Balfour

Le domaine des ivoires est difficile à approfondir, les localisations et datations sont très controversées. Heureusement beaucoup d'œuvres sont liées à l'enluminure et la sculpture et leur origine insulaire ne fait aucun doute. Une plaque ajourée en os de baleine et un groupe d'œuvres du début du XIIe siècle proches des manuscrits de Canterbury ou des chapiteaux de la crypte de la cathédrale, des peignes liturgiques aux figures semblables au psautier de Saint-Alban permettent de dégager une histoire des ivoires anglais d'époque romane. Les matériaux employées sont presque toujours des dents de morses ou des fanons de baleines, tandis que l'ivoire d'éléphant est souvent utilisée à l'époque gothique. La production diminue considérablement dans la phase de transition du deuxième tiers du XIIe siècle.
L'art du métal
D'une production sans doute importante, il ne reste que peu de chose. Parmi les objets localisés, le chandelier de Gloucester est une œuvre de grande qualité dans laquelle le travail du fondeur est complété par la gravure, des incrustations de verre et de petites plaques d'argent gravées en creux. Une inscription indique qu'il a été exécuté pour l'abbé Pierre et les moines de Canterbury entre 1107 et 1113. L'œuvre permet de nombreux rapprochements avec les manuscrits contemporains de Canterbury.
On trouve aussi des ciboires et des patènes funéraires souvent avec des décors et surtout des crosses, de petits objets à usage domestique et religieux, des stylets, lampes à huile, boucles de ceintures et des pieds de chandeliers, couvercles d'encensoirs et de petits Christ en croix plus élaborés. 
Les trois ciboires Morgan, Balfour, Warwick sont d'origine anglaise indiscutable, les inscriptions qui commentent les scènes sur les coupes et les couvercles sont identiques aux peintures ou vitraux de la salle capitulaire de la cathédrale de Worcester. Deux d'entre eux ont un graphisme rappelant celui du Psautier de Winchester mais les auteurs peuvent être des continentaux travaillant en Angleterre. Le ciboire Balfour en émail champlevé sur alliage de cuivre représente six scènes de la vie du Christ sur le couvercle et six scènes de l'ancien testament sur le bol à pied et peut être daté de 1150 à 1175 L'émaillerie anglaise à une palette de couleur plus transparente, plus acide et plus froide que les œuvres contemporaines mosanes ou limousines.

## Manuscrits et enluminures

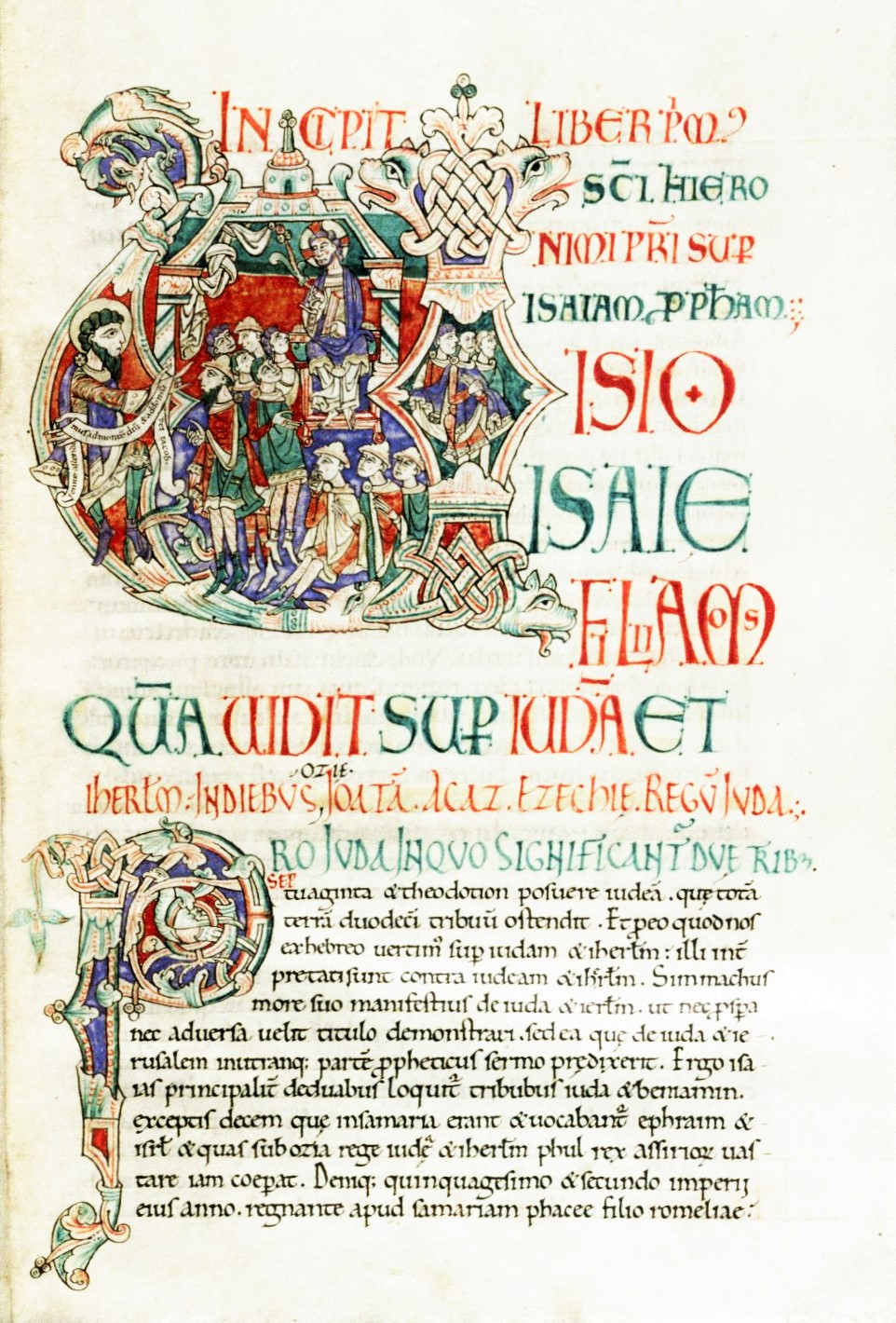
Jérome, manuscrit de l'abbaye de Jumièges de Maître Hugo transmis à la cathédrale d'Exeter

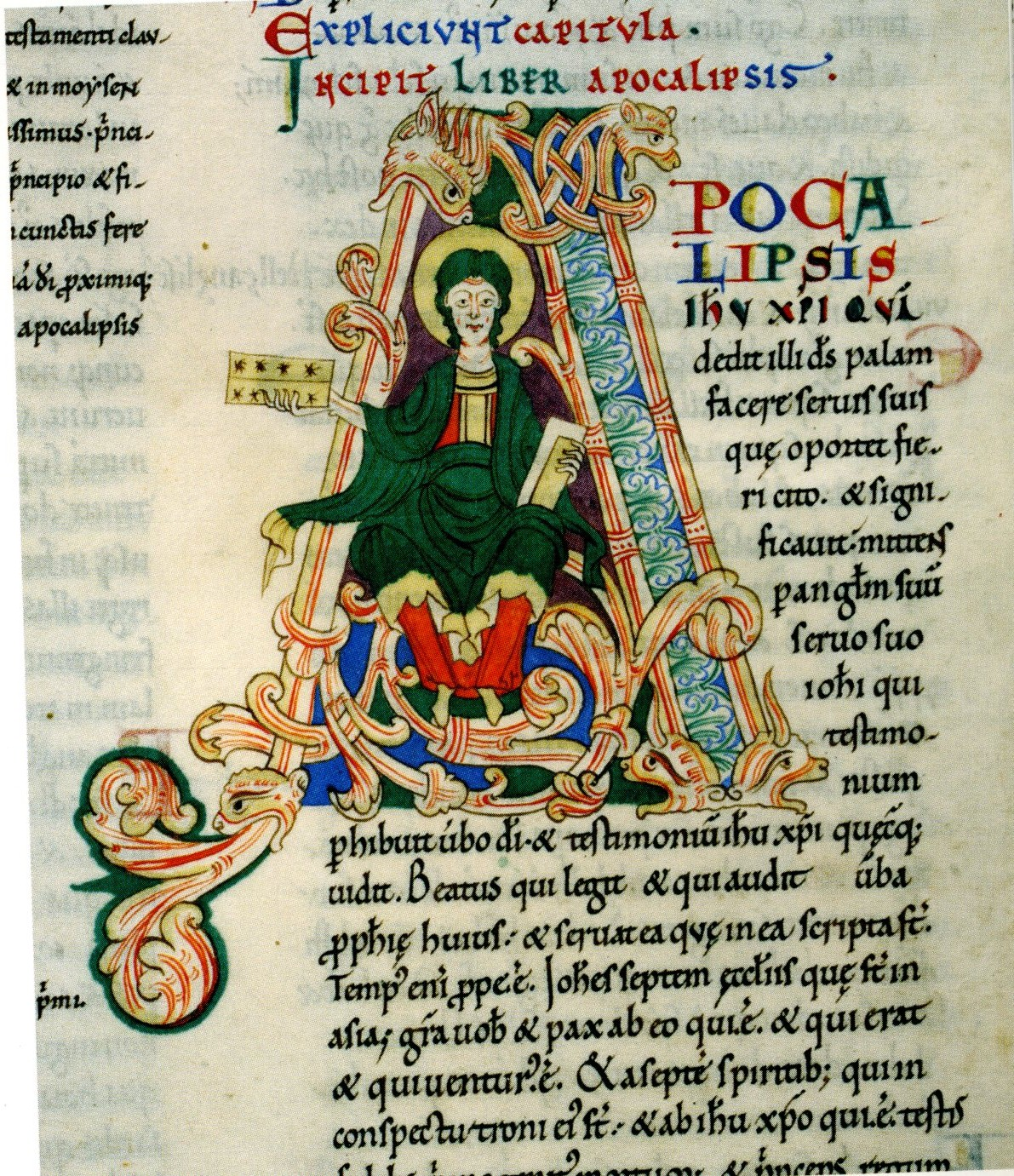
Bible normande de Guillaume de Saint-Calais transmise à la cathédrale de Durham

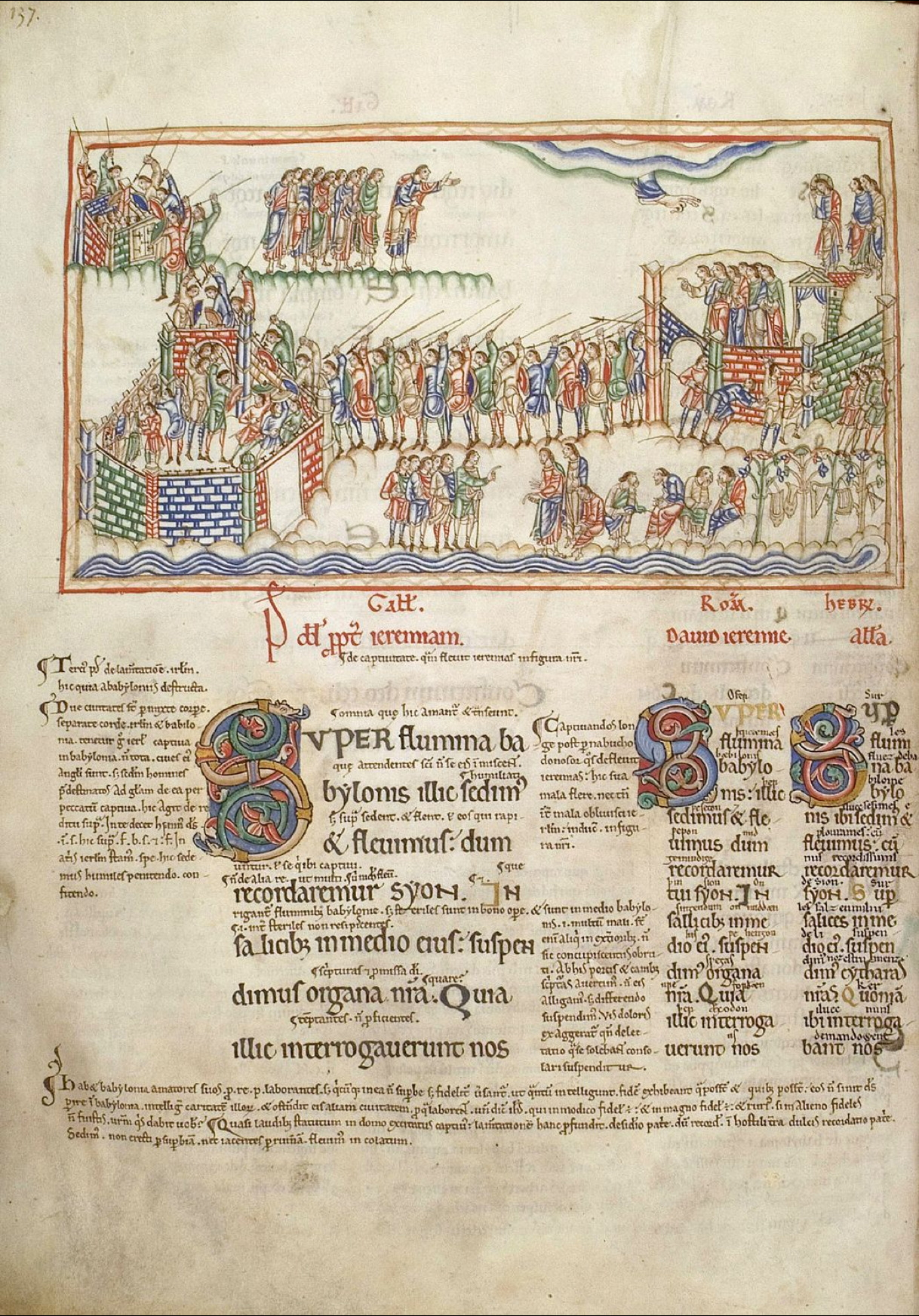
Psautier d'Eadwinecathédrale de Canterbury

Le manuscrit est une source irremplaçable de connaissance et d'appréciation du niveau intellectuel, culturel et artistique des catégories de la société qui selon les époques et les circonstances y ont accès. À l'époque romane, la production et la décoration des livres se fait essentiellement en milieu religieux et aux sièges des évêchés. La conquête normande de l'Angleterre coïncide en Europe occidentale avec une période de renouveau intellectuel et de réforme ecclésiastique qui demande des livres apportant des réponses aux questions de théologie, de doctrine et de philosophie. Les ouvrages les plus importants après la Bible sont les écrits des Pères de l'Église latine : Augustin, Jérôme, Grégoire et Ambroise. 
Avant 1066, la majorité des moines et des clercs anglais ont une médiocre connaissance du latin et utilisent des livres en langue vernaculaire. Pour que les copistes anglais puissent copier les textes essentiels, il faut les importer du continent. Lanfranc, archevêque de Canterbury et Herbert, évêque de Norwich demande des livres et des copistes aux abbayes normandes, l'évêque de Durham amène des copistes du Bec qui dominent la production jusqu'au début du XIIe siècle. Aux XIe et XIIe siècles, la Normandie exporte vers l'Angleterre 32 ouvrages. Canterbury reçoit 6 livres de l'abbaye du Bec, de l'abbaye Saint-Pierre de Préaux et de l'abbaye du Mont-Saint-Michel, la cathédrale d'Exeter: 17, la cathédrale Saint-Paul de Londres: 2, l'abbaye de Malmesbury: 1, la cathédrale de Salisbury: 1, la cathédrale de Worcester: 1 plus quatre de provenance incertaine. Dans le demi-siècle qui suit la conquête, l'Angleterre et la Normandie forment une ère culturelle commune. 
La grande période créatrice des XIe et XIIe siècles à son apogée dans les scriptoria monastiques aux environs de 1100. Cette floraison exceptionnelles doit être mise en parallèle avec l'apogée romane de l'architecture. Elle est le fruit d'un jeu complexe d'influences des écoles carolingiennes et anglo-saxonnes. Les conquêtes normande de l'Angleterre et de l'Italie du Sud au XIe siècle ont élargi le champ des relations artistiques et intensifié les courants d'échanges. Dès le début du XIe siècle, le renouveau monastique de Normandie et le développement des scriptoria de l'abbaye du Mont-Saint-Michel et de l'abbaye de Fécamp bénéficient de l'influence de l'enluminure anglo-saxonne et il se crée en Normandie un style marqué par la conjonction de traditions carolingiennes et d'apports d'Angleterre .
La conquête normande de l'Angleterre amène une rupture toute relative dans les arts du livre dans les îles Britanniques. Plusieurs manuscrits venus de Normandie traversent la Manche, comme la Bible de Guillaume de Saint-Calais mais leur influence reste limitée au domaine des lettrines ornées. Les scriptoria anciens tels que ceux de Canterbury continuent à produire en continuant le style anglo-saxon d'avant la conquête. L'évangéliaire de Mostyn (Morgan Library, M777) exécuté peut-être à Gloucester vers 1120 reproduit ainsi les évangélistes assis sur leur symbole mélangeant à la fois un modèle insulaire en l'adaptant au style carolingien mais sans faire référence au nouveau style roman en cours sur le continent.
Abbaye de Saint-Alban
Il faut attendre les années 1120 pour que le style italo-byzantin soit adopté localement mais avec une adaptation dans les traits des personnages notamment : les traits sont émaciés, les yeux agrandis et les plis des vêtements emboités. C'est à l'abbaye de Saint-Alban (Herefordshire) que se met en place ce style de manière la plus achevée. Vers 1120-1130, y est exécuté le célèbre psautier de Saint-Alban dont les miniatures en pleine page sont inspirées de modèles à la fois anglo-saxons, byzantins et ottoniens. Les motifs des encadrements, les couleurs de fond et les modelés des personnages obtenus à partir de rehauts de blanc sont directement issus du style italo-byzantin. Ce style original que développe le Maître du psautier de Saint-Alban, qui s'est sans doute déplacé dans d'autres scriptoria, influence durablement les autres artistes d'Angleterre à cette époque. Il s'est ainsi sans doute rendu à l'abbaye de Bury St Edmunds (Suffolk) où il a réalisé les miniatures d'une Vie de saint Edmond (Pierpont Morgan Library, M736). C'est un de ses disciples qui est sans doute à l'origine de la décoration du psautier de Shaftesbury (British Library, Landsdowne 383) vers 1130-1140, qui comporte un cycle de 8 miniatures pleine page.
Abbaye de Bury St Edmunds
À l'abbaye de Bury St Edmunds, l'abbé Anselme de San Saba, d'origine italienne, entre 1121 et 1148, est le protecteur d'un artiste à la fois peintre et sculpteur, Maître Hugo à l'origine de manuscrits parmi les plus originaux. Il peint la Bible de Bury (Corpus Christi College (Cambridge), ms.2), entre 1135 et 1140, aux couleurs inédites et aux figures de plus en plus réalistes. Pour représenter les personnages, sont dessinés des plis de vêtements d'aspect mouillé censés adhérer à la forme du corps des personnages et mettant en valeur leur anatomie. Ce style d'origine byzantine est appelé damp fold style et influence toute l'enluminure anglaise par la suite.
Cathédrale de Canterbury
Le centre de Canterbury reste relativement à l'écart de ce style, l'influence italo-byzantine se limitant aux représentations des figures. Le psautier d'Eadwine (Trinity College (Cambridge), Ms.R.17.1) est en fait une copie du psautier d'Utrecht copié notamment vers 1147 par le scribe Eadwine Basan (en) dont le portrait représenté au folio 283v est d'inspiration italo-byzantine dans la figure mais reste très insulaire dans les ornementations notamment des plis du vêtement. Le même Eadwine est à l'origine de la bible de Douvres (Corpus Christi College, Cambridge), plus byzantinisante dans son style. Un autre artiste majeur de Canterbury est le Maître de la Bible de Lambeth, qui peint ce manuscrit (Lambeth Palace, Ms.3), inspiré par le style de Maître Hugo et qui influence l'enluminure du nord de la France par des voyages sur le continent. Il influence aussi la réalisation du Psautier d'Henri de Blois (British Library, Cotton Nero C.IV) réalisé à Winchester vers 1150 lui aussi dans un style très inspiré de la peinture byzantine.
Cathédrale de Winchester
Un autre lieu majeur de l'enluminure romane en Angleterre est la cathédrale de Winchester et le plus célèbre manuscrit produit sur place est la bible du même nom (Bibliothèque capitulaire de Winchester), entamée vers 1150, poursuivie jusque 1180 et finalement laissée inachevée. Deux campagnes de décorations se sont succédé, la première inspirée de Maître Hugo et de Saint-Alban, la seconde directement par l'art byzantin.
Cathédrale d'York
Il faut attendre les années 1170 pour que le nord de l'Angleterre retrouve une vitalité artistique dans le domaine de l'enluminure comparable à celle du sud, avec un style adapté du damp fold style. Le Psautier Hunter (Hunterian Library de l'Université de Glasgow, ms.U.3.2), produit à la cathédrale d'York vers 1170 est représentatif de ce style. Le psautier de Copenhague lui est apparenté, même s'il est légèrement postérieur (Bibliothèque royale (Danemark), Thott.143.2°). 
Les bestiaires
Le monde anglo-normand tout entier est fasciné par le bestiaire où la nature sert de leçon de comportement à l'homme et où le réel se confond avec le fantastique tout en excitant l'imagination. Les bestiaires de luxe ornés d'enluminures peintes sur fond d'or sont en vogue en Angleterre au cours du dernier quart du XIIe siècle près d'une élite cultivée . Au XIIe siècle, peu de manuscrits continentaux peuvent rivaliser avec la production anglaise. Plusieurs manuscrits richement illustrés de cette période sont parvenus : le bestiaire d'Aberdeen, le bestiaire de Radford daté de 1187 (Morgan Library, M.81) ou encore le bestiaire d'Ashmole, plus tardif.
La transition gothique
Le psautier anglo-catalan (BNF, Lat.8846) dernière copie du psautier d'Utrecht dont la première partie a été décorée à Canterbury au tout début du XIIIe siècle, marque la transition progressive vers le style gothique,.

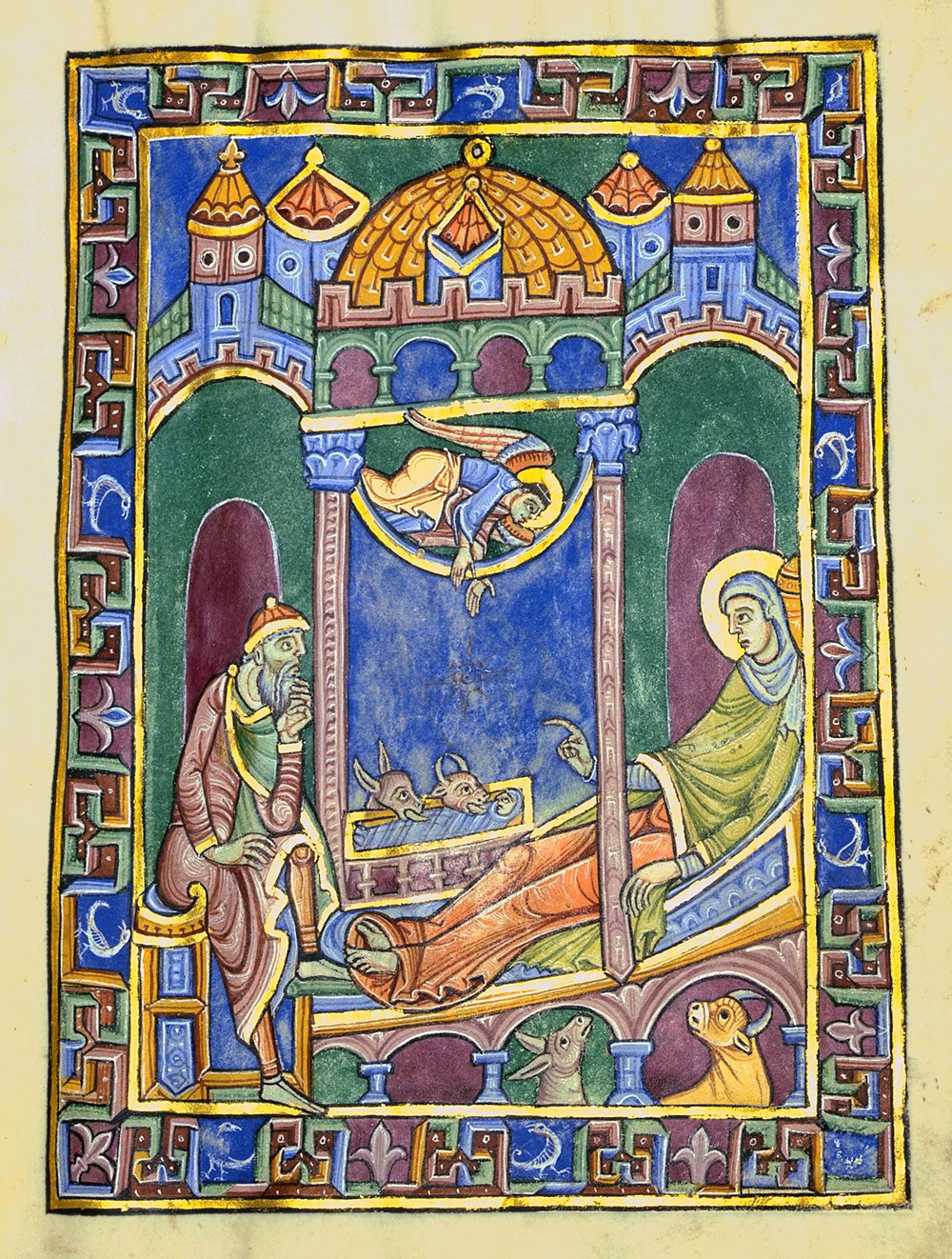
Psautier de Saint-Alban, la Nativité
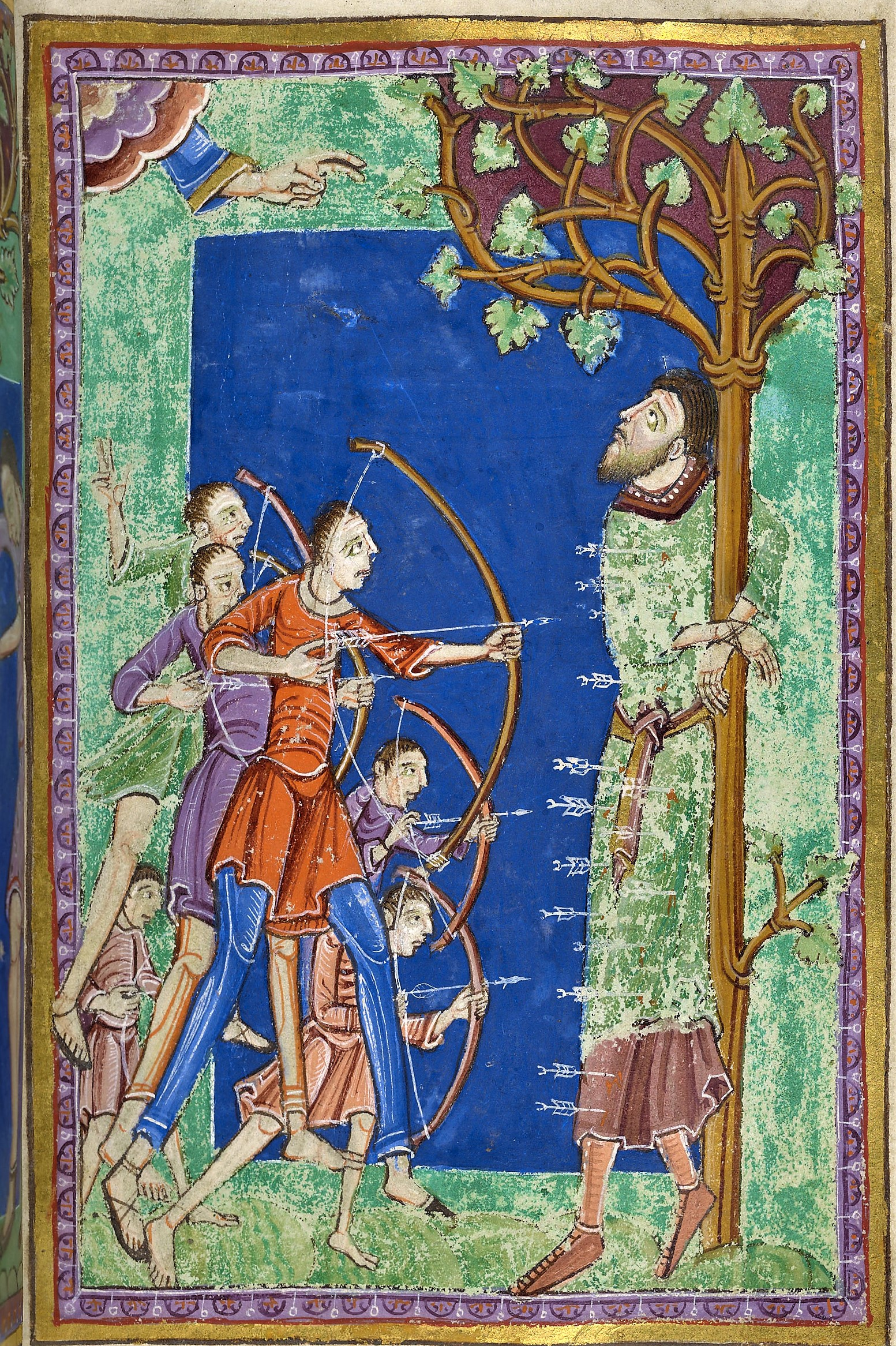
Vie de saint Edmond, le martyre
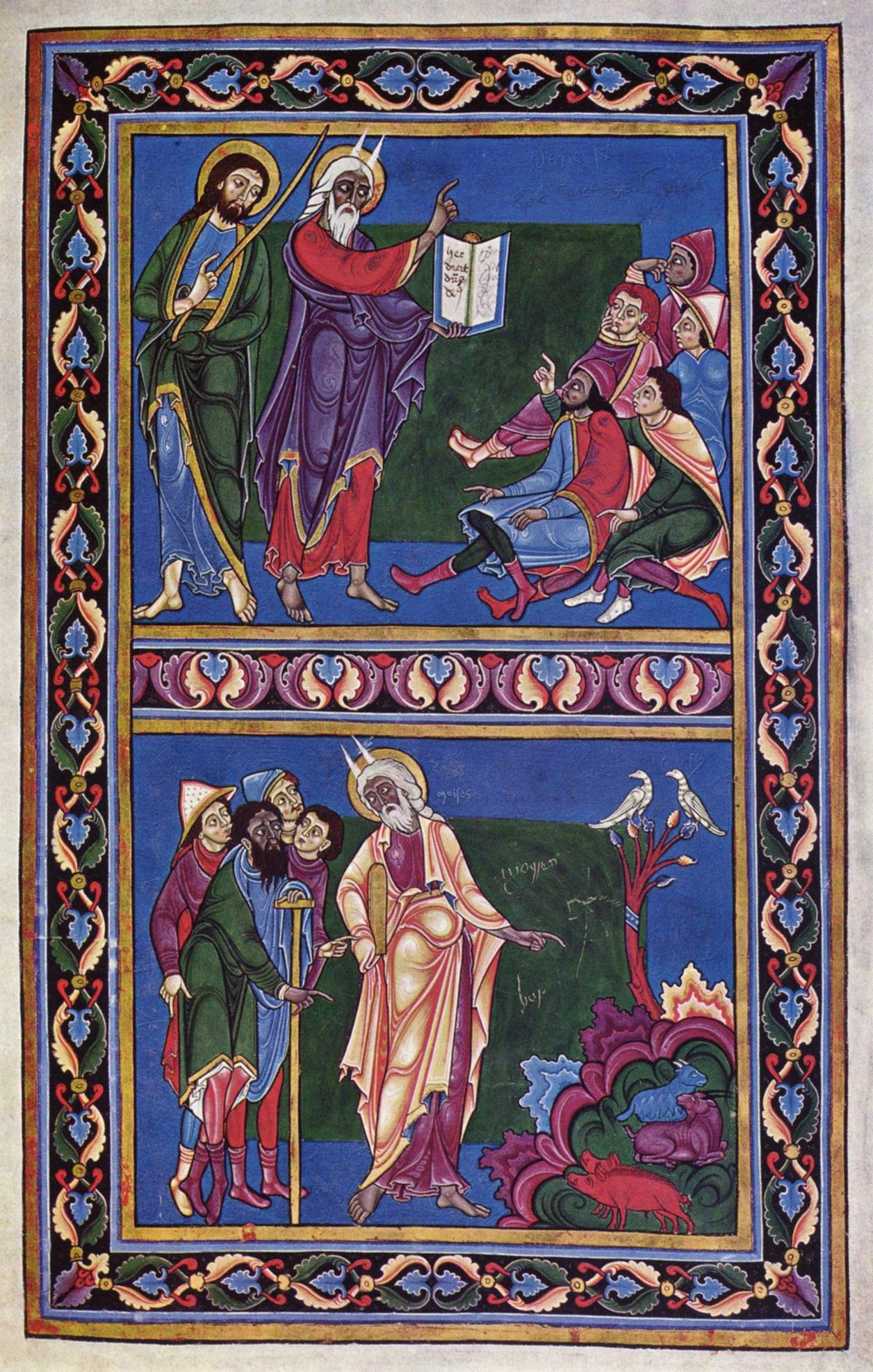
Bible de Bury
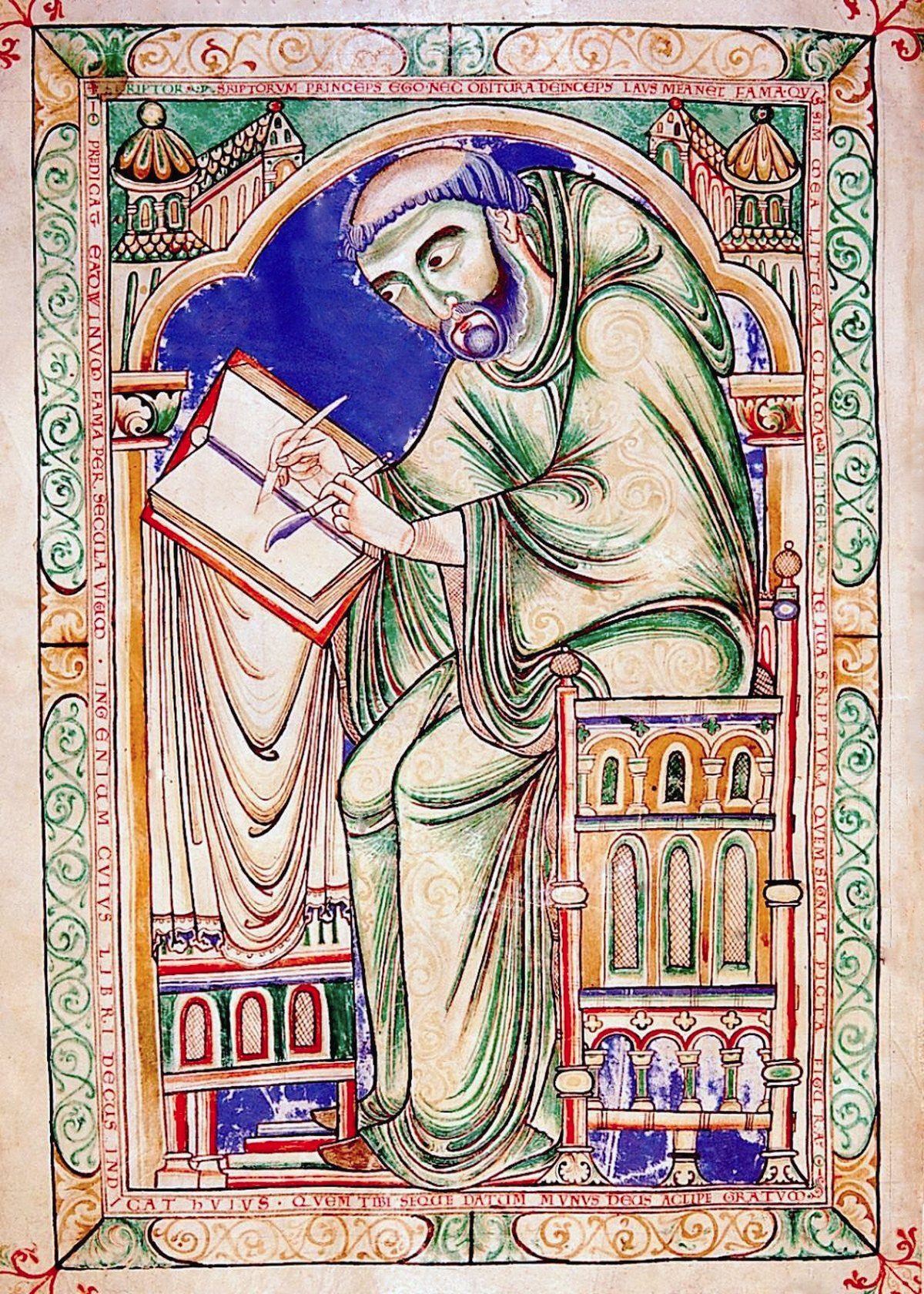
Portrait d'Eadwine, Psautier d'Eadwine.
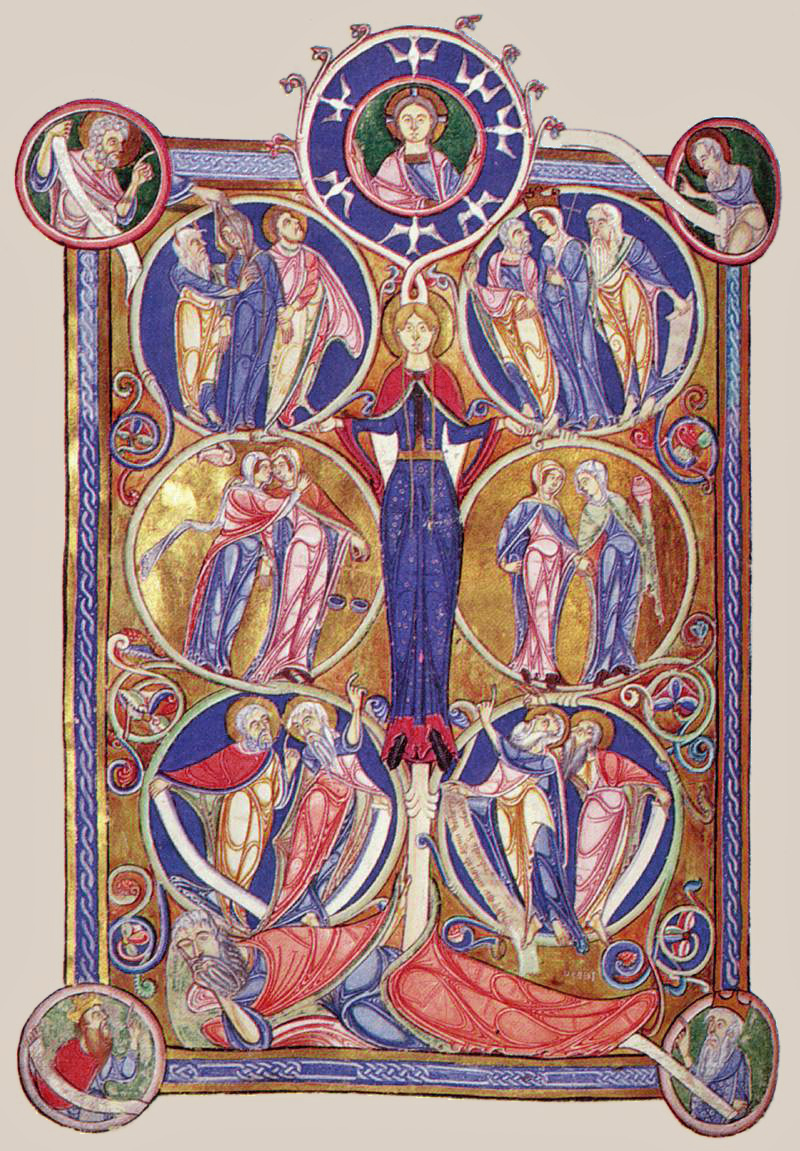
Bible de Lambeth, l'arbre de Jessé
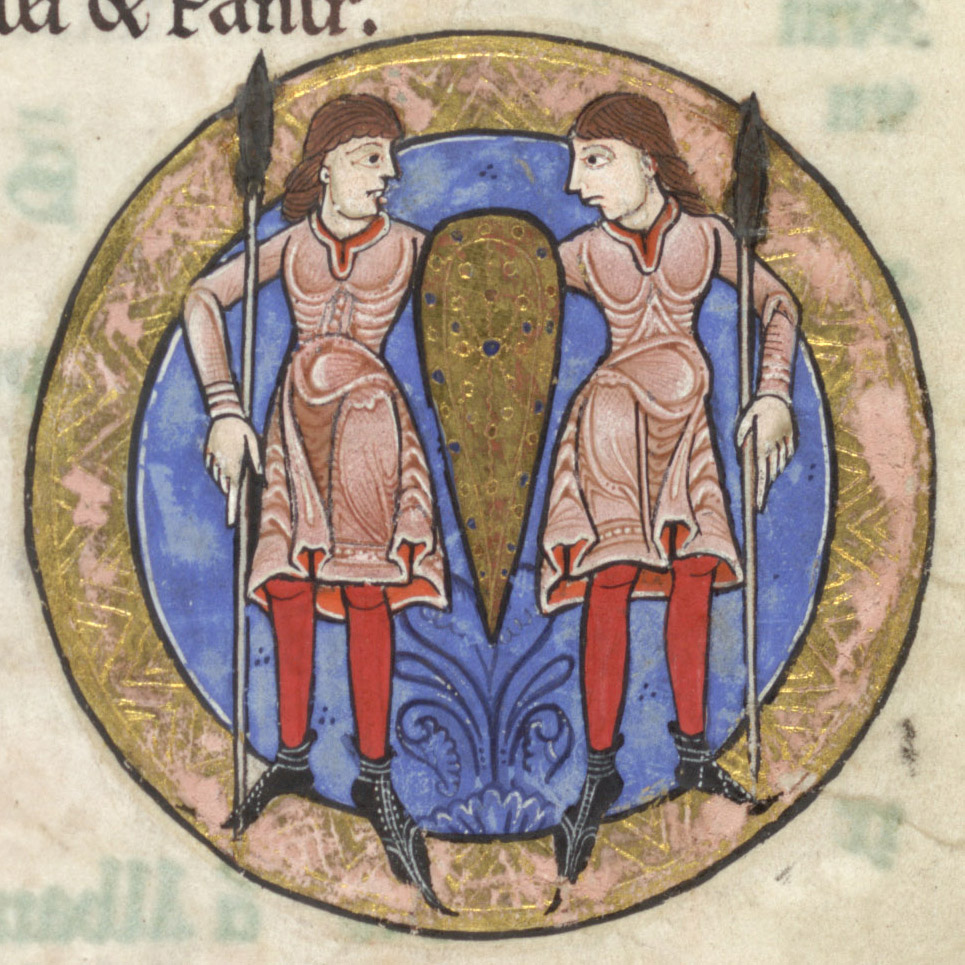
Le Psautier Hunter, les gémeaux
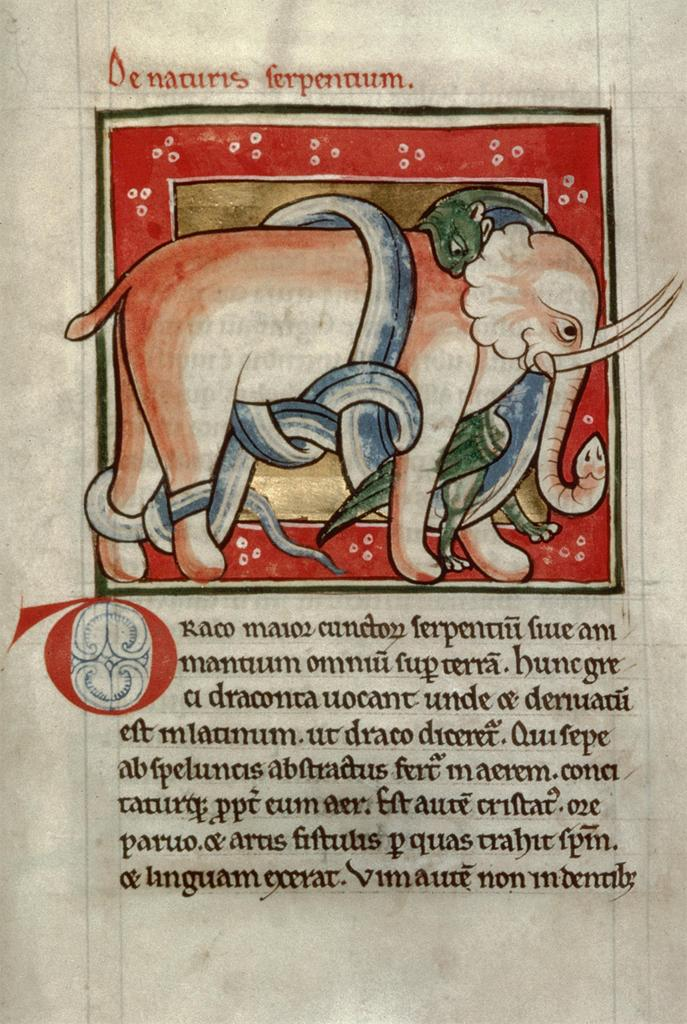
Bestiaire de Radford, l'éléphant
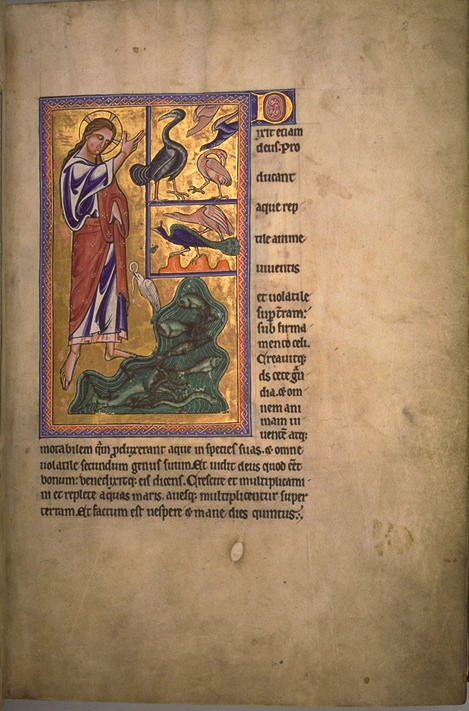
Bestiaire d'Aberdeen, la création des oiseaux
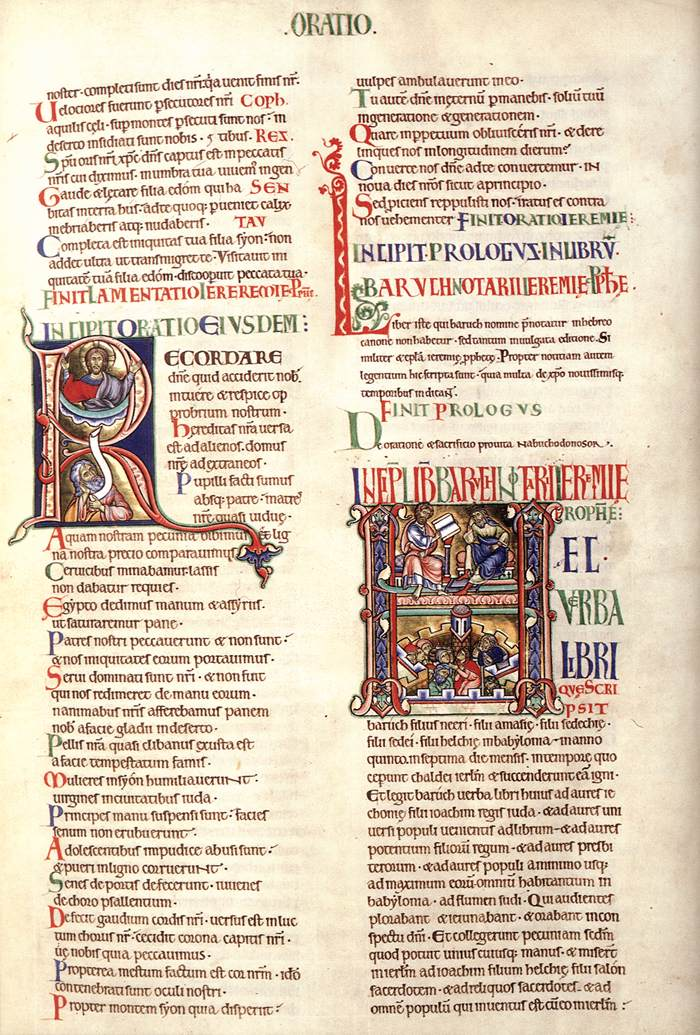
Bible de Winchester
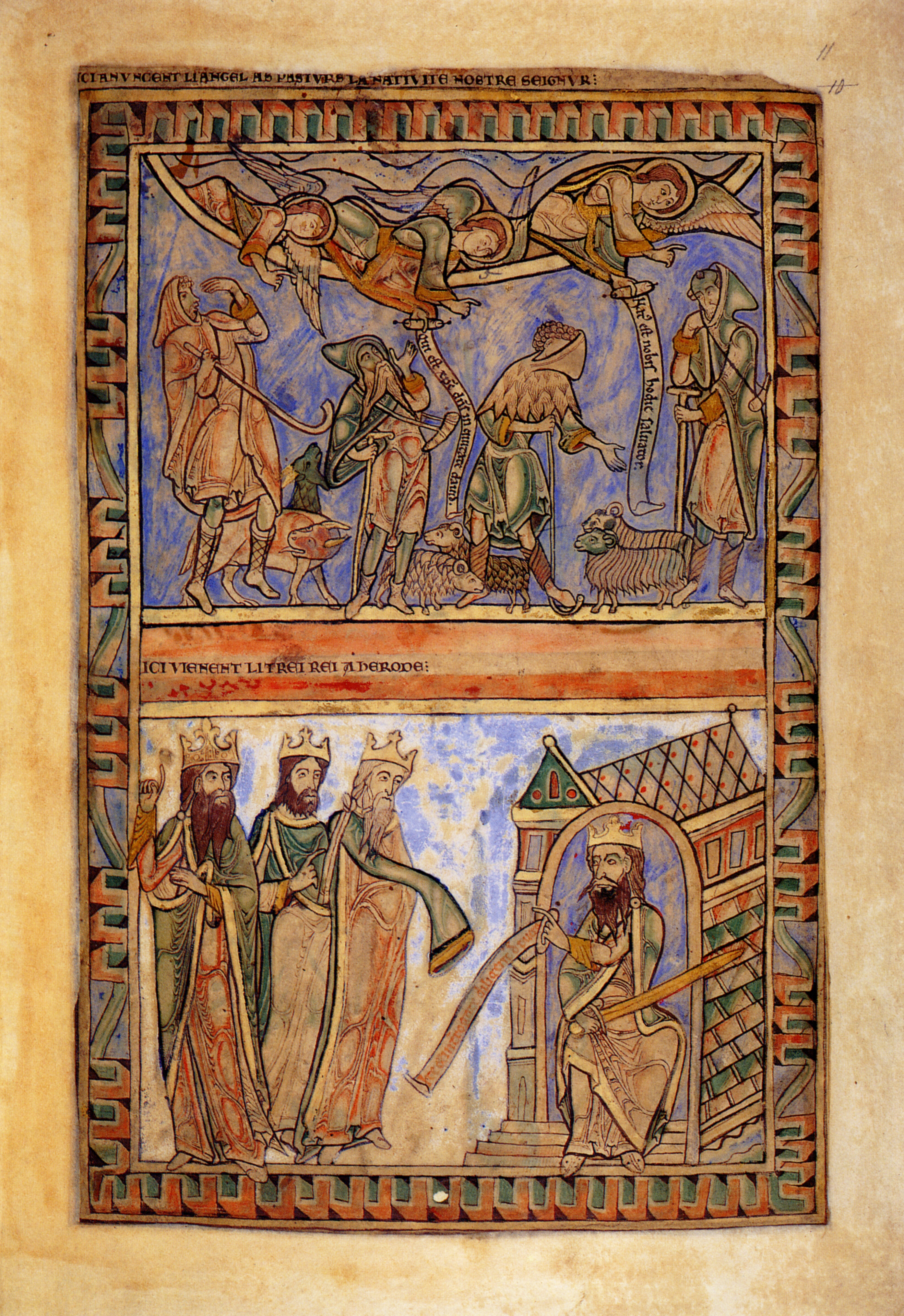
Psautier d'Henri de Blois
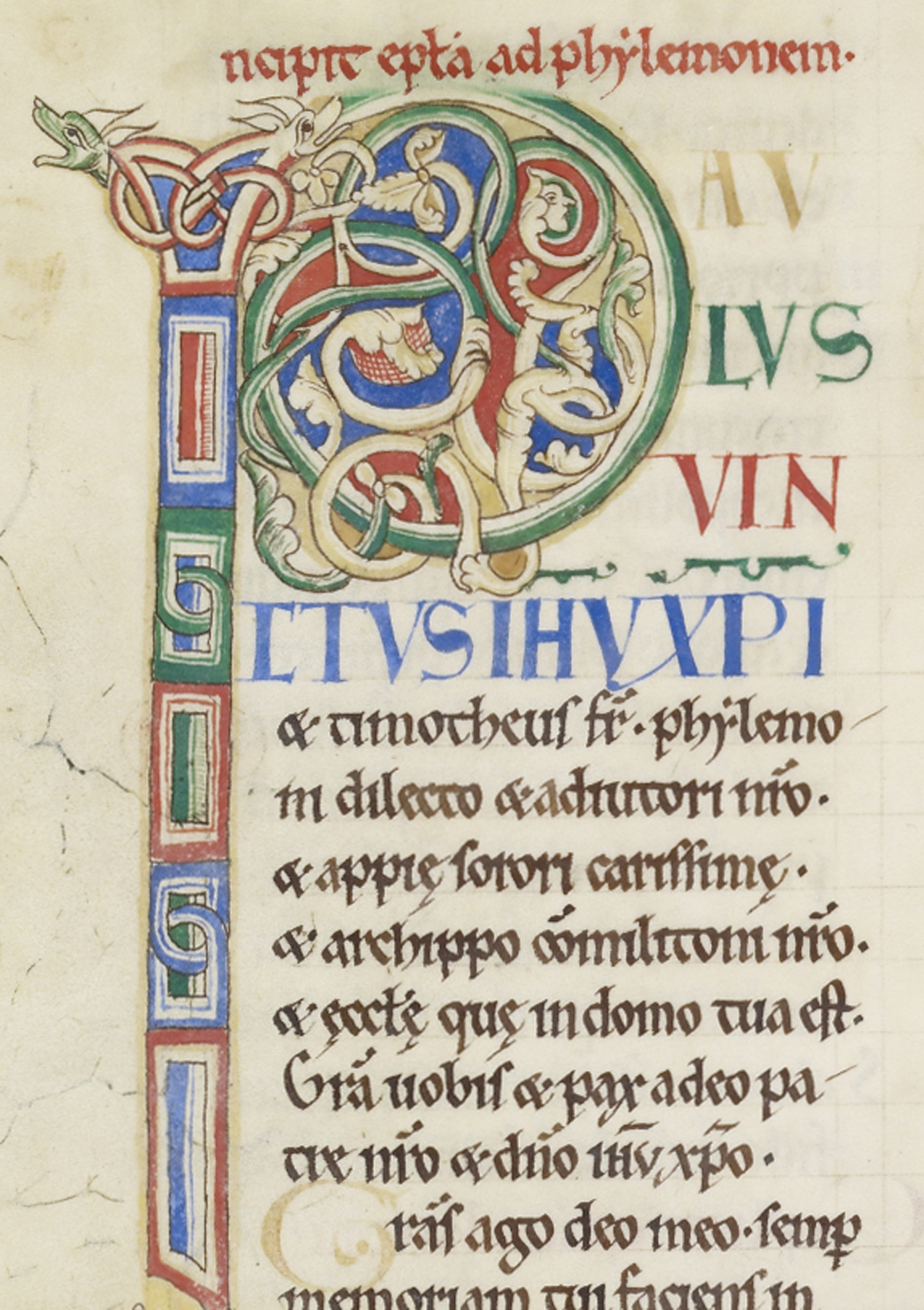
Bible de Rochester (XIIe)
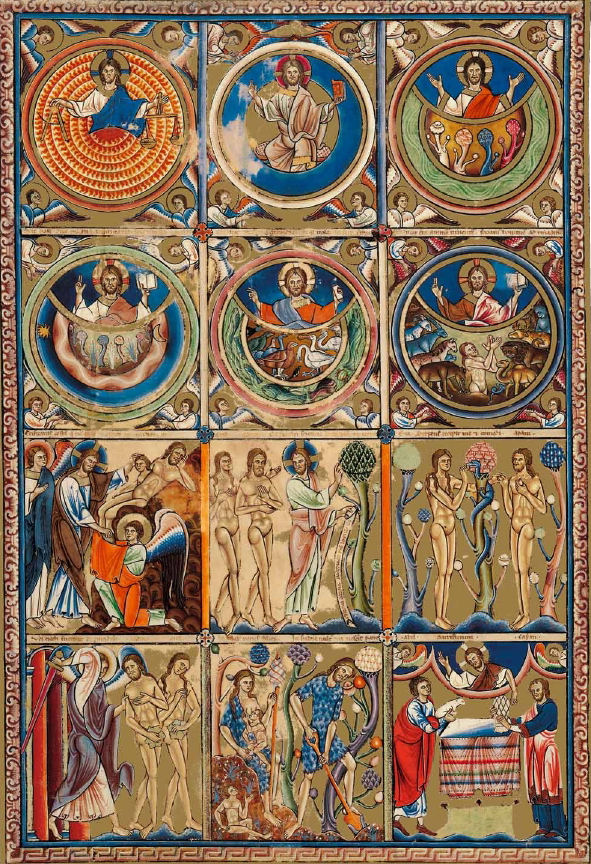
Le psautier anglo-catalan